# 岸田文雄
岸田 文雄（きしだ ふみお、1957年〈昭和32年〉7月29日 - ）は、日本の政治家。自由民主党所属の衆議院議員（11期）、資産運用立国議員連盟会長、映像産業戦略推進研究会会長。
内閣総理大臣（第100代・第101代）、外務大臣（第143・144・150代）、防衛大臣（第16代）、内閣府特命担当大臣（沖縄及び北方対策、規制改革、国民生活、科学技術政策）（第1次安倍改造内閣・福田康夫内閣）、消費者行政推進担当大臣（福田康夫内閣）、宇宙開発担当大臣（福田康夫内閣）、内閣府特命担当大臣（再チャレンジ）（第1次安倍改造内閣）、文部科学副大臣（第1次小泉内閣）、建設政務次官（小渕第2次改造内閣・第1次森内閣）、衆議院厚生労働委員長、自由民主党政務調査会長（第58代）、同国会対策委員長（第52代）、同経理局長、同広島県支部連合会会長、宏池会会長（第9代） 、自由民主党総裁（第27代）などを歴任した。

## 来歴

### 生い立ち
広島県出身の通商産業省（現：経済産業省）の官僚であった父・岸田文武の長男として東京都渋谷区で生まれる。親の教育方針もあり、文雄は東京で育てられた。岸田家は広島の一族であるため、一家は毎年夏に広島に文雄を連れて帰省し、文雄は広島原爆の被爆者たちから当時の話を聞いた。岸田一族も多くが被爆し、亡くなった者たちもいた。
1963年、父の仕事の関係でアメリカ合衆国ニューヨーク市に居住し、小学校1年生から3年生まで3年間、現地のパブリックスクール（公立小学校）に通う。 1963年秋から「PS 20」に通ったのち、1964年春からクイーンズ区の近隣住区エルムハーストに位置する「PS 13 Clement C Moore School」に通った。
1966年6月にパブリックスクール3年次を修了して日本に帰国。7月に永田町小学校（現：麹町小学校）の3年次に転入。麹町中学校を経て、1973年に開成高等学校に入学。野球部に入部し主に内野手・二塁手を務める。１年次に高橋慶彦（元広島カープなど）が所属する城西高等学校と対戦するがコールド負けを喫する。後に二人は「PRIDE JAPAN★47★BASEBALL CUP2024」で岸田が大会名誉会長、高橋が大会アンバサダーを務める事になる。高校生活では野球の他にロック/フォークの流行に影響を受けギターに打ち込む。

### 大学から銀行員時代
1976年に高校を卒業し、東京大学合格を目指し2年間の浪人を経験する。この時について、岸田は、著書「岸田ビジョン 分断から協調へ」（講談社）の中で、「（自分は）東大とは縁がなかった」、「3年連続で東大に不合格だった」ことを明かしている。
1978年に早稲田大学法学部に入学。政治家を数多く輩出している早稲田大学に学んだものの、政治家を志したわけではなかった。当時は夏目漱石のような文豪に憧れ、庄司薫の小説も愛読し一人旅を好んだ。
1979年、父・文武が通産省を退官し、衆議院選挙に出馬し当選を果たした。この際、岸田は父の熾烈な選挙戦を手伝ったが、多くの種類の人間に接し1票を入れてもらうため、いかなる努力をするべきなのか考える貴重な経験となり、その後の自身の政治への道に影響した。
1982年、早稲田大学法学部（民法（不法行為）：浦川道太郎ゼミ）を卒業、同年、日本長期信用銀行（現：SBI新生銀行）に入行。
長銀入行後、最初の配属は本店勤務で外国為替業務を2年半経験し、こののち海運業界担当の営業マンとして高松市に2年半赴任した。高松での地方営業では利息すら払えなくなった会社から経営再建の支援継続を相談されたり、倒産や夜逃げを目の当たりにして世間の厳しさや経済というものの激しい実態を知った。
1987年3月、政治家になる決意を固めて長銀を退職した。

### 政界入り

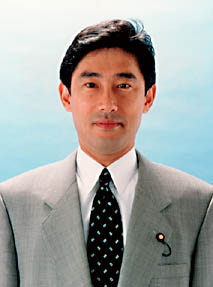
1999年、建設政務次官就任時の岸田

1987年、長銀を退職して当時衆議院議員だった父・文武の秘書となる。
当時の父は口数が少なく、岸田は父の背中から多くを学んだ。
1988年11月、マツダの社長秘書を務めていた和田裕子と結婚した。
1993年、第40回衆議院議員総選挙に前年議員在任中に死去した文武と同じ選挙区である旧広島1区から自由民主党公認で出馬し、初当選。父と同じ宏池会に所属する。
1996年の第41回衆議院議員総選挙では、小選挙区比例代表並立制の導入に伴い広島1区から出馬し、以後広島1区で連続10選。
1997年には若手議員の登竜門とされる党青年局長に就任した。
2000年、派閥領袖の加藤紘一が起こした「加藤の乱」に血判状をしたためて参加し、石原伸晃、塩崎恭久、根本匠と行動を共にした。乱の鎮圧後は堀内光雄、宮澤喜一、池田行彦らから声をかけられ堀内派に属した。
2001年、第1次小泉内閣で文部科学副大臣に任命される。2007年、第1次安倍改造内閣で内閣府特命担当大臣（沖縄及び北方対策、規制改革、国民生活、再チャレンジ、科学技術政策）に任命され、初入閣した。続く福田康夫内閣でも内閣府特命担当大臣（沖縄及び北方対策、規制改革、国民生活、科学技術政策）に任命され、引き続き入閣。
2008年、新設された消費者行政推進担当、宇宙開発担当大臣を兼任。福田康夫改造内閣の発足に伴い大臣を退任し、党の消費者問題調査会長・道路調査会副会長兼事務局長、団体総局長に就任。
2009年の第45回衆議院議員総選挙では、広島1区で民主党の菅川洋を破り、6選（広島県の小選挙区で議席を獲得した自民党の候補者は岸田のみ。また、広島1区では初めて次点以下の候補者が比例復活した）。
2011年9月、自民党総裁谷垣禎一の下、党国会対策委員長に就任し、野党自民党の国会対策を担い与党民主党との交渉を担った（2012年9月退任）。
2012年10月、政界引退を表明した古賀誠から宏池会を継承し、第9代宏池会会長に就任した。同年12月の第46回衆議院議員総選挙では、広島1区で7選。

### 外務大臣

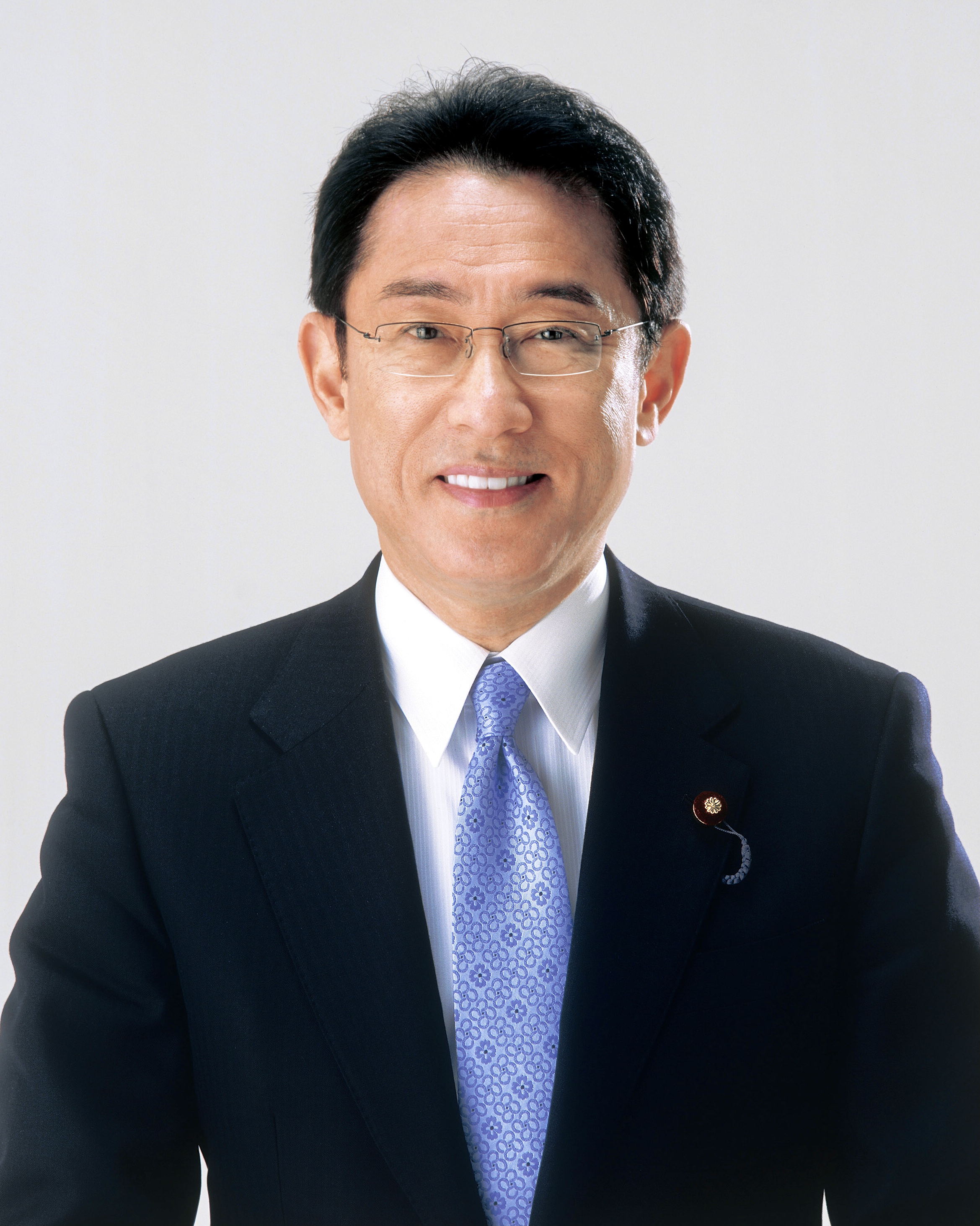
外務大臣時代に公表された肖像（2016年2月2日撮影）

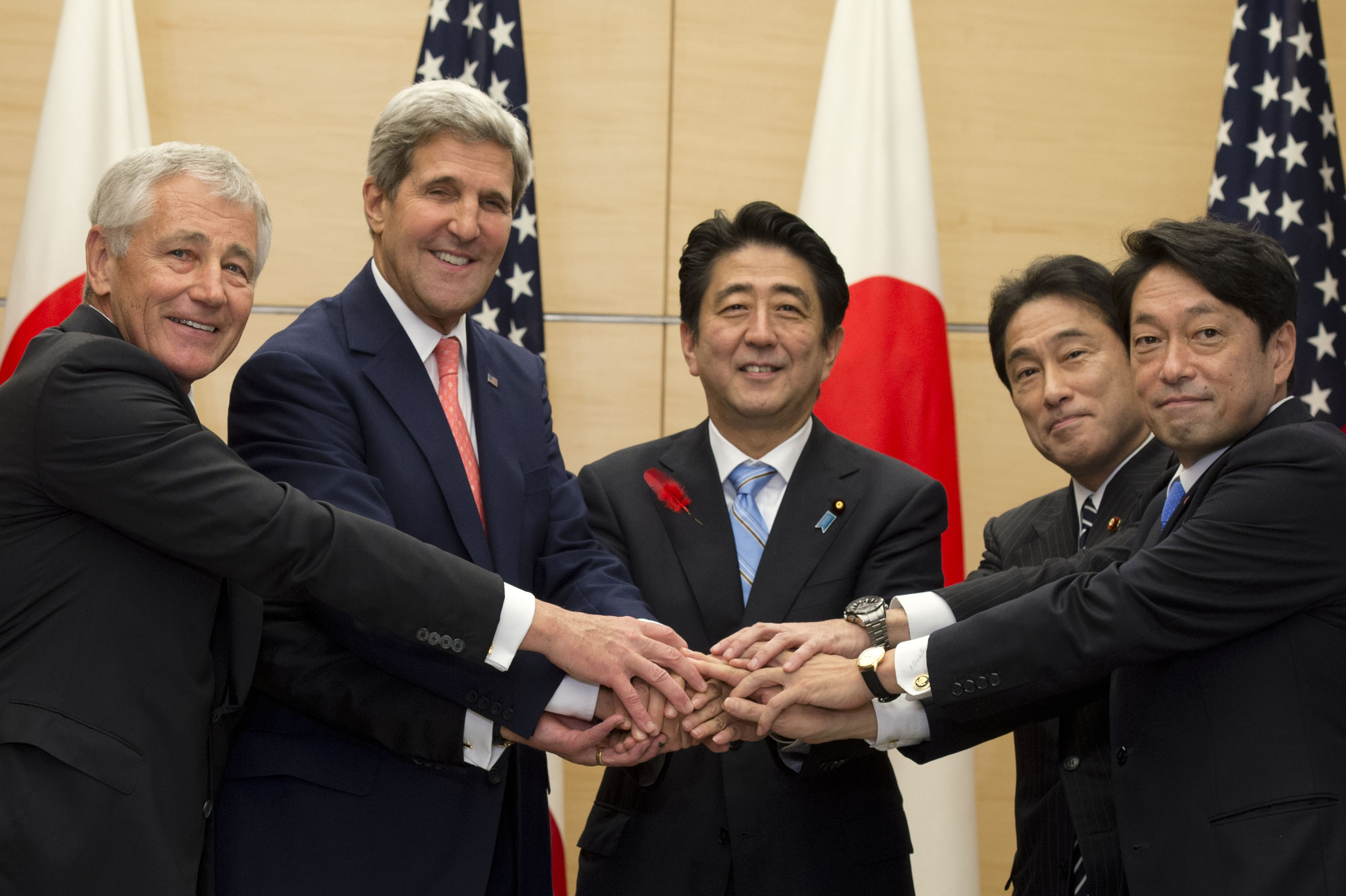
2013年10月3日、内閣総理大臣安倍晋三らとともに

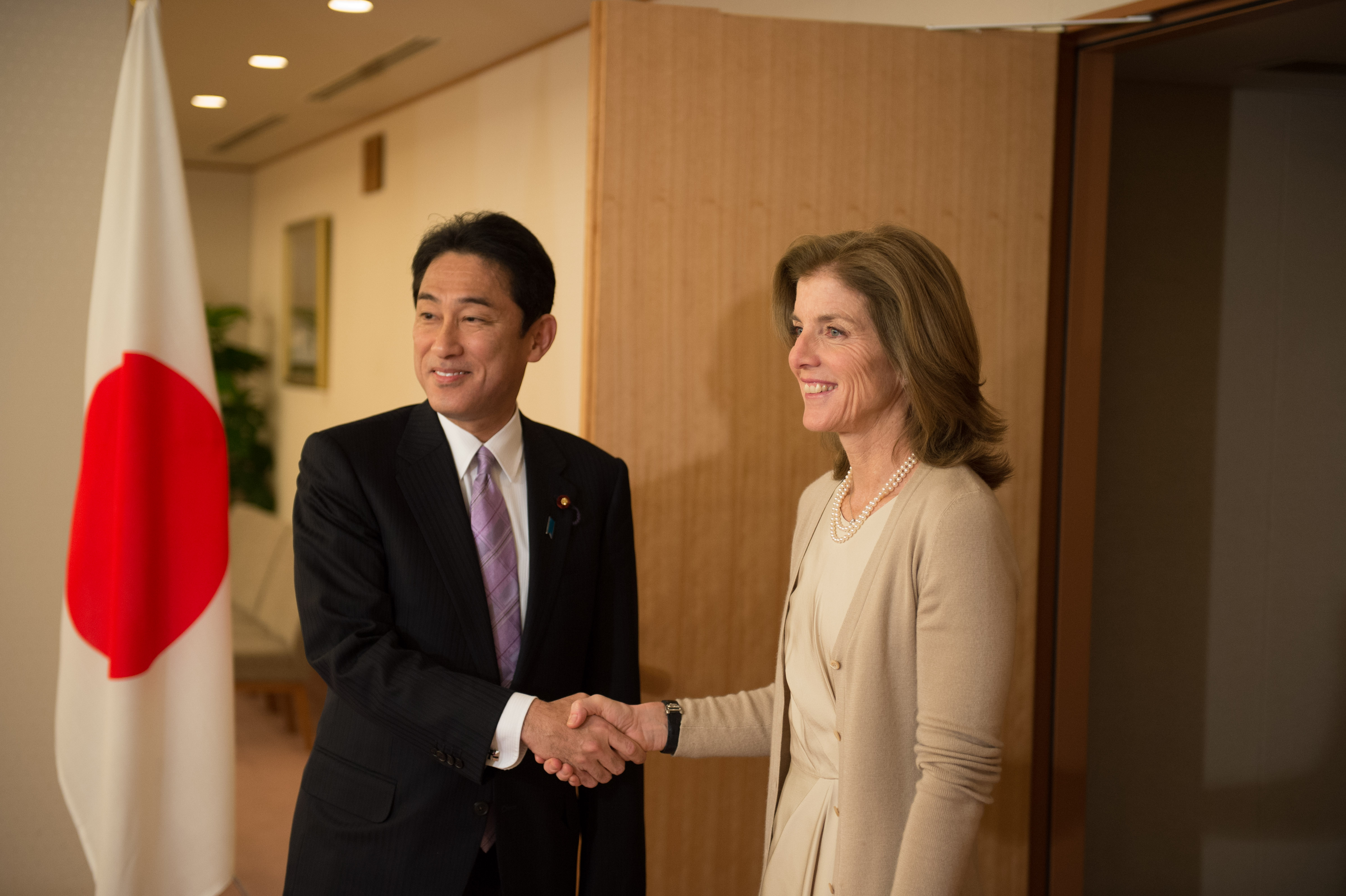
2013年11月20日、駐日アメリカ合衆国大使キャロライン・ケネディとともに

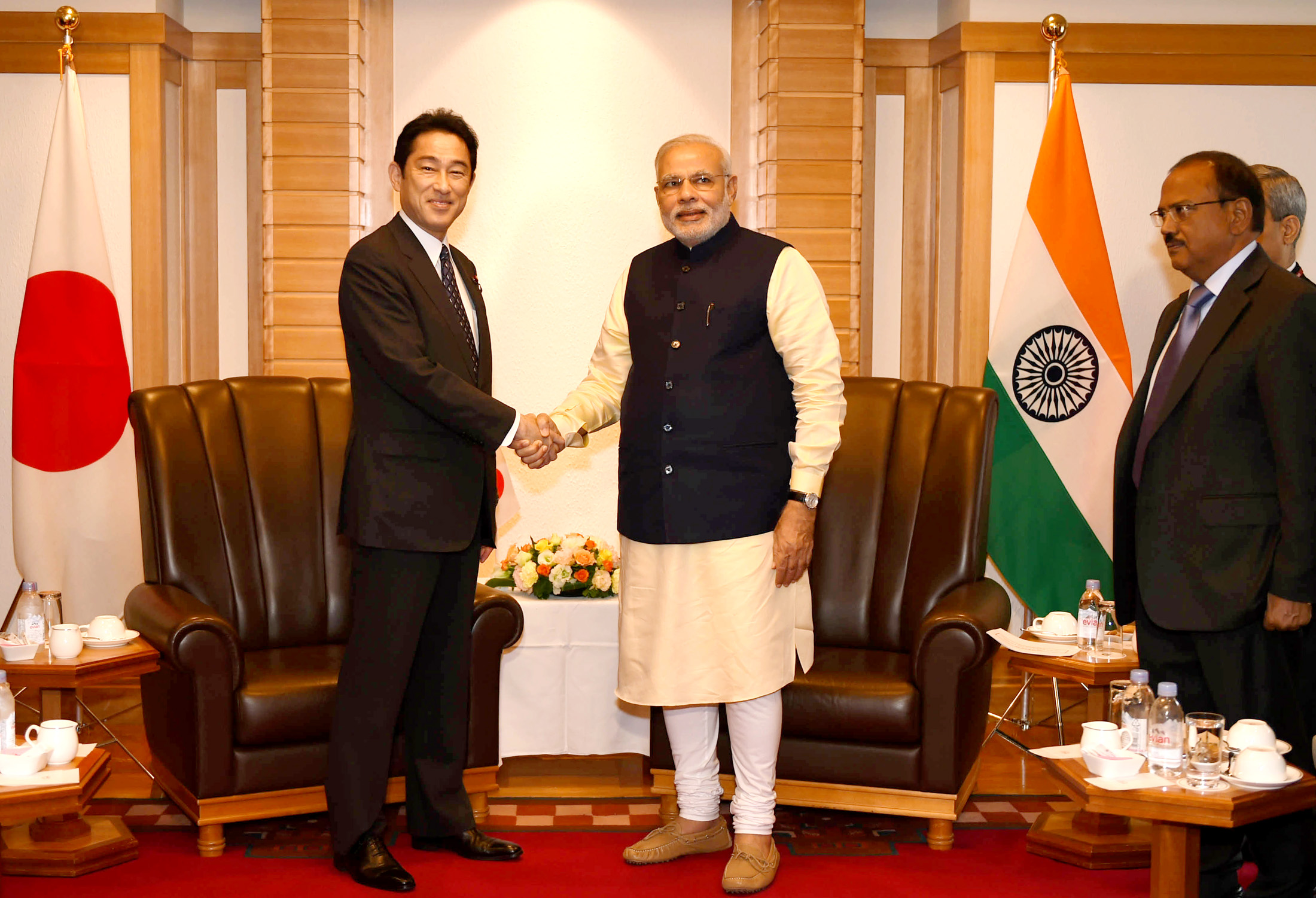
2014年9月1日、インド首相ナレンドラ・モディとともに

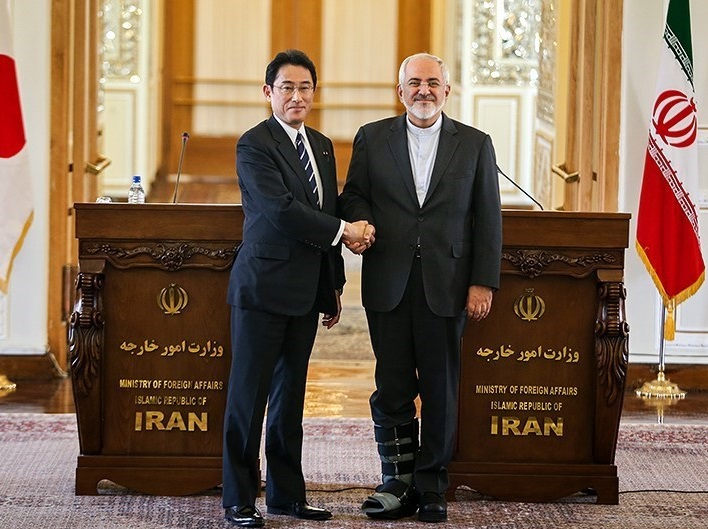
2015年10月6日、イラン外相モハンマド・ザリーフとともに

選挙後に発足した第2次安倍内閣では外務大臣として入閣した。
それまでの岸田は前述の小泉・福田政権に於いて内政の経験は積んでいた一方で、外交に関する知識・経験は乏しく、幼少期のニューヨーク在住を除けば留学・在外勤務の経験もなかった。本来ならこの「外相」というポストは岸田にとって門外漢、専門外のものであった。
しかし、外相起用に際しては普天間基地移設問題などを念頭に、岸田が沖縄担当相を歴任し、知事の仲井真弘多と親交が深いこと、中国要人との太いパイプを持つ古賀誠を後見人に持つこと、対話を重視する岸田のスタイルが中国など関係諸国へのメッセージとなること、という点が考慮され、外相に就任したとの報道もある。
岸田と安倍晋三は1993年の当選同期であり、派閥は異なるが人間関係は良好な間柄であったとされる。安倍が自民党幹事長代理を務めていた時代に、岸田文雄は党改革で議論を交わした仲とされ、その後、第一次、第二次いずれの安倍内閣にも岸田は入閣した。
特に、第2次内閣発足以降､「タカ派」と評される安倍が、連続5期、4年半余りにわたって岸田を外務大臣に起用し続けた理由については、岸田の実務能力を買ったともされるが､『夕刊フジ』は「ハト派」で「親米派」でもあるが「親中派」でもある宏池会出身という点を考慮して、菅義偉、石破茂、河野太郎らの人事も含め、中国をはじめとする周辺諸国への友好姿勢をアピールする狙いがあると報じた。
その後、2014年9月発足の第2次安倍改造内閣で留任、さらに2014年12月の第47回衆議院議員総選挙で8選した後に第3次安倍内閣でも再任、自民党総裁選後の2015年10月に発足した第3次安倍第1次改造内閣でも外相を留任するほど、岸田は安倍からの信頼が厚かった。
2015年7月5日に決定した軍艦島のユネスコ文化遺産登録では、岸田は韓国の妨害に対して「forced to work（働かされた）」という表現を用いて遺産の説明を行うことで対処した。この表現について岸田は「強制連行」を意味しないことを明言し、徴用工訴訟問題と関連付けしないことも合意させた。
2015年12月28日、岸田はソウル市内で尹炳世韓国外交部長官と外相会談をし、日本国政府は韓国政府が設立する元慰安婦を支援するための財団に10億円拠出し慰安婦問題を最終的かつ不可逆的に解決することで合意する日韓合意がなされた。

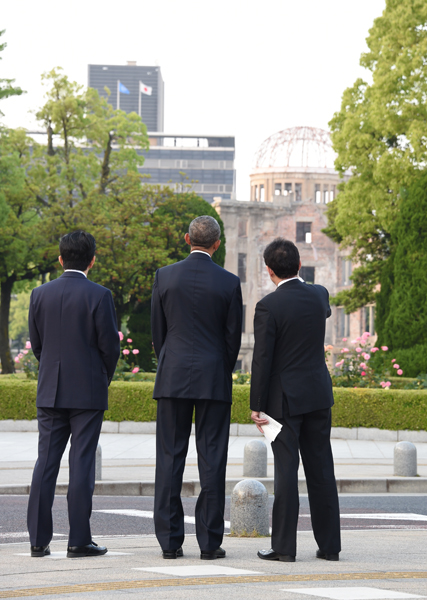
左から順に、安倍・オバマ・岸田。原爆ドームを望む。

2016年4月、地元広島で開催されたG7外相サミットの議長を務め、他のG7外相と共に広島平和記念公園を訪問。広島平和記念資料館を訪れた後、原爆死没者慰霊碑に献花を行う。
2016年5月、バラク・オバマの広島訪問が実現した際にオバマに対して原爆ドーム、原爆の子の像、折り鶴などについて通訳を介さずに英語で説明を行う。
第24回参議院選挙後、8月に発足した第3次安倍第2次改造内閣でも留任した。
2016年12月、岸田は安倍の真珠湾訪問に同行する。
2017年1月6日、岸田の外務大臣在職期間が大平正芳を超え、戦後の外務大臣としては歴代2位、専任の外務大臣としては歴代最長となった。

### 防衛大臣
2017年7月28日、自衛隊南スーダン派遣での日報の隠蔽疑惑に関する問題の責任を取って稲田朋美が辞任したのに伴い、内閣改造までの一週間に渡って防衛大臣を兼務した。外務大臣と防衛大臣の兼務は憲政史上初であった。

### 政調会長

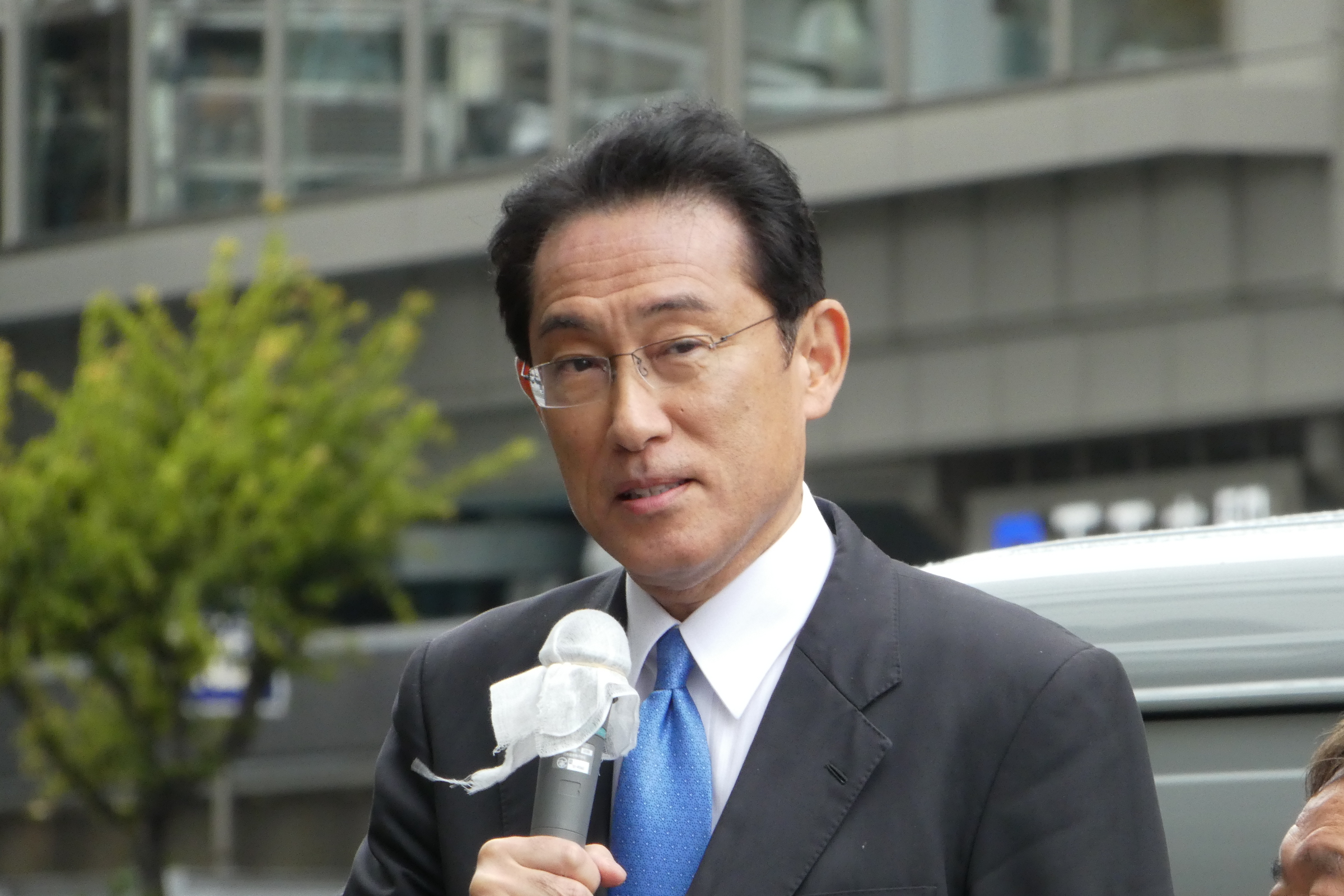
大阪市内で演説する岸田（2017年10月19日）

2017年8月の内閣改造・党役員人事に於いて長年務めた外務大臣から閣外へ転出し、将来総裁を目指すに当たって党務の経験を積みたいという自身の希望により、党三役ポストである自由民主党政務調査会長（政調会長）に就任した。そして、現職の安倍総裁を支持して党内を乱さないことで2020年以降の『ポスト安倍晋三』に向けて存在感を示す方針を取った。
2018年9月の自民党総裁選挙については、岸田派内では若手を中心に岸田の出馬を求める主戦論が優勢である一方、ベテランなど一部に今回は安倍支持に回り3年後に「禅譲」を狙うべきだとする慎重論があった。最終的に7月24日に岸田は立候補を見送り、安倍の支持を表明した。この岸田の動きに、自民内からは「乗り遅れだ」との冷ややかな見方が広がった。
2018年10月、岸田は自民党総裁の直属機関（総数24）のうち、『道州制推進本部』『日本経済再生本部』『外交戦略会議』『農林水産業・地域の活力創造本部』『歴史を学び未来を考える本部』の5つを廃止した。政務調査会の権限を強めることを狙った。
2019年9月の内閣改造・党役員人事に於いては事前に幹事長への起用が取り沙汰されていたが、二階俊博幹事長が退任に抵抗を示したこともあり、引き続き政調会長に留任となった。

### 2020年自由民主党総裁選挙立候補
2020年8月に安倍晋三総裁・内閣総理大臣の健康問題による辞任表明を受けて行われることとなった2020年の自民党総裁選に当たっては、岸田は9月1日に岸田派の臨時総会で自身の出馬を表明した。結果は内閣官房長官の菅義偉に敗れ2位に終わり、「今日の戦いが終わった今、新たなスタートだと思っている。総理・総裁を目指して次の歩みを進めていきたい」と述べた。
2020年9月11日、初の著書となる『岸田ビジョン 分断から協調へ』を出版した。当初は15日に出版する予定であったが、14日の総裁選投開票日に間に合わせるために前倒しされた。
総裁選後の2020年9月15日に自民党政調会長を退任。期間中、一貫して要職にあった第2次安倍政権から一転して菅政権では入閣・党役員起用ともになく、およそ7年半ぶりに無役へ退くこととなった。

### 政調会長退任後
2021年3月27日、自由民主党広島県連会長に就任。同会長を務めるのは3回目。
同年5月12日、自民党本部で二階俊博幹事長と会談。党本部が2019年の参院選広島県選挙区をめぐり、現職の溝手顕正（岸田派）を追い落とすため、河井案里（二階派）陣営に送金して買収の原資になったとの指摘がある1億5,000万円について、使途解明を急ぎ、国民に説明するよう申し入れた（詳細は河井夫妻選挙違反事件を参照）。

### 2021年自由民主党総裁選挙立候補
2020年9月に就任した菅義偉の総裁任期は党則の規定により2018年9月に再選された安倍晋三の3期目（3年間）の残りを引き継ぐ形であったため、1年後の2021年9月末が任期の期限となっていた。
同年8月26日、自民党の総裁選挙管理委員会は、総裁選の日程を「9月17日告示、29日投開票」と決定した。この時点で、現職の菅義偉が立候補を予定しており、二階、麻生、細田派会長の細田博之、公明党代表の山口那津男らは菅の再選支持を明らかにしていた状況のもと、岸田は国会内で記者会見を開き、総裁選出馬を正式に表明した。全候補者のなかで最も早い立候補表明であった。立候補する理由について「自民党が国民の声を聞き、幅広い選択肢を示すことができると示し、日本の民主主義を守るため」と語った。その後、菅は出馬しない意向を示し、岸田と河野太郎、高市早苗、野田聖子の四者の選挙戦となった。
2021年9月29日、自民党総裁選の投票が行われた。1回目の投票で岸田はトップの256票を獲得したが、有効投票数の過半数に届かなかったため河野太郎との決選投票が行われることになった。決選投票では、岸田は257票を獲得して河野（170票）を破り、第27代総裁に選出された。

### 自由民主党総裁・内閣総理大臣就任

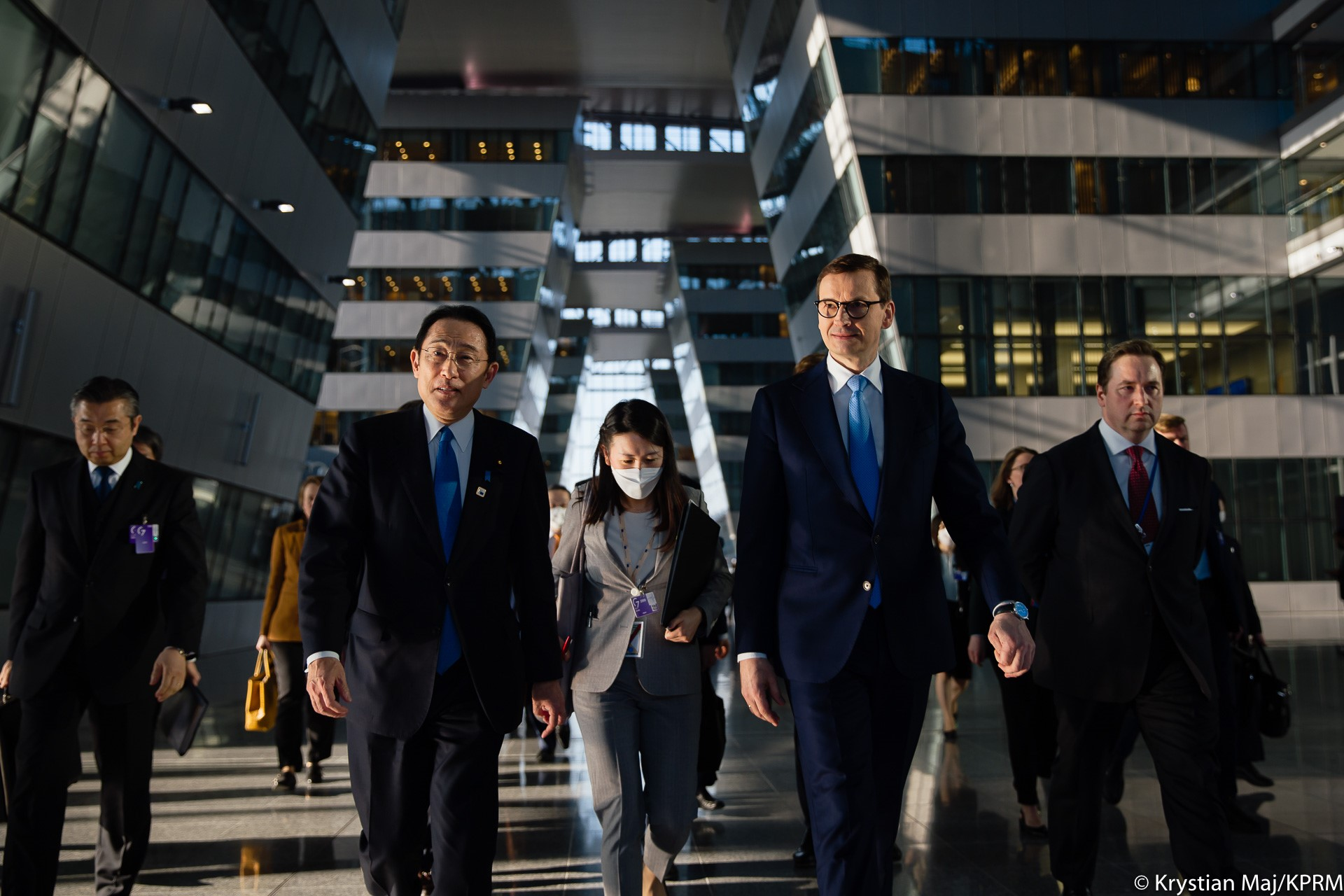
2022年3月24日、ポーランド首相マテウシュ・モラヴィエツキとともに

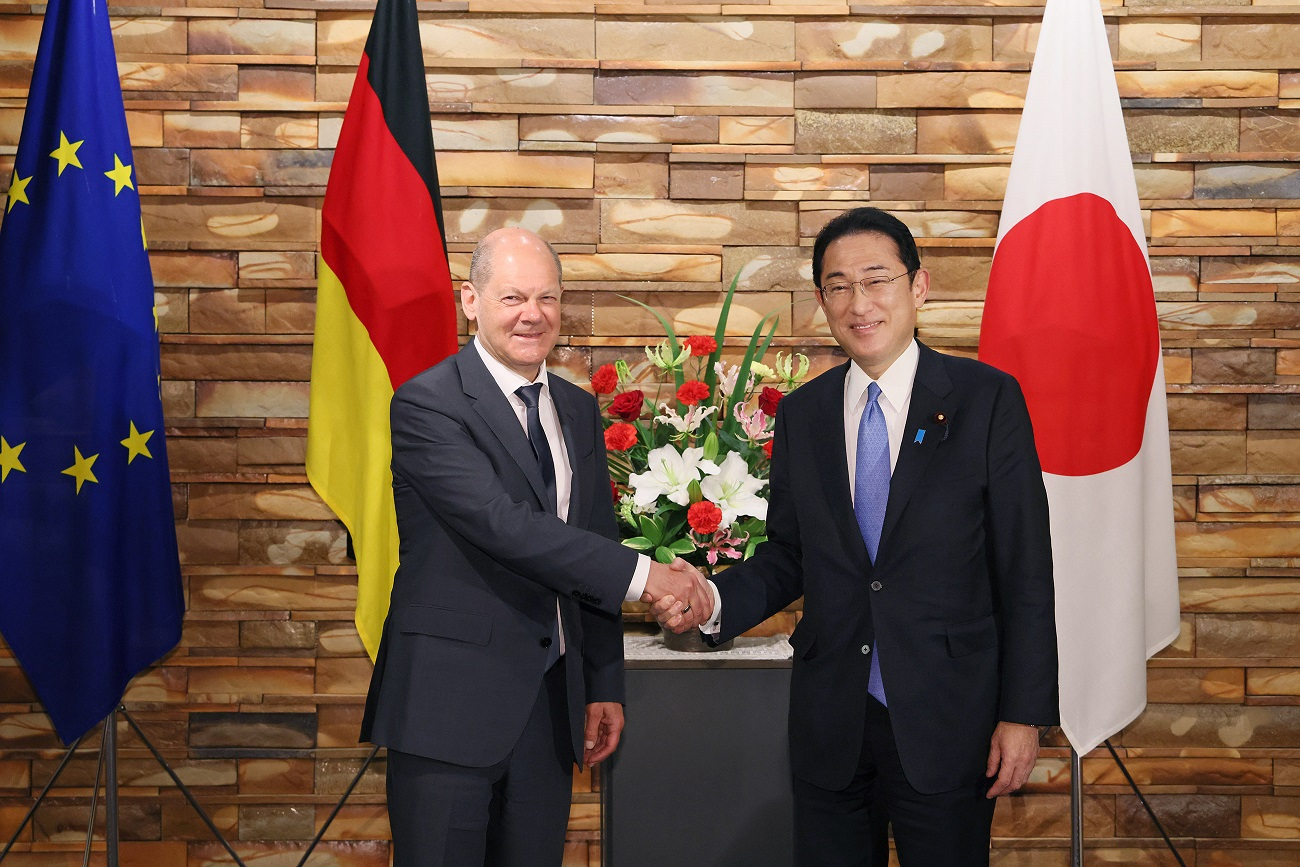
2022年4月28日、独首相オラフ・ショルツとともに

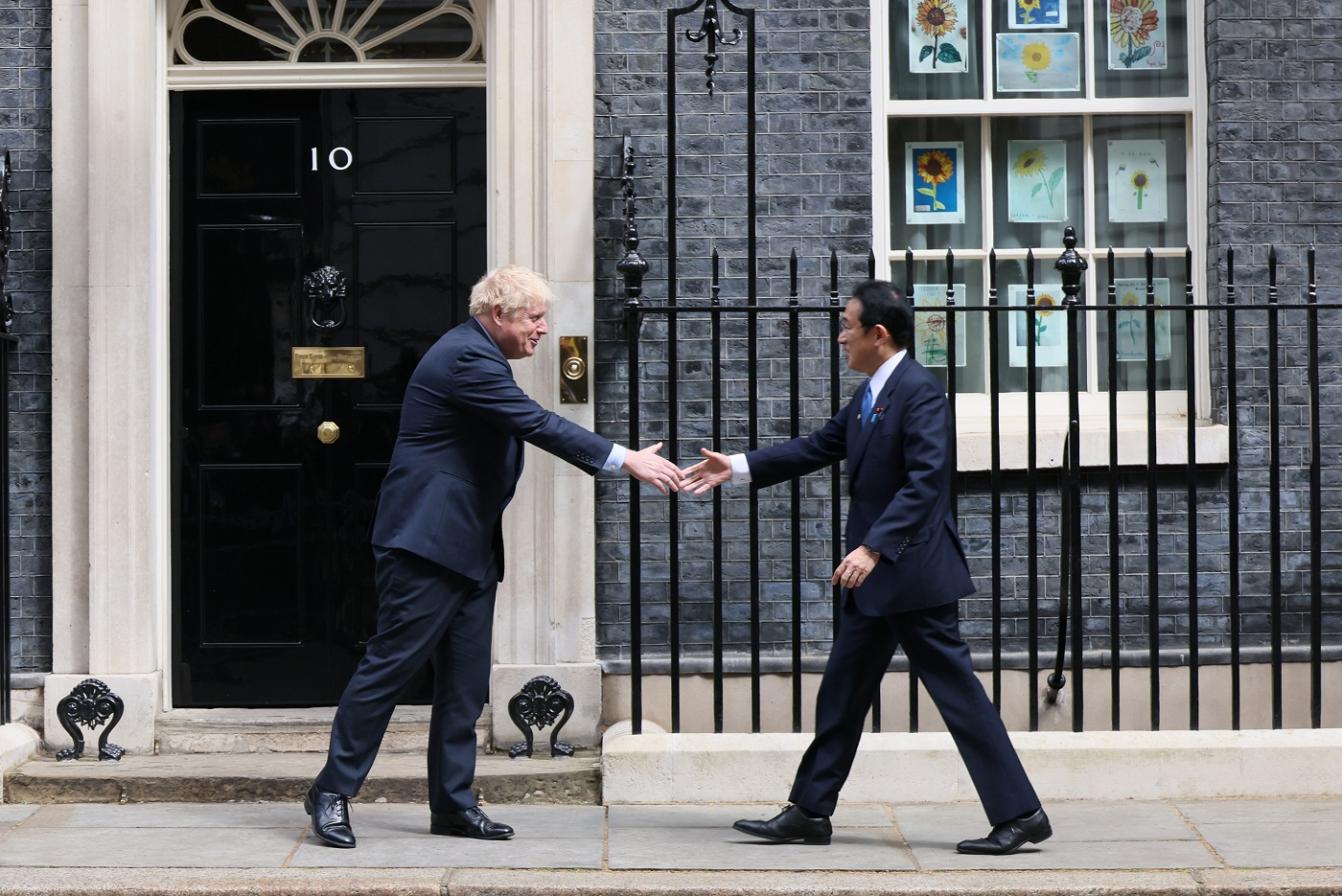
2022年5月5日、ボリス・ジョンソンとともに

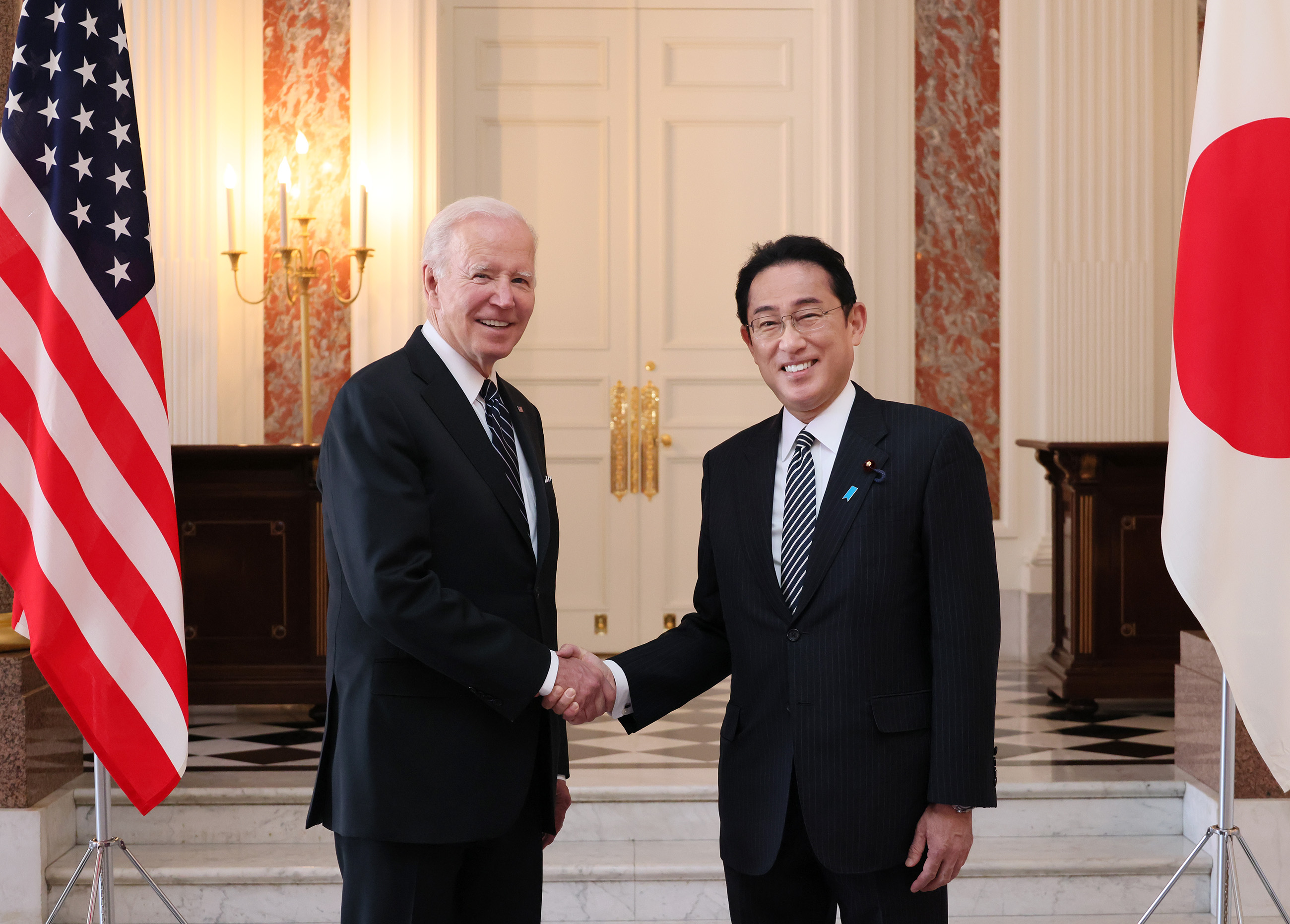
2022年5月23日、ジョー・バイデン米大統領とともに

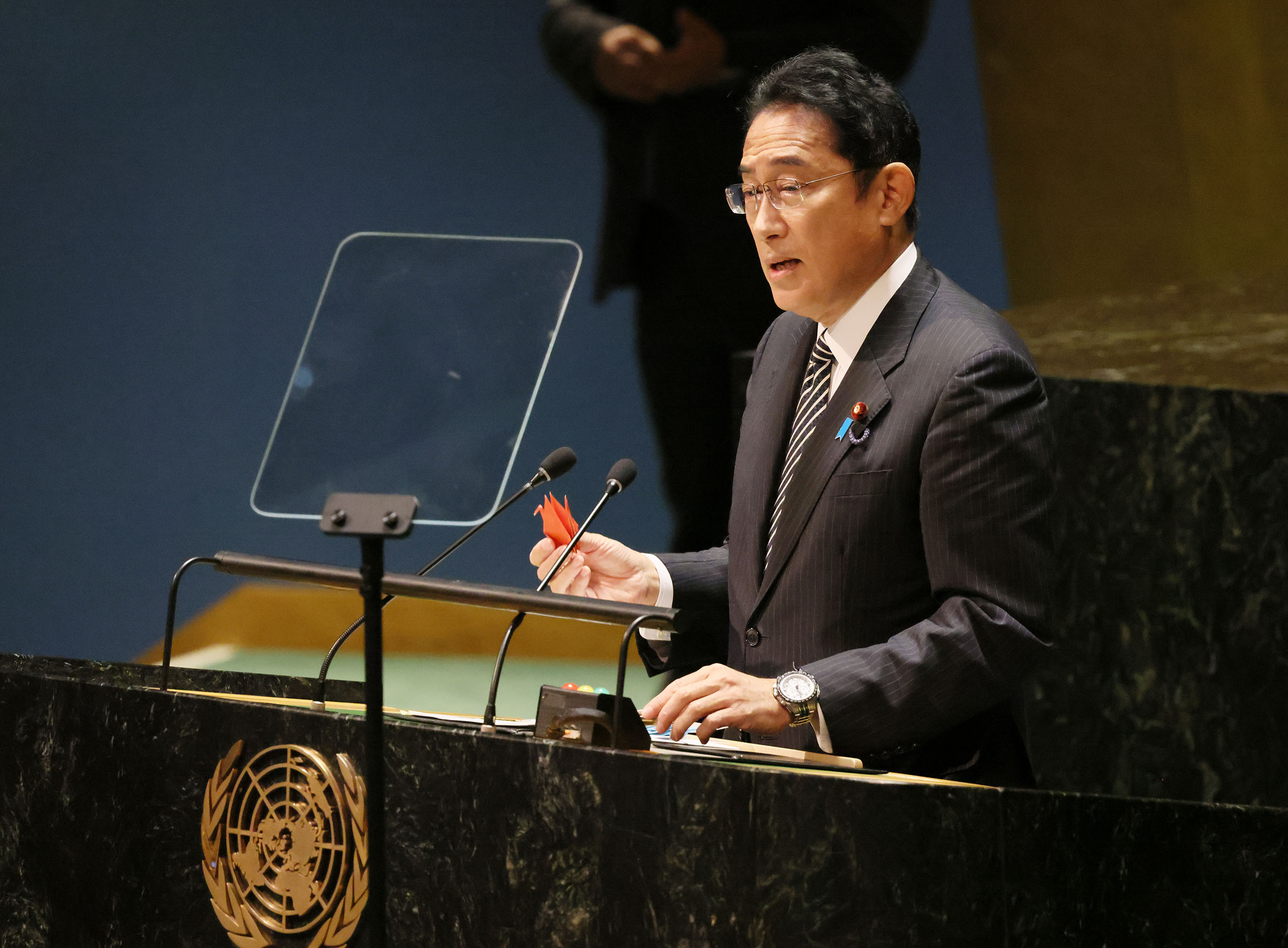
2022年8月2日、核拡散防止条約（NPT）再検討会議にて折鶴を手に平和を訴える岸田

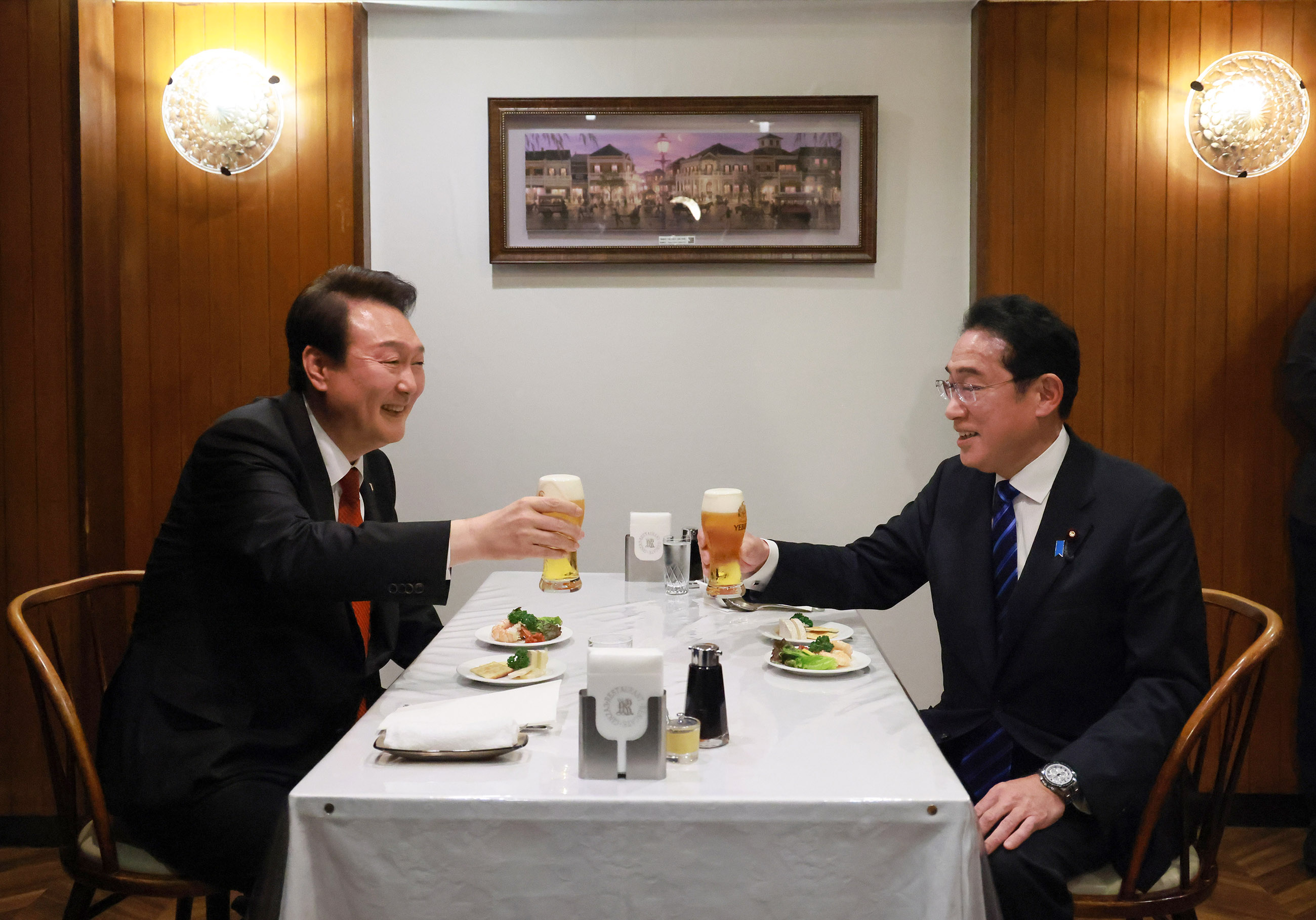
2023年3月16日、煉瓦亭にて韓国大統領尹錫悦とともに

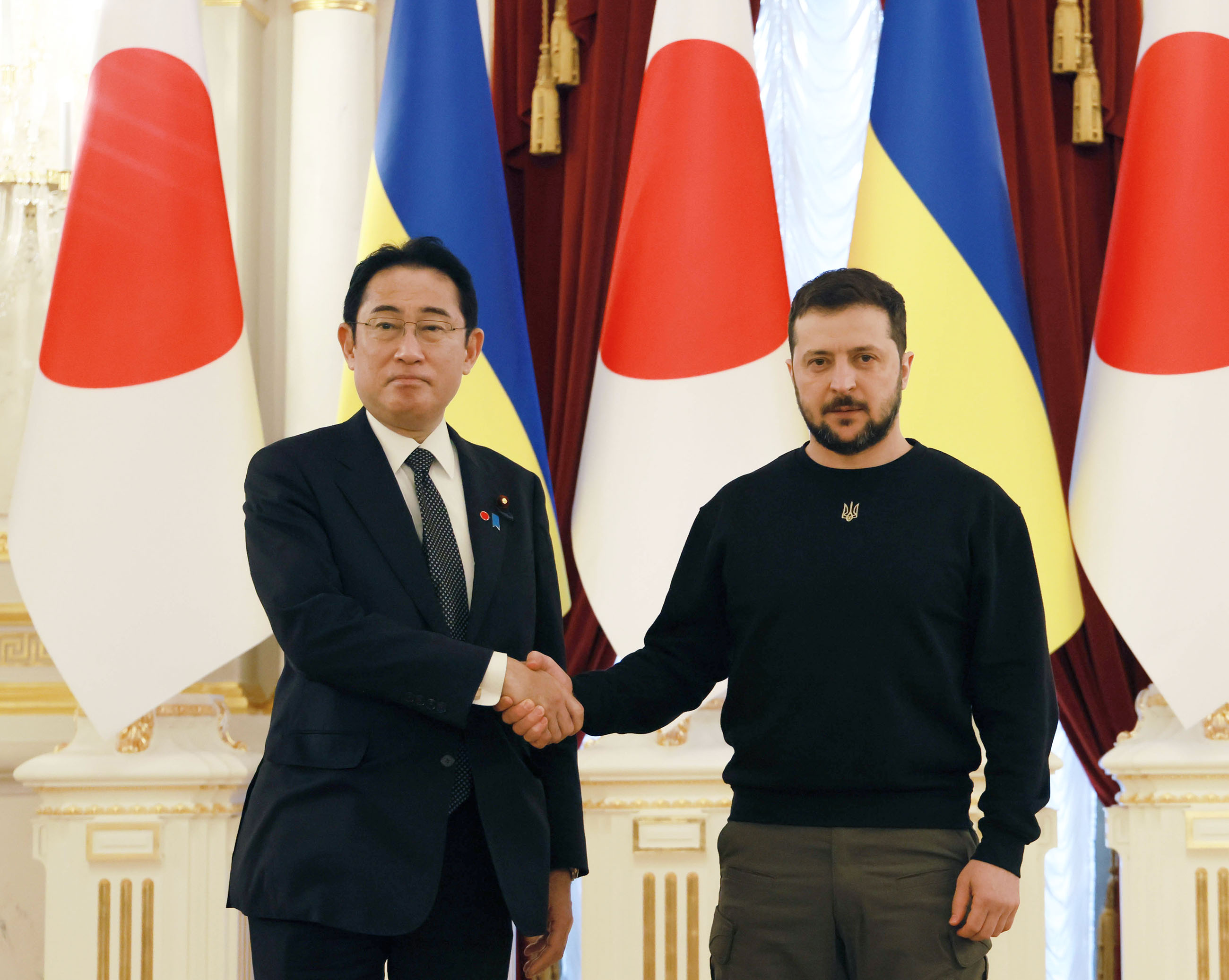
2023年3月21日、ウクライナ大統領ウォロディミル・ゼレンスキーとともに

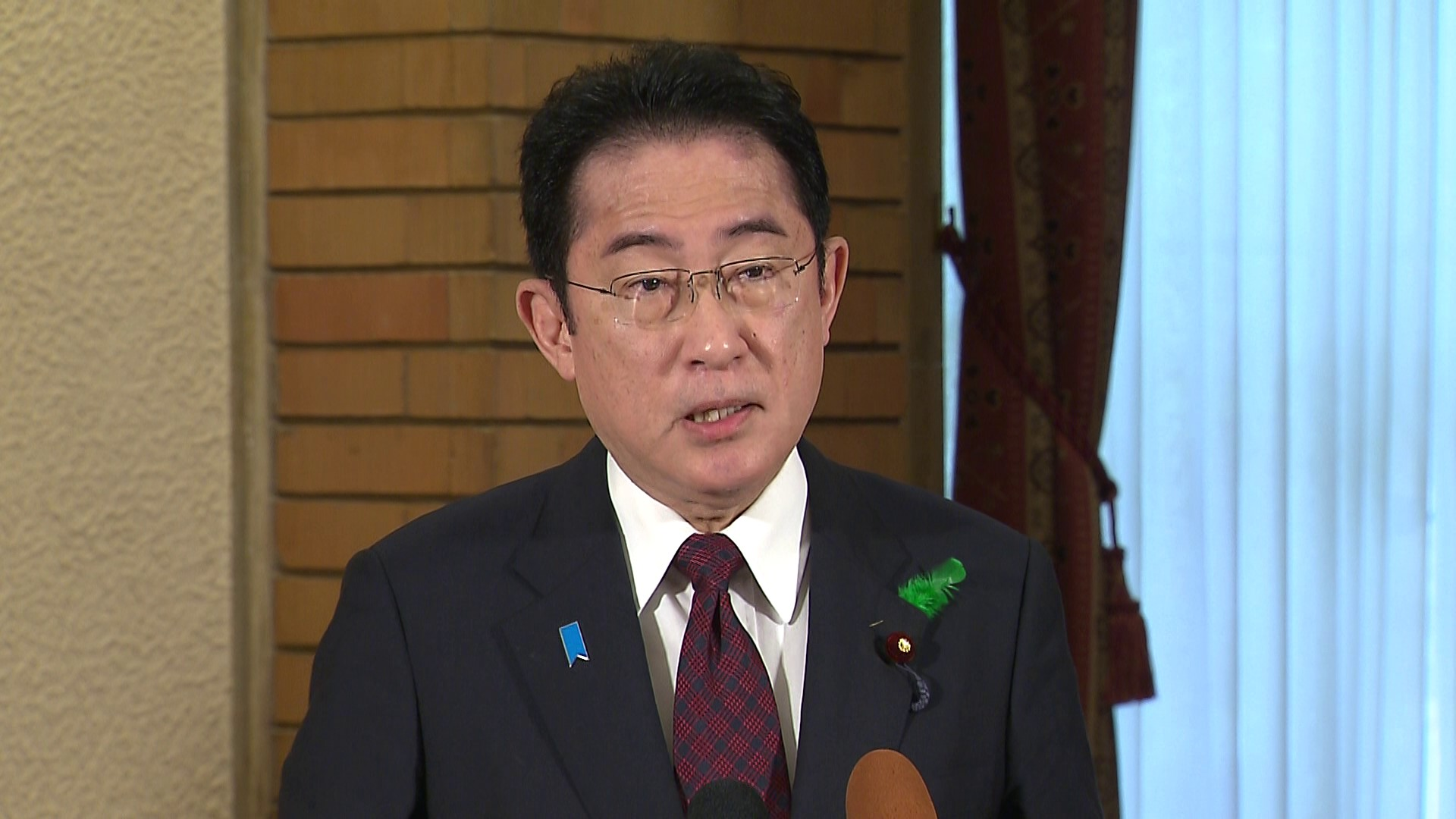
2023年4月15日、襲撃事件翌日の記者会見にて

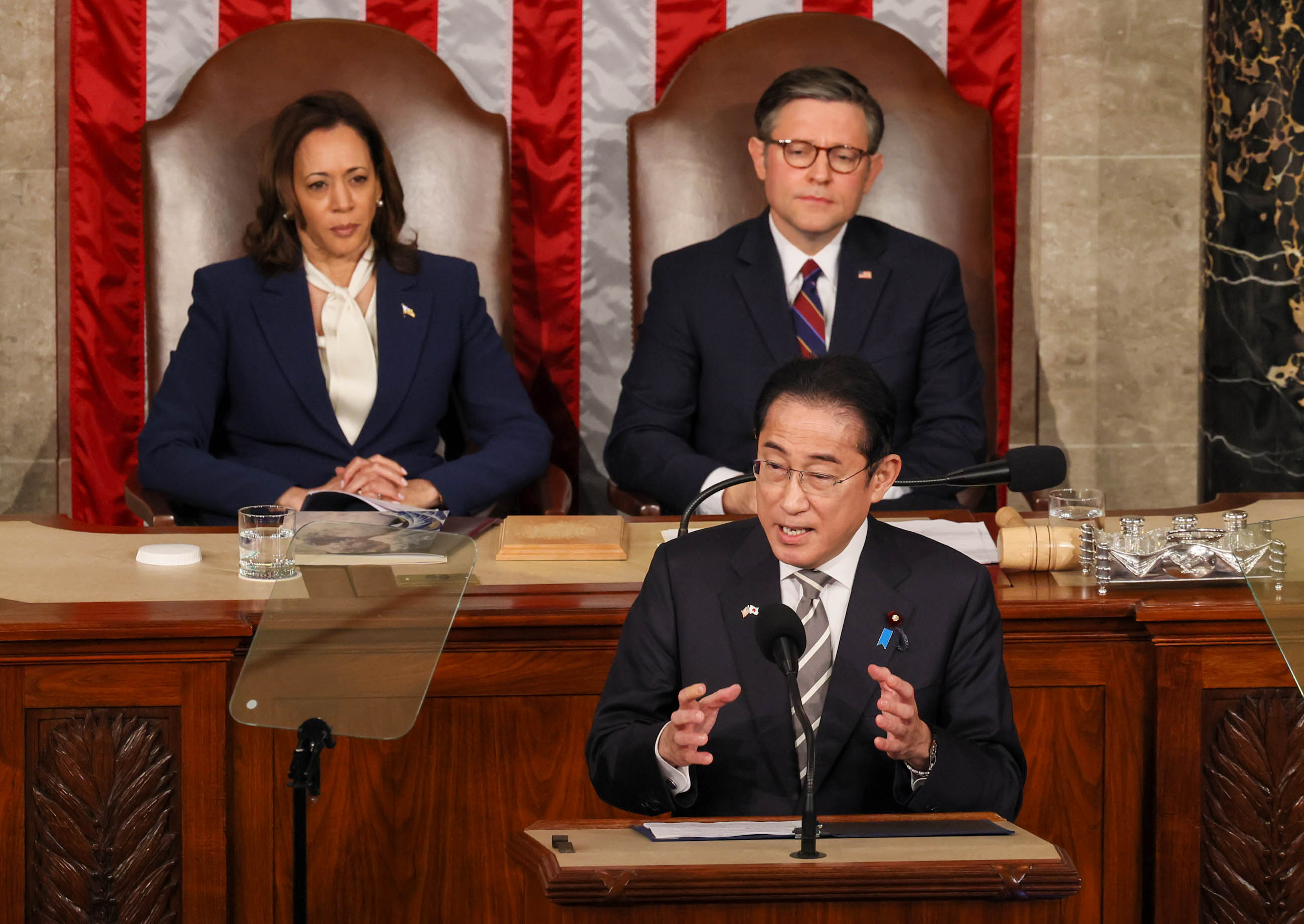
2024年4月11日、米国議会で演説する岸田

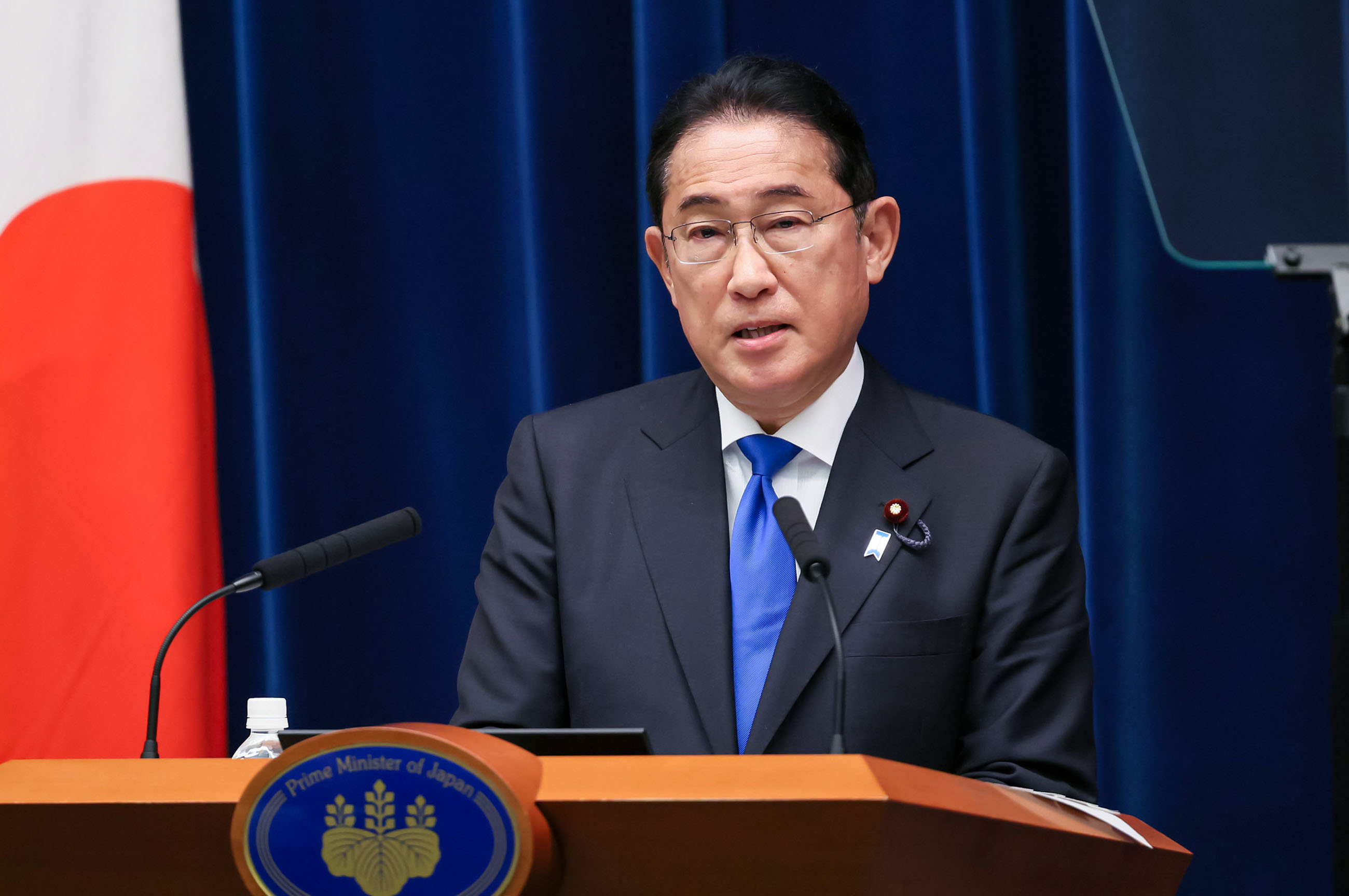
2024年8月4日、自民党総裁選の不出馬を表明する岸田

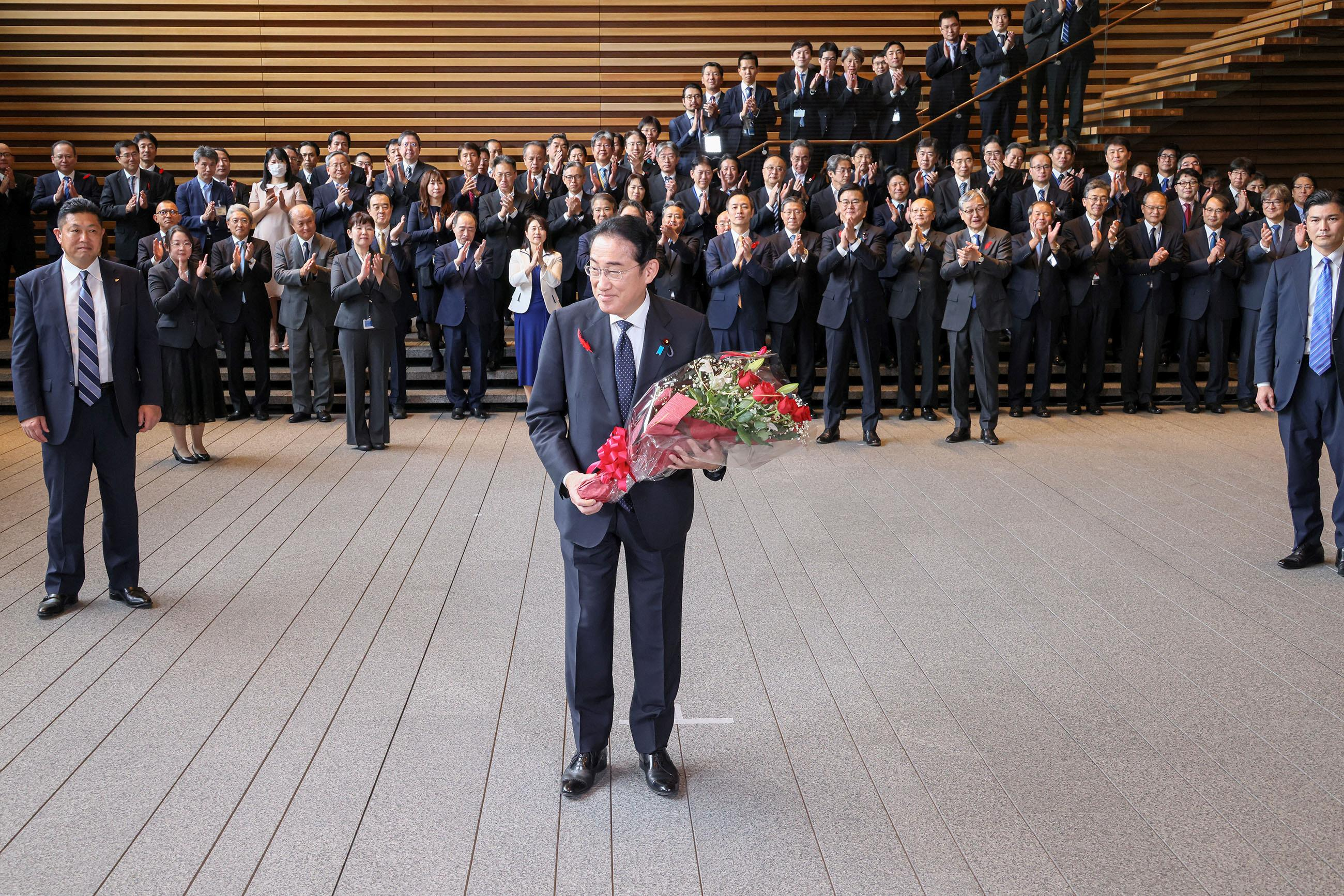
2024年10月1日、内閣総辞職し、首相官邸を去る岸田

#### 2021年
総裁に就任した2021年10月1日、新体制の党執行役員人事を決定し、副総裁に麻生太郎、幹事長に甘利明、政務調査会長に高市早苗、総務会長に福田達夫、選挙対策委員長に遠藤利明がそれぞれ就任。
2021年10月4日午前に菅義偉内閣は総辞職し、これを受けて行われた内閣総理大臣指名選挙において、岸田が首班指名を受ける。皇居での任命式を経て第100代内閣総理大臣に就任し、第1次岸田内閣が発足した。
岸田は64人目の総理大臣で、広島県出身の総理としては、加藤友三郎、池田勇人、宮澤喜一に次ぐ4人目で、広島県は山口県（8人）、東京都（5人）に次いで3番目に多い総理大臣輩出県となった。第二次世界大戦後に限れば、群馬県の4人に次ぐ3人で、2位。大正以降は、昭和、平成、令和と全ての元号で総理大臣を輩出している。同じく1957年生まれの野田佳彦より誕生日が遅いため、存命中の内閣総理大臣経験者の中では最年少者となった（就任時の年齢は64歳で、39番目に若い）。
2021年10月6日、岸田はアメリカ合衆国大統領のジョー・バイデンと総理大臣就任後初となる日米首脳電話会談を行った。
2021年10月14日、第205回国会会期末を迎え衆議院を解散し、31日の第49回衆議院議員総選挙では、圧勝で10選。自民党は重鎮の落選が相次ぎ、公示前の276議席から261議席に減らしたものの、「絶対安定多数」を単独で確保した。この時点で、連立与党の公明党と合わせて与党は293議席となった。
2021年11月2日、イギリス・グラスゴーで開催されたCOP26に出席し、米国大統領のジョー・バイデンとも短時間ながら初の対面による日米首脳懇談を行った。
2021年11月4日、外務大臣だった茂木敏充の自民党幹事長就任に伴い、第2次内閣発足まで岸田自身が外相を兼務した。
2021年11月10日、第206回国会が招集され、午前中に第1次岸田内閣は総辞職。午後の首班指名選挙で再び総理大臣に選出され、任命式を経て第101代内閣総理大臣に就任し、第2次岸田内閣が発足。
2021年11月24日、訪日中のベトナム首相のファム・ミン・チンと国内で外国首脳と初めての会談となる日越首脳会談を行った。
2021年12月9日、岸田が任命した内閣官房参与（観光立国その他特命担当）の石原伸晃が自身が代表を務める党東京都第8選挙区支部が60万円の「雇用調整助成金」を受け取ったことで混乱を招いたなどとして辞職。
2021年12月11日、衆議院議員宿舎を退去して、内閣総理大臣公邸に入居した。首相が公邸に入居するのは、野田佳彦以来、9年ぶりのことであった。当面は岸田と長男の翔太郎（当初は岸田文雄事務所の公設秘書だったが、2022年10月4日には政務担当の内閣総理大臣秘書官に起用）が暮らす。危機管理の強化を理由にしている。

#### 2022年
2022年1月17日、第208回国会（常会）が召集され、岸田は、施政方針演説を行った。
2022年6月28日、ドイツでの第48回先進国首脳会議（エルマウサミット）閉幕後に会見し、2023年の第49回先進国首脳会議を5月19日から5月21日に広島市で開催すると正式表明した。同年7月15日、閣議決定した。
2022年7月8日、第26回参議院議員通常選挙の選挙運動中に元首相の安倍晋三が銃撃され死亡する事件が発生した。これを受けて、岸田は「本日午後5時3分、安倍晋三元総理がお亡くなりになられました。どうか一命を取り留めていただきたいと祈っておりましたが、祈りも虚しく、こうした報に接することになってしまったこと、誠に残念であり、言葉もありません。心よりご冥福をお祈りしたいと思います。民主主義の根幹たる、選挙が行われている中、安倍（元）総理の命を奪った、卑劣な蛮行が行われた。断じて許せるものではなく、最も強い言葉で改めて非難を申し上げます」と官邸で発言した。
同年7月10日、第26回参議院議員通常選挙の投開票が行われた。結果は自民、公明の与党が過半数を大幅に超える圧勝で、自民党は単独で過半数を確保した。安倍の「弔い合戦」として支持を高め、議席数が伸び、内閣支持率は回復した。
2022年7月14日に官邸記者会見で、閣議決定により安倍晋三の国葬を実施する事を表明した。
参院選には勝利した岸田だったが、この事件をきっかけに、自民党と旧統一教会との関係が明かになり、旧統一教会問題が発生。5割近くあった支持率は3割前後にまで急落、メディアによる報道、批判が相次ぎ、岸田政権はこの問題への対応に迫られることになる。
2022年8月10日に、第2次岸田第1次改造内閣を発足させた。
2022年8月21日、新型コロナウイルス感染症（COVID-19）への罹患が報じられた。同月22日、オンライン形式で報道各社のインタビューに対し「療養を行いながらリモートで仕事を続ける。閣議にもオンラインで出席する。国政に遅滞が生じないよう全力を尽くす」と強調した上で、「内閣総理大臣公邸でテレワークにて公務を行う」とした。同月31日に療養期間を終えた後、官邸に入り、対面での職務に復帰した。
2022年9月27日、日本武道館にて故安倍晋三国葬儀を実施し、岸田は葬儀委員長として追悼の辞を述べた。
2022年10月4日、自らの長男である31歳の岸田翔太郎を政務担当の内閣総理大臣秘書官に起用する人事を発令した。この人事には「公私混同」として批判が噴出した。
2022年10月9日、三重県・鈴鹿サーキットで開催のF1日本グランプリ決勝レース前セレモニーに登壇し、日本の現職首相で初めて日本のレースイベントに出席。元F1ドライバーの衆議院議員山本左近の働きかけにより実現した。  
2022年12月8日、政府与党政策懇談会で、防衛費増額の財源として増税を行う方針を示した。これに対し、与党や閣僚である高市早苗経済安全保障担当大臣からも反対論が噴出した。
2022年12月16日、防衛力強化のための新たな国家安全保障戦略及び防衛力整備計画が閣議決定され、敵基地攻撃能力(反撃能力)の保有が決定された。さらにアメリカ製のトマホークミサイルの配備を目指すことも決定された。
2022年12月23日、改正公職選挙法が28日に執行されるのを前に自民党は72選挙区で第50回衆院選の公認候補者が決定され、自らは新広島1区の支部長に就任した 。

#### 2023年
2023年1月4日、年頭会見で2023年の重点政策として「異次元の少子化対策に挑戦する」と表明した。これは前年の「防衛増税」に対する批判が相次ぎ、支持率が低下していたことに対する打開策となった。
同年3月21日、2022年ロシアのウクライナ侵攻以降緊張状態が続いているウクライナを電撃訪問した。その後岸田はキーウにてウクライナ大統領ゼレンスキーと首脳会談を行った。内閣総理大臣が戦地を訪問するのは、第二次世界大戦後では初めて。
同年4月15日、衆議院和歌山県第1区補欠選挙応援のため和歌山市の雑賀崎漁港を訪れ、魚の試食をしていたところ鉄パイプ爆弾を投げ込まれる襲撃を受けた。投げ込まれた物は爆発したが、岸田は無事で現場を車で離れた。岸田は雑賀崎での演説を中止し、その後、和歌山県警察本部に移動したものの、午後には和歌山駅前で演説を行い、「私たちの国にとって大切な選挙は最後までやり通さなければならない」と述べた。
同年5月8日、新型コロナウイルス感染症 (2019年)の位置付けを2類感染症から5類感染症に引き下げた。これにより約3年間続いたコロナ禍にようやく終止符が打たれ、コロナ禍以前の経済活動等が本格的に再開し始める。
同年5月19日から21日にかけて、広島市で第49回先進国首脳会議(G7広島サミット)が開催された。日本は議長国として会議を取りまとめた。サミットの成功は岸田の外交力の評価を高め、低迷していた支持率は4割5分にまで回復した。しかし、24日には長男翔太朗の不祥事が発覚、再度支持率は低下した。
同年6月9日に、岸田政権下で、低賃金移民政策の拡大が進められた。特定技能2号の対象分野を従来の2分野（建設、造船・舶用工業）から11分野に拡大することが閣議決定された。￼これにより、宿泊業や外食業などの分野でも特定技能2号の受け入れが可能となった。特定技能２号の分野拡充と認定数の拡大、違法在留外国人や違法労働外国人の在留を一部追認するガイドラインの整備を進めた。
同年6月13日、「異次元の少子化対策」として児童手当の所得制限を撤廃、支給期間を高校生にまで延長することを決定した。一方でその代わりとして扶養控除の廃止案が出るなどし、「異次元」ではないとして批判が相次いだ。
同年9月13日、第2次岸田第2次改造内閣を発足させた。
同年10月20日、第212回国会(臨時国会)が召集された。23日に岸田は所信表明演説を行い、「経済、経済、経済、私は、何よりも経済に重点を置いていきます」と演説した。岸田は物価上昇に賃金の上昇が追い付いていないことで、物価高に苦しむ国民をサポートするために所得税減税を打ち出した。しかし、より国民生活に影響を与える消費税の減税については否定し、更に実施が2024年6月の予定と遅いこと、内閣で不祥事が次々起こる等、減税政策による支持率回復は失敗し、衆議院の解散を見送った。
同年12月7日、党内の派閥による政治資金パーティー収入の裏金化疑惑を受け、総理大臣在任中は宏池会を離脱すること表明した。自民党の総理大臣は在任中派閥を離れることが慣例とされていたが、岸田は総理就任後も宏池会会長にとどまっていた。岸田の後任の会長は置かず、空席とする。その後、2024年1月23日、宏池会は臨時総会（岸田は出席せず）で派閥の解散を決定している

#### 2024年
1月1日、能登半島地震が起こったことに伴い、関係省庁に対し被災状況の迅速な把握と救命・救助を指示した。
1月2日、能登半島地震への対応のため4日に予定していた伊勢神宮参拝の延期を発表した。
1月14日、能登半島地震による被災状況視察のため、石川県を訪問した。石川県輪島市の輪島分屯基地で部隊を激励し、同市内の避難所の視察を行った後、上空からの視察を行い、その後、珠洲市の避難所を視察、石川県庁で石川県知事の馳浩から要望書を受け取り、意見交換を行った。
1月18日、政治資金問題への対応として、岸田派（宏池政策研究会）の解散を検討する意向を表明した。
1月30日、衆議院・参議院それぞれの本会議において、施政方針演説を行った。
2月5日、訪日中のジョルジャ・メローニイタリア共和国首相と会談、ワーキング・ディナーを行った。
2月8日、公式実務訪問賓客として訪日中のウィリアム・ルトケニア共和国大統領と会談、ワーキング・ディナーを行った。
2月16日、訪日中のビシェル・アル＝ハサーウネヨルダン首相と会談、ワーキング・ディナーを行った。
2月19日、日・ウクライナ経済復興推進会議への出席のため訪日中のデニス・シュミハリウクライナ首相と会談を行った。
2月24日、能登半島地震の被災地を再訪。大きな被害を受けた石川県穴水町を訪れた。
2月28日、熊本県菊陽町の台湾積体電路製造（TSMC）の日本第1工場の開所式にあたり、第2工場への最大7,320億円の支援を発表した。
3月11日、公賓として日本を訪問中のアルムタデー・ビラブルネイ・ダルサラーム国皇太子兼首相府上級大臣と会談を行った。
3月13日、総理大臣官邸でマーシャル諸島共和国大統領のヒルダ･ハイネと首脳会談を行った。
4月8日午後（日本時間9日午前）、日米首脳会談などに参加するため、米国・ワシントンD.C.に到着した。10日午前10時50分（日本時間10日午後11時50分）から同地で、米国大統領ジョー・バイデンと会談を行った。11日午前（日本時間12日未明）、ワシントンの米議会の上下両院合同会議で「未来に向けて〜我々のグローバルパートナーシップ〜」と題して演説した。同日午後4時20分（日本時間12日午前5時20分）から、バイデン及びフィリピン大統領フェルディナンド・マルコスとの間で日米比首脳会合を行った。
4月14日、本年のG7議長国であるジョルジャ・メローニイタリア首相の主催により行われた、イランのイスラエルへの攻撃に関するG7首脳テレビ会議に出席した。
4月28日、衆議院の補欠選挙で3戦全敗を喫する、流出した岸田のオフレコメモでは岸田政権の問題ではなく裏金作りをした安倍派会長の後だから島根はもう難しいと書かれていた。

### 自由民主党総裁への再選断念
8月14日、総理大臣官邸で記者会見を行い、同年9月に行われる自由民主党総裁選挙に立候補しないことを表明した。理由として任期中に表面化した政治資金パーティー収入の裏金問題など国民の政治不信を招き、内閣や党の支持率が低迷している状況を挙げ「自民党が変わることを国民の前にしっかりと示すことが必要だ。変わることを示す最も分かりやすい最初の一歩は私が身を引くことだ。来たる総裁選挙には出馬しない」とした。これにより総理就任から3年で退陣することとなった。
10月1日、内閣総辞職し、総理大臣を退任。在職日数は1094日で、戦後では8番目の長さとなった。10月27日の第50回衆議院議員総選挙で11選。
2025年8月5日、政府は閣議で、20日から22日に横浜市で開催する第9回アフリカ開発会議の議長代理に岸田を任命すると決めた。

## 不祥事

### 公職選挙法違反疑惑および政治資金規正法違反疑惑
- 2021年の衆院選に伴う選挙運動費用収支報告書に宛名や但し書きが空白の領収書を94枚添付していた問題を2022年11月に週刊文春が報じ、目的を記載した領収書の提出を定める公職選挙法に違反している疑いがあると指摘した[132]。さらに、選挙運動費用収支報告書には自らが代表の政党支部に「内装費用」などの名目で計約131万円を支出していたと記載しながら、政党支部側の政治資金収支報告書には収入として記載していないことについて、虚偽記載だとすれば、政治資金規正法違反になると文春は指摘した[133]。
  - 上記について、市民団体が2022年11月、公選法違反や政治資金規正法違反容疑で、岸田と、関係する政治団体代表ら3人の告発状を東京地検特捜部に提出した[134]。告発状などによると、広島県選挙管理委員会に提出された昨年の選挙運動費用収支報告書に添付された領収書333枚に宛名や支払い目的のただし書きの記載がなく、一部は金額が黒塗りにされ、判明した分だけでも計約173万円に上った[134]。
- 岸田の政党支部と後援会が2018年1月分のタクシー代の支出を入れ替えて政治資金収支報告書に記載していたことが2022年11月に報じられた[135]。2018年の収支報告書にはタクシーチケット会社への支出を政党支部が3万1400円、後援会が1万6620円と記載していたが、実際には政党支部が1万6620円、後援会が3万1400円を支払っていたという[135]。

### 親族による首相公邸の公私混同利用
首相に就任して一年となった2022年10月4日に長男の岸田翔太郎を政務担当の内閣総理大臣秘書官に起用した。その長男が同年の年末に首相公邸に親族を招いて忘年会を開いた。その親族が会見台でピースサインをしたり、内閣の閣僚が就任時に記念撮影を行うひな壇で長男が総理大臣の位置に立って内閣就任時のような写真を撮影するなどした。翌年5月にこの問題がマスコミに知られて大きく報道された。5月26日に岸田はマスコミには「本人に厳重注意した」と説明した。しかし3日後の5月29日には一転、「けじめをつけさせるために前任者と交代させる」と発表、6月1日付で長男は秘書官を辞任した。

## 批判

### 統一教会との関係
- 2019年9月4日、岸田は自由民主会館（自民党本部）で開かれた全国教育問題協議会（全教協）の役員会と研修会で、「昭和52年からの全教協の歴史を振り返ると、美しい日本人の心を大切にする教育の改革を推進し、大変なお力であったと思う」と挨拶した[136]。その日の全教協の役員会と研修会には、国際勝共連合幹部（全教協事務員）や、統一教会の創始者である文鮮明を絶賛する本を、統一教会系出版社の光言社から出版した元世界日報記者（全教協副理事長）も出席しており、岸田と一緒に集合写真を撮っていた[136][137][138]。
  - 2023年9月27日、内閣府は上記の元世界日報記者（全教協副理事長）に対して感謝状を贈った[138][139][140]。

- 2019年10月5日と6日に愛知県の2都市（名古屋市と常滑市）で開催される大規模な教団関連のイベント[141]にあわせて、米国の統一教会元会長でUPFインターナショナル会長のマイケル・ジェンキンスと元米国下院議長のニュート・ギングリッチが同月3日までに来日した[142]。同月4日、統一教会の関連団体の天宙平和連合（UPFジャパン）は、安倍晋三首相とギングリッチとの会談をアレンジしようとしたが[143]、この日は臨時国会の召集日に当たり、安倍は衆議院と参議院の本会議で所信表明演説を行わなければならなかった。安倍は自民党政調会長の岸田に依頼し、岸田は党本部でギングリッチと30分以上にわたり会談した。会談には、ジェンキンスと国際勝共連合会長兼UPFジャパン議長の梶栗正義が同席した。同席するだけでなく、岸田と会話も交わしたとされ、岸田とジェンキンスが名刺交換を行う写真がのちに朝日新聞に掲載されている[144][145][146][143]（後述）。
- 2022年8月6日、旧統一教会との関係について 「私個人は、知る限り当該団体とは関係はない」と述べた上で、「国民に疑念を持たれることがないように、社会的に問題が指摘されるような団体との関係は十分に注意しなければならない」と述べた[147][148]。8月8日、自民党臨時役員会で、統一教会をめぐり「政治家の責任で関係をそれぞれ点検し、適正に見直してもらいたい」と述べ、党所属国会議員全員に通達するよう指示した[149]。
- 同年7月から8月にかけて、共同通信社が、全国会議員712人を対象に、統一教会との関わりを尋ねるアンケートを行ったが、岸田はアンケートに答えることを拒否した[150][151]。
- 同年8月23日、文春オンラインで、岸田総理大臣の実現を目指して設立された熊本県の後援会「熊本岸田会」の崇城大学学長・中山峰男会長が、旧統一教会の関連団体「日韓トンネル推進熊本県民会議」の議長を務めていると報じられた[152][153]。8月24日、中山会長は記者会見で「団体が旧統一教会と関係があるという認識は全くなかった」「誤解を招かないようにしないといけない」と述べ、議長の辞任届を提出したことを明らかにした[152][153]。中山会長は、2021年7月に開催されたSDGsを掲げ統一教会系の原理研究会（CARP）や世界平和青年学生連合（YSP）との関わりが指摘される『College Summit for Peace in KYUSHU2021』にもメッセージを寄せている[154][155]。
- 2023年5月26日に開催され、岸田が参加し、麻生太郎がビデオメッセージを送った「安倍晋三名誉会長を偲び、新しい憲法を制定する推進大会」の準備に統一教会の信者が参加していた[156][157]。統一教会の信者の間で「この大会には毎年、世界平和連合として動員協力をしており、今年も摂理機関本部関係で50名の動員を行うこととなりました」という文書が回されていた[156]。「UPF＝天宙平和連合」が、統一教会の8つの関連団体から53人を大会に動員するよう呼びかけていた[156]。2022年5月の大会では「摂理機関本部関係で50名、第一地区から200名の動員を行う」という文書が、2019年4月に開かれた大会では「この度、家庭連合ならびに摂理機関に対して、1JK（地区）で150名、摂理機関からは30名の参加が願われています」という文書が回されていた（宇宙連合、UPF、摂理機関は全て統一教会の関連団体）[156]。岸田が参加した2023年の大会には、少なくともUPF（天宙平和連合）の幹部や事務局、統一教会の元婦人部長、統一教会の協会長、本部関係の人、3人の国際勝共連合関係者らが参加していた[156]。TBSの取材に対し、岸田の事務所は『お尋ねの事実については承知しておりません。本大会を主催した「新憲法制定議員同盟」は、旧統一教会の関連団体であるとは認識しておりません。』と回答した[156]。
- 2023年12月4日、朝日新聞は、複数の関係者の証言によるものとして、2019年10月の岸田とニュート・ギングリッチの会談を報じた[144]。この場に、統一教会の友好団体「天宙平和連合（UPF）ジャパン」のトップである梶栗正義議長が同席していたという[144]。ギングリッチはUPFの大規模な集会にたびたび出席し、講演もするなど関係が深いとも報じた[144][158]。朝日新聞は、友好団体トップと面会したかについて複数回、岸田に事務所を通じて文書でたずねたが、明確な説明はなく、そのこともあわせて記事にした[144]。同日午前、岸田は「ギングリッチ氏と会ったが、大勢の同行者にどなたがいたかは承知していない」と述べた。岸田は「（自身で）点検をした結果、ギングリッチ氏が表敬を申し入れて、お会いした。その際に大勢の同行者がいたが、その一人一人については承知していない。これが私の認識だ」と述べ、教団関連団体の幹部と面会したという記憶がないと強調した[159][158]。団体幹部らと交換した名刺など面会の記録の存否を問われ、「名刺交換をしたかどうか。同行者の方と何をしたか。これは今覚えていない。私の認識としては、ギングリッチ氏とお会いしたということだ」と述べた[159]。12月5日、2019年にギングリッチと面会した際に、統一教会の友好団体のトップが同席し、ともに撮影したとみられる写真を朝日新聞が報道したことについて、岸田は「同席者は承知していない。写真があったとしても、認識は変わらない」と述べた[160]。12月6日、UPFジャパンは、朝日新聞の取材に「もともとは安倍（晋三）首相（当時）とギングリッチの会談をアレンジしようとしたが、時間をとれなかったので安倍首相が岸田との会談をセットしたと理解している」と回答した[161]。

### 長男の首相秘書官起用と不祥事による更迭
- 2022年10月4日、岸田文雄は長男の岸田翔太郎を首相秘書官に起用し、後継者として育てる狙いがあるとされた[162][163]。野党からは「身内びいき」「公私混同」「時代錯誤」などの批判があったが、岸田は「適材適所」と説明した[164][165]。
- 2023年1月26日、1月9日から15日にかけて岸田が外遊をした際に、同行した首相秘書官の長男が、ロンドンの高級百貨店ハロッズで土産を買ったり、ロンドンやパリ市内を大使館が用意した車で観光したと『週刊新潮』に報じられた[166][167][168]。
- 2023年1月27日、木原誠二官房副長官は、「公務以外の不適切な行動はなかった」とし、「対外発信に使用する目的で街の風景やランドマークなどの外観の撮影をするという、あくまで写真の素材集め」「首相のお土産等の購入」であったと説明した[169][170]。しかし、FNNの調査では、対外発信に長男が撮影したと見られる写真は使われていない[169]。1月30日、野党の質問に、外務省は文書で「個人の観光動機による行動は一切ない」と回答した[171]。1月31日、国会で追及が行われ、「プライベートのお土産を買うことは、首相秘書官の公務か。公私混同ではないか」との質問に対し、「お土産はポケットマネーで買った」「政治家としての首相のお土産の購入は秘書官の『公務』だ」と明言した[172][173]。土産は、全閣僚に向けたものであり、アルマーニのネクタイとされた[174][175]。
- 2023年2月15日の衆議院予算委員会で、日本維新の会の守島正は、岸田に対し、国会議員が公設秘書に近親者を採用することについて質した。守島が「国民感覚と乖離している」と述べて見解を求めたのに対し、岸田は「国民の感覚から見てどうかという観点で、必要ならば国会で引き続き議論いただくべき課題だと考える」と答えた[176]。
- 2023年5月24日配信の『週刊文春』電子版（同年6月1日号）で、前年末に首相公邸で親族による忘年会が行われたとする写真付き記事を出した。記事ではその際に内閣改造時に閣僚の集合写真が撮影された赤絨毯敷きの「西階段」で写真撮影をする岸田翔太郎の姿や、赤絨毯に寝そべる親族とみられる男性の写真、会見用の演台で男女がピースサインなどのポーズを取る様子などが報じられた[177]。賓客を招く公的な場所で写真撮影に興じた件に対し、野党側からは長男・翔太郎の振る舞い・行動が「公私混同だ」と批判の声が出て、与党内部からも長男・翔太郎の更迭を求める意見がでた。野党からの追及・批判に対し同月25日の松野博一官房長官の記者会見では、岸田首相が翔太郎について「厳重注意した」ことを明らかにしていた[178]。
- 2023年5月29日、岸田首相は同年6月1日付をもって長男・翔太郎を首相秘書官の職を解くことを発表した。交代の理由として「総理大臣公邸の公的なスペースにおける昨年の行動が、公的立場にある政務秘書官として不適切で、けじめをつけるため、交代させることとした。G7広島サミット後の地元との調整業務がひと段落したことからこのタイミングにした」と述べた。後任は前年10月まで秘書官を務めていた山本高義が再任することとなり、翔太郎については事実上の更迭とされた[179][180][181]。

### 首相秘書官による差別発言
- 2023年2月3日、荒井勝喜首相秘書官はオフレコが前提の取材に対し、性的少数者（LBGTなど）や同性婚に関し、「見るのも嫌だ。隣に住んでいたらやっぱり嫌だ」「同性婚なんか導入したら、国を捨てる人も出てくる。首相秘書官室全員に聞いても同じことを言っていた」と記者団に語った[182]。また、前述の通り、首相秘書官室には岸田の長男も含まれている。報道を受けて、岸田は４日朝、首相公邸で記者団に「政権の方針とは全く相いれず言語道断だ。進退をも考えざるを得ない。至急具体的な対応を考える」と述べ、荒井を更迭する考えを示した。

### 災害への対応

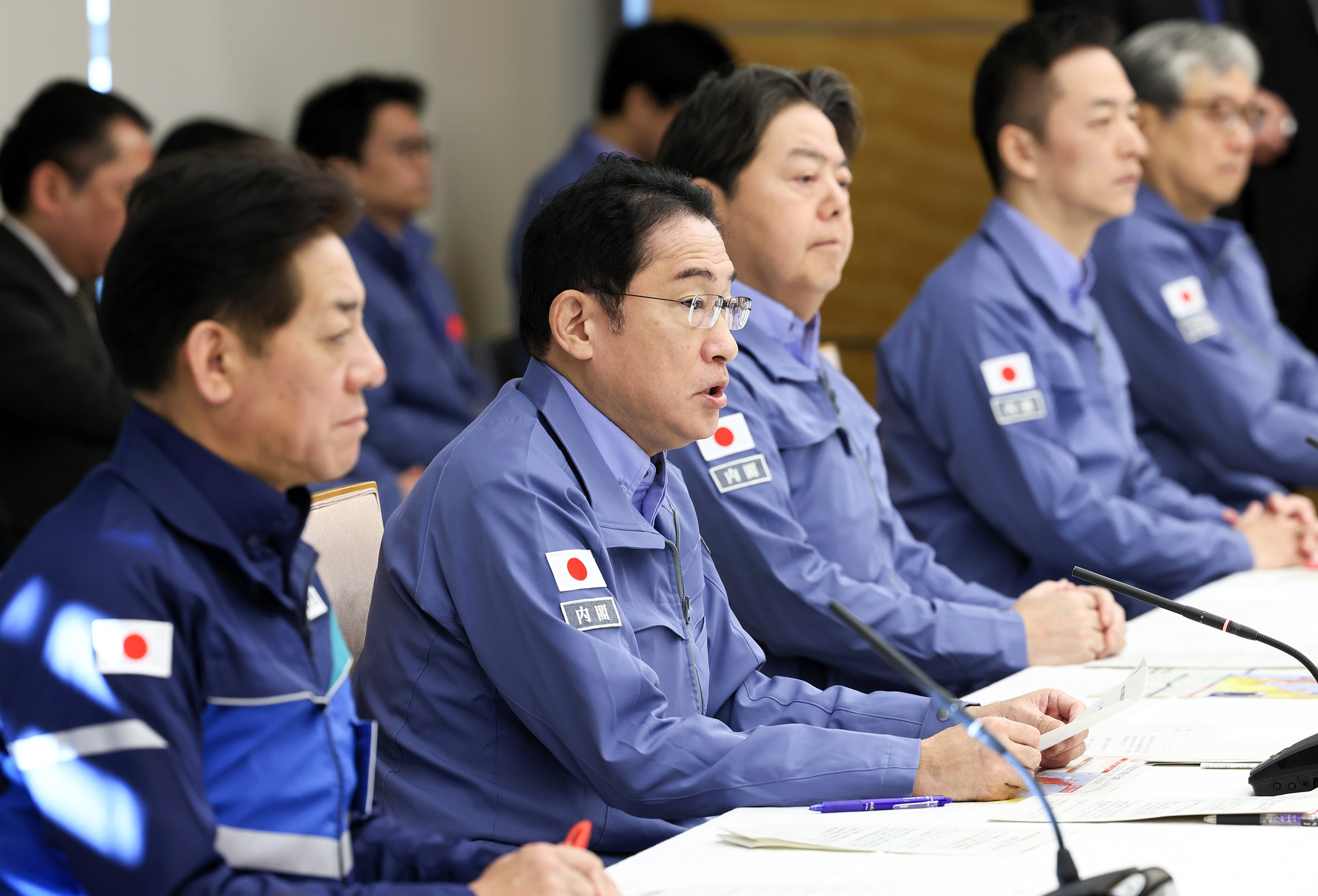
2024年（令和6年）1月2日、総理大臣官邸で令和6年能登半島地震に関する非常災害対策本部会議に臨む岸田。

- 2018年7月5日、気象庁は14時に記者会見を開き、8日にかけて東日本から西日本の広い範囲で記録的な大雨となる恐れがあると発表し、「早めの避難を心がけてほしい」と呼びかけた[183]。のちに死者数が260人を越えることになる平成30年7月西日本豪雨が発生し、死者などの重篤な被害が出始めていて、11万人に避難指示が出ていた7月5日の夜、東京・赤坂の議員宿舎で岸田、安倍晋三、小野寺五典、西村康稔ら自民党議員数十人が集まり、酒盛りをしていた[184]。
- 2023年7月11日、九州地方で豪雨被害により複数の死者や行方不明者など記録的な被害が出ている状況の中、岸田は夫婦で外遊に出かけた[185]。12日には北陸地方で線状降水帯が発生し[186]、ツイッターでは＜#岸田やめろ＞がトレンド入りした[187]。

### 有事への対応
- 2023年10月7日に勃発したパレスチナ・イスラエル戦争に関し、イスラエルに取り残された在留邦人を退避させるため日本政府がチャーターしたドバイ行きの航空機を利用した8人に1人3万円を請求していたことに対し批判が集まった[188][189]。韓国政府はイスラエルから自国民をソウルに避難させた際、同時に51人の日本人も無料で輸送していた[188][190]こともあり、10月15日には、ネット上で「有料3万円」といった言葉がトレンド入りした[191]。
  - 松野博一官房長官は16日午後の会見で、日本政府が発注したチャーター便を有料としたのは「引き続き定期商用便を利用して出国するという現実的な選択肢がある」「実際に航空券を購入して定期商用便で出国している日本人も多くいる」ことなどを踏まえ、総合的な判断としてチャーター便の利用者に1人当たり3万円を負担してもらうことにしたと説明した[192][190]。また、イスラエルから近隣国へ自国民を輸送するためにチャーター便を手配した米国や英国などは「原則として、搭乗者に一定の費用負担を求めることとしていると承知している」と語った[192]。
  - 自衛隊機の利用に関しては、2023年4月のスーダンからの日本人退避の際には運賃負担はなかった[192]。
  - 外務省の「2023年度予算の概要」には「平時・緊急時双方に機敏に対応する領事体制の強化　邦人退避・邦人保護体制の強化」とあり、「邦人退避のためのチャーター機手配の拡充」「在外邦人退避のためのチャーター機手配等のための経費」として、前年度よりも4000万円増額の約1.8億円が計上されていた[191]。予算増額について、林芳正外相は3月末の参院外交防衛委員会で、「国家安全保障戦略を踏まえまして、（略）邦人保護に係る各種訓練を充実させまして、退避用チャーター機予算等、これも拡充をする」などと答弁していた[191]。

## 政策・主張

### 経済・財政
- 2021年の総裁選時より新自由主義からの脱却による日本型資本主義を再建する「新しい資本主義」を主張している[193]。
- 2019年の消費税増税について「日本の政治は消費税率引き上げに様々なトラウマがある。成功体験を実感することが大事だ」[194]と発言している。
- 新型コロナウイルスの感染拡大に伴う経済対策として、当初は岸田が主導していた減収世帯への30万円の給付が検討されていたが、政府はこれを撤回し、全国民への一律10万円給付を行う形となった。岸田氏は自身のツイッターで『自民党も当初から訴えてきた10万円一律給付を首相が決断した』とツイート。実際、党内にも一律給付を求める声はあったが、最終的な党の提言には盛り込まれなかった。このため党のベテラン議員は「歴史の書き換えだ」、ネット上でも「うそ言わないで」といった批判が殺到した[195]。一方で岸田自身は早くから首相に現金一律給付を提案していたものの、3月28日の首相会見で限定給付が明言されたために持論を封じざるを得なかった経緯があったため、岸田が会長を務める政務調査会の議員からは「我々が散々言っていた案だ。それが公明党の案のようになっている」という声も上がった[196]。
- アベノミクスを評価しつつも、貧富の格差の拡大を招いていることを指摘し中間層への分配を主張している[197][198]。
- 地方創生策としてデジタル田園都市国家構想を主張している[197]。
- 商工族出身であるため、自動車工業界・中小企業零細対策などに詳しい[46]。大手自動車メーカーのサプライチェーンを何重にもなって下支えする中小の下請け業者や、地域社会・商店街の小売店など中小企業・小規模事業者を守ることを重要視している[197]。
- 国民年金と厚生年金の財政一元化ないしは調整を主張している[18]。
- 三位一体改革によって都道府県に移譲された商工会議所の事業費・人件費の財源を再び国に移譲することを主張している[18]。
- 2022年5月5日にイギリスのロンドンシティを訪れた際、自身が元銀行員で戦後初の金融業界出身であったことから「最近の総理大臣の中では、最も経済や金融の実態に精通している」と自負し、日本への投資を訴えた。この時「安心して日本に投資をしてほしい。インベスト・イン・キシダ（岸田に投資を）です」と述べ、安倍晋三の「バイ・マイ・アベノミクス（アベノミクスは買いだ）」のオマージュとの声もあったが、過去に金融所得課税に触れていたことから市場関係者からは「インベスト・イン・キシダです」ではなく「インベスト・イン・キシダ・DEATH（岸田に投資したら死ぬ）だ」などと揶揄された[199]。
- 2023年4月9日、黒田東彦の後任として植田和男を日銀総裁として起用。植田は就任から1年半の間に、長短金利操作（英語版）（イールドカーブコントロール）とマイナス金利政策を終了した。ジュピター・アセット・マネジメント（英語版）のダニエル・カーターは、「金利をマイナスからプラス圏に引き上げるには非常に微妙なさじ加減が必要」とし、それを成し遂げた植田を起用したのは、岸田の隠れた功績であると評価した[200]。

### 憲法・平和

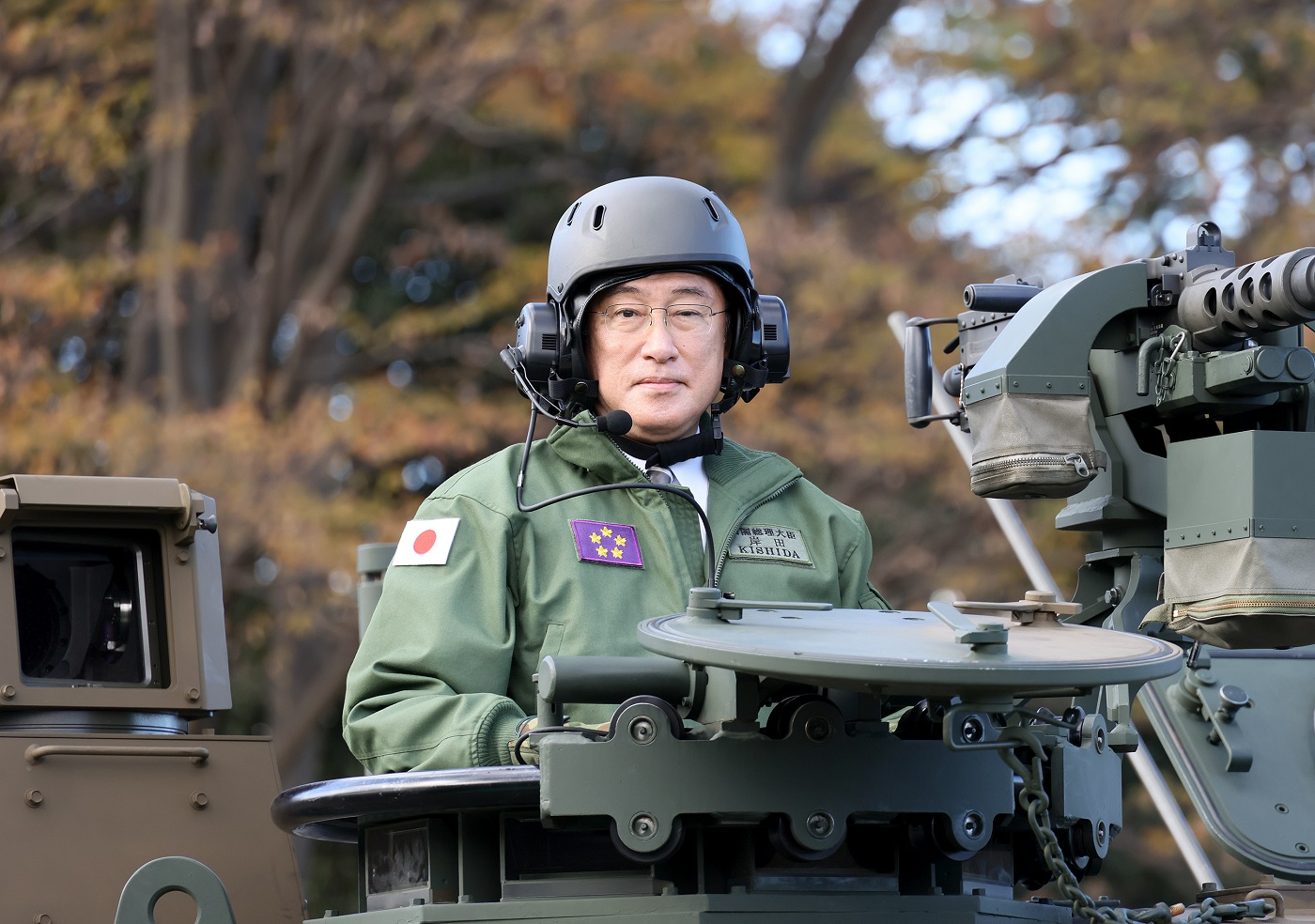
10式戦車に乗る岸田（2021年11月）

- 憲法改正に賛成しているが[201]、2015年に派閥研修会で「宏池会は憲法に愛着を持っている。当面、憲法9条自体は改正することを考えない。これが私たちの立場ではないかと思っている」と主張している[46]。
- 集団的自衛権の行使を禁じた政府の憲法解釈を見直すことについて、「限定的に行使」されることが明記されているとして賛成している[201][202]。
- 憲法観について護憲派である自身と安倍に距離があることを認めつつも、自衛隊の明記については平和主義の放棄に当たらないため「許容範囲内」であるとしている[202]。
- 日本の核武装については検討すべきでないとしている[201]。
- 核兵器廃絶に向けての指針として『岸田イニシアチブ』を、自著『核兵器のない世界へ』の中で発表している[202]。
- 広島陸軍被服支廠を保存すべきとしている[203]。
- 「自民党が右傾化していると言われるが、保守穏健派があると示すためにも、仲間の応援に飛び回りたい」と党内の穏健派をアピールしている[204]。
- 「今の日本の政治において気になることがあります。強いリーダーシップ、米国中心外交、タカ派的体質が強調されることです。それぞれの意義を否定するものではありませんが要はバランスが大切だと思っています」と述べている[205]。
- 防衛費をNATO加盟国なみに増額する方針を示している[206]。
  - 政府が今の国会の最重要法案と位置づける、防衛費増額に向けた財源確保法が、2023年6月16日の参議院本会議で自民・公明両党などの賛成多数で可決され、成立した[207]。立憲民主党や日本維新の会などは、増税が前提になっている法案だなどとして反対した[208]。

### 新型コロナウイルス対策
- 2021年秋、総理就任直後は、オミクロン株への対応として、水際措置を強化した[209]。
- 2022年5月、マスクルールを緩和し、屋外では距離が確保できる場合と会話がない場合は、原則マスクを外すよう呼びかけた[210]。屋内では、距離を確保できかつ会話がない場合はマスク不要とした[211]。
- 2021年7月から約3ヶ月間の死者数は1万人を超えた[212]。オミクロン株の特徴（重症化率は低いが感染力が高い）に合わせた医療態勢の転換が遅れたため、発熱外来が逼迫し、検査キットも不足した[212]。効果的な対策を講じるために、専門家がコロナ対策分科会の開催を求めたが、政府は応じず、政府と専門家との連携不足が度々問題になった[212]。
- 2022年9月下旬、第七波の収束期に、新規感染者の把握手法を簡素化し、感染症対策と社会経済活動との両立を目指した[212]。
- 2022年10月、第八波が始まった[213]。2022年12月、中国での感染が急拡大し、水際措置を一層強化した[209]。
- 2023年1月20日、新型コロナウイルスの感染症法上の位置付けを現状の2類相当から季節性インフルエンザと同等の5類へ移行する方針を決定し、加藤勝信厚生労働相ら関係閣僚に5類移行の具体的な作業を進めるよう指示した[214]。これにより、新型インフルエンザ等対策特別措置法に基づく緊急事態宣言などによる飲食店の営業制限や外出自粛要請、感染症法に基づく感染者の自宅療養の要請など、様々な医療や社会活動に関する制限措置が大幅に緩和され、コロナ禍からの社会経済活動の正常化を目指す[215]。
- 2023年1月27日、岸田は政府対策本部を開き、大型連休明けの5月8日付で5類に引き下げることを正式決定した[209]。5月8日にした理由には、「G7までにノーマスクにしたい」「外せる“雰囲気”を作りたい」という思いがあった[209]。マスクの着用ルールは「屋内外問わず、個人の判断に委ねる」との方針を示したものの、岸田が屋内原則不要に踏み切れないのは、「専門家の慎重意見がネック」「専門家の間や世論での慎重論が官邸の想像以上に強かった」ためとされた[209]。

### 教育
- 高等教育における「所得連動型授業料返還方式」の導入を主張している[18]。
- 国立大学の法人化について問題点が多発していることを認め、官民による資金投入や大学運営上の制限撤廃を主張している[18]。

### エネルギー政策・科学技術政策
- エネルギー政策に関しては、原子力規制委員会の新基準を満たした原子力発電所は再開すべきとしている[201]。また、核燃料サイクルにも賛成。この理由として、「核燃料サイクルを止めてしまうと、除去される高レベルの核廃棄物はそのままということになる。再処理すると廃棄物の処理期間は300年と言われている。高レベルの核廃棄物を直接処理すると10万年かかると言われている。この処理の問題をどう考えるのか。核燃料サイクルを止めてしまうとプルトニウムがどんどん積み上がってしまう。」と述べたが、そのためには2021年現在存在しない「高速炉」やその再処理工場が必要である[216]。
- 科学技術立国を掲げ、政策に科学技術の視点を反映するため首相直属の首席科学技術顧問、各省に科学技術顧問を置くことを明言している[217]。一方、内閣府特命担当大臣（科学技術政策担当）を担う中で、失策と名高い「選択と集中」[218][219][220]を進めてきた張本人でもある[221]。

### 表現の自由
- ソフトパワーを盛り上げるために、漫画・アニメの表現の自由を守ることを主張している[222]。

### 安倍晋三の国葬儀

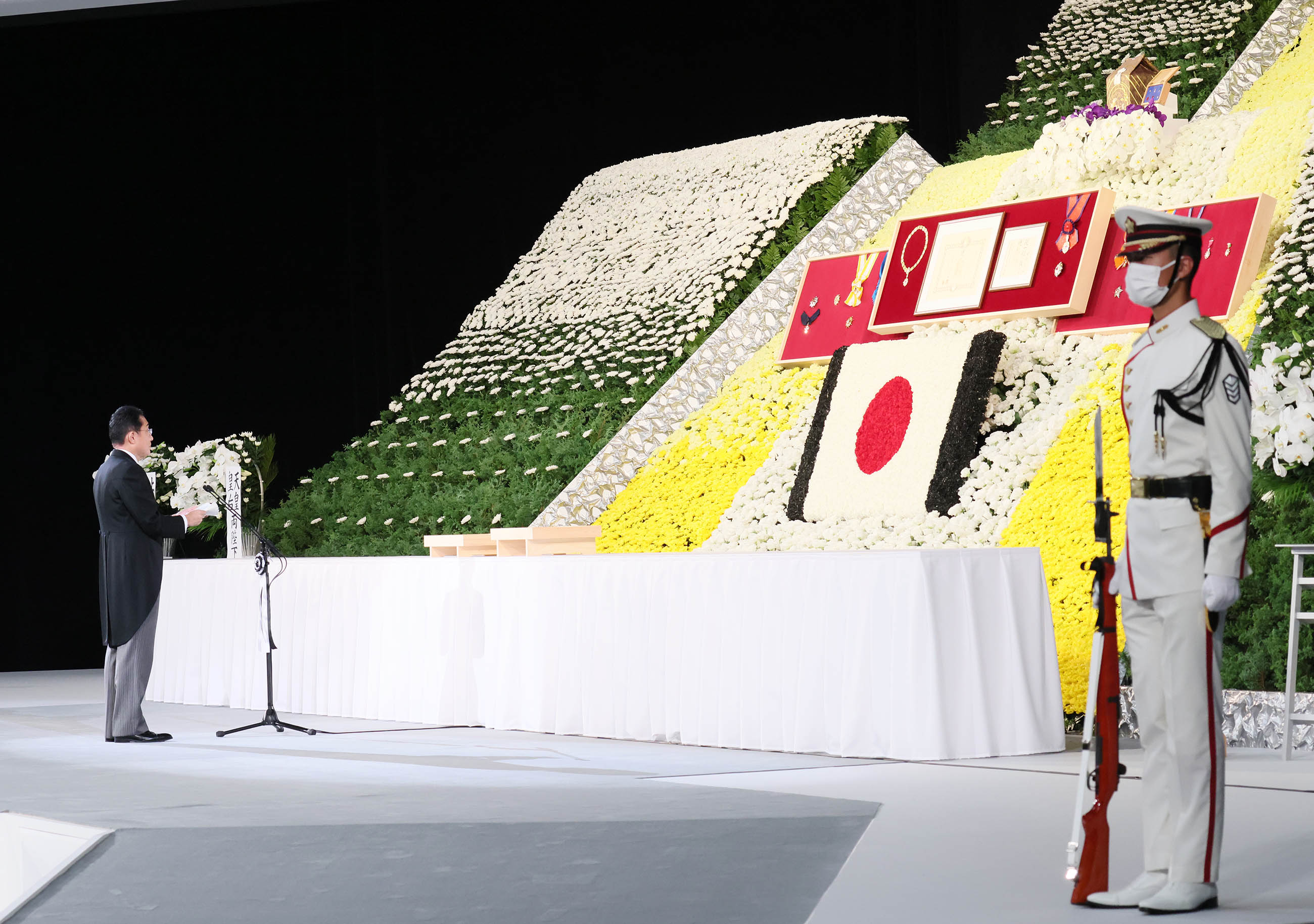
2022年9月27日、安倍の国葬で追悼の辞を述べる岸田

2022年9月27日、故安倍晋三国葬儀を挙行。国葬に際して岸田は国際エネルギー機関のファティ・ビロル事務局長やアメリカのカマラ・ハリス副大統領などの要人と面会し、弔問外交を展開した。また、この国葬については内閣府設置法に基づく閣議決定で「国の儀式」として実施することとしたが、立憲民主党などから「法的根拠がない」との追及を受けた。同年10月5日、岸田は衆議院本会議において国葬の実施に関して一定のルールを設ける考えを示した。

### 自民党と統一教会との癒着問題
- 霊感商法などの問題を抱え、2021年にもその被害が報告されている[227]世界平和統一家庭連合（旧統一教会）と、数十人にも及ぶ自民党国会議員との結び付きが指摘されていることに関し2022年7月31日に「政治家の立場からそれぞれ丁寧に説明していくことが大事だ」と述べた[228][229][230][231][232]。
  - この岸田のコメントの以前に、立憲民主党や共産党は“統一教会と政治家の関係性”を追及するための対策本部やチームを立ち上げ、日本維新の会は統一教会と関係のある議員を党内で調査していたが、岸田からは統一教会と関係のある議員を調査したり除名したりするという発言は出なかった[229][233]。
  - 2022年7月31日時点で第2次岸田内閣のメンバーのうち、少なくとも末松信介文部科学大臣、萩生田光一経済産業大臣、岸信夫防衛大臣、二之湯智国家公安委員会委員長、山際大志郎内閣府特命担当大臣[234]、磯﨑仁彦内閣官房副長官の6名が統一教会と関係があると報じられていた[235]。
  - ネット上では、「丁寧な説明どころか、何も説明していないに等しい」「党総裁・首相としてまず謝罪が必要。また党が主導しての調査が必要」といった趣旨の意見も見られた[229]。
  - 福田赳夫元首相の秘書で、自民党本部情報局国際部主事を務めた経験を持つ中原義正は、「岸田首相は党総裁として、所属議員と統一教会の癒着の実態をきちんと調査し、公表するのが当たり前。丁寧に説明も何もない。深い関係にある議員は党員資格停止や除名するのが筋だ。適当にお茶を濁し、時間稼ぎしているのだろうが、これでは安倍政権と何ら変わらないではないか」と語った[236]。
- 2022年8月10日に発足させた第2次岸田改造内閣では、厚生労働相の加藤勝信、経済安保担当相の高市早苗、外相の林芳正、経済再生担当相の山際大志郎、総務相の寺田稔、環境相の西村明宏、地方創生担当相の岡田直樹の7人が統一教会との関係を認めた[237][238]。さらに副大臣、政務官計54人のうち、少なくとも大串正樹、和田義明、山田賢司、井出庸生、野中厚、中谷真一、豊田俊郎、石井浩郎、尾崎正直、中野英幸、国光文乃、中川貴元、高見康裕、高木啓、吉川有美、山本左近、古川康、清水真人、柳本顕の19人が統一教会の関連団体にパーティー券を買ってもらうなど教団側と接点を持っていたことが8月12日、毎日新聞の取材で明らかになった[239]。既に関係を認めた閣僚7人と合わせて計26人が政府の要職に就任した[239]。

### 家族制度、ジェンダー問題
選択的夫婦別姓や同性婚制度の導入に消極的。総裁選前は女性差別や性的少数者差別問題にリベラルな考えを表していたが、首相就任後は、2015年に安倍首相が行った「わが国の家族のあり方の根幹に関わる問題であり、極めて慎重な検討を要する」と同様の答弁を繰り返している。
2023年2月1日、選択的夫婦別姓や同性婚制度に関し「制度を改正すると、家族観や価値観、社会が変わってしまう」「社会全体の雰囲気に思いを巡らせた上で判断することが大事だ」と述べ、改めて消極的な姿勢を示した。LGBTなど性的少数者への理解増進を図る法案についても、「極めて慎重に検討すべき課題だ」と述べた。ただし、同月荒井勝喜秘書官がLGBTに差別的な発言をした事が報じられると即座に更迭している。
- 2014年は選択的夫婦別姓制度の導入にどちらかといえば反対[246]。
- 2017年は選択的夫婦別姓に無回答、同性婚制度も無回答[46]。
- 2020年9月、共同通信からの質問に「女性の社会進出や核家族化など、時代の変化を的確に捉えた上で議論が必要」、｢性的少数者の方が生活していく上で、不利益や不自由を感じない制度が必要」と回答した[247]。
- 2021年3月25日に発足した「選択的夫婦別氏制度を早期に実現する議員連盟」に「呼びかけ人」として参加した[248]。同議連の設立趣意書は「夫婦同氏を強制する現行制度は、個人の尊厳を確保する形での見直しが不可欠だ」と指摘している[241]。
- 2021年8月26日、総裁選に出馬した[240]。総裁選前は社会問題にはリベラルな考えを表していたが、出馬後は保守派への配慮からか態度を明らかにしていない[241][240]。9月14日、報道各社のインタビューでは、選択的夫婦別姓制度に慎重な姿勢を示した[241]。9月15日、BS-TBSの番組で、選択的夫婦別姓制度について「導入を目指して議論をすべきだ」としたが、「社会全体として受け入れられなければならない。国民が認識を共有する雰囲気も必要だ」と述べた[249]。また、司会者の「政策が安倍氏に引っ張られているように見える」との指摘に反論した[249]。9月17日、テレビ朝日の番組で、同性婚の是非について「多様性を認めるということで、議論があってもいいと思うが、まだ認めるところまで私は至っていない」と述べた[250]。
- 10月4日、岸田内閣が発足。10月11日、首相の所信表明に対する代表質問で、「（選択的夫婦別姓は）国民の間に様々な意見がある｣、「（同性婚制度は）極めて慎重な検討を要する｣と答え、法制化に消極的な姿勢を示した[251]。以降は、選択的夫婦別姓や同性婚に関して賛否への明言は避け、国会で「より幅広い国民の理解を得る必要がある」と繰り返し答弁している[240][252]。なお、2020年11月に早稲田大学が行った調査では｢選択的夫婦別姓｣について、｢自分は同姓がよい。他の夫婦はどちらでも構わない｣｢自分は別姓を選べるとよい｣と答えた賛成の割合が7割を超えている[251]。同性愛についても認知が進み、2021年の調査で65%が「認めるべきだ」と答え、250以上の自治体が同性パートナーシップを公証する制度をもっている[253]。また同性婚を認めないのは憲法違反だとして全国で行われた訴訟では、札幌地裁と名古屋地裁が「差別的な扱いである」と違憲判決を出し、東京地裁と福岡地裁は違憲状態、合憲とした大阪地裁も「立法措置をしないと将来的に違憲になる可能性がある」とした[243][253][254][255]。
- 2022年、旧統一教会と自民党議員との関係が次々に明らかになり、関連団体が掲げる「夫婦別姓、同性婚阻止」などの政治的主張が、政策に反映された疑いが指摘された[256][257][258]。
- 2022年8月10日発足の第2次岸田改造内閣では、「女性登用」は閣僚19人中わずか2人だった[259]。また、8人いる内閣総理大臣秘書官は引き続き、8人全員が男性のままであった。
- 広島サミットのG7ジェンダー関連会合に、議長国の日本だけが男性大臣の小倉將信を送り込んだ[260]。米TIME誌は『日本、女性のエンパワーメントに関するG7会議の議長に男性大臣を派遣』との見出しで報道し、「気まずい（awkward）写真撮影」と表現した[260]。東京都立大学法学部准教授で政治学者の佐藤信は「この会合は、G7各国の大臣級が集まって女性のエンパワーメントについて議論するもの。SNSの声にあるように、男性大臣の出席が問題だということではない。将来的にはこういう会議に男女両方が出てくるのが理想。ただ、日本はホスト国なので、小倉大臣は誕生日席のようなところに座って、みんなの意見を聞くような場面がある。その構図は“男性大臣が女性大臣たちから話を聞く”ものになるが、それがどう見られるかということに対する意識が低いのではないか。今回だけの話ではなく、岸田政権全体の認識が薄いように思える。（後略）」との見方を示した。
- 2023年9月13日発足の第2次岸田第2次改造内閣では、閣僚の「女性登用」は過去最高タイの20人中5人だった[261]。その2日後の9月15日の閣議で、第2次岸田再改造内閣の副大臣26人・政務官28人の人事を決定したが、2001年に現行の副大臣・政務官制度が始まって以来初めて、内閣発足時の女性起用がゼロとなった[262]。第2次岸田改造内閣では、閣僚・副大臣・政務官における女性起用は11人だったのが、5人に減ってしまった[262]。首相を除く閣僚・副大臣・政務官の「政務三役」の計73人で見ると、女性比率は7％弱にとどまり、国会議員全体での女性比率の約16％、自民の約12％にも届かなかった[262]。
  - 岸田が記者会見で「ぜひ女性ならではの感性や共感力を十分発揮していただきながら、仕事をしていただくことを期待したい」と発言したことに対し、批判が殺到した[263]。女性が少ない現場では、このように「女性ならではの感性」といった言葉がよく使われるが、男性が「男性ならではの感性」ではなく「その人個人の感性」を求められることを考えれば、おかしな要求である[263]。その場におけるマイノリティー属性だから「マイノリティーとしての感性（意見）」を求められるのだが、女性が「女性ならではの感性」を求められているうちは、その女性個人の主体が薄れてしまう[263]。また「女性は共感力にたけている」「女性は共感思考で男性は論理思考」といった性別による「特性」は否定されることが多く、性差よりも個体差の方が大きいとされる[263]。「男性は共感力が低い」「女性は論理的思考ができない」といった偏見・差別につながりやすいため、避けた方がよい言及である[263]。

### 少子化対策
- 2023年1月4日、年頭記者会見で2023年の重点政策として「異次元の少子化対策に挑戦する」と表明した[264]。1月27日、国会で産休・育休中にリスキリング（学び直し）の取り組みを支援する考えを示したが、ネット上で「育児をしていない人の発言」「育休は休暇ではない」と批判された[265][266]。1月30日、国会で「3人の子供を持つ親」「子育てを経験した」と反論したが[267]、その後、妻の「ワンオペ育児」をしていたというインタビュー記事がネット上で注目された[268][269]。
- 2023年2月1日、国会で、野党時代の自民党による「子ども手当」の所得制限導入の主張は「旧統一教会の影響があったのでは」と質問され、岸田は「ないと思う」と答えた[258]。子ども手当について、旧統一教会は「家族の自助努力を奪う」「社会主義思想」と批判していたが、安倍首相も同様に「子育てを家族から奪い取る国家化、社会化」と批判していた[258]。2023年1月31日の国会で、2010年に民主党政権が子ども手当法案の採決を強行した際に、自民党の丸川珠代議員が「愚か者めが、このくだらん選択をしたばか者どもを絶対に許さん」とヤジを飛ばしたことについて質問された際には、岸田は「節度があるものであったかどうかは振り返らなければならない」と答えている[270][271]。

### 首相や閣僚や国会議員の給与アップ
2023年10月20日に開会した臨時国会に、閣僚など特別職国家公務員の給与を上げる法案、「特別職の職員の給与に関する法律」が提出された。法案によると、人事院勧告を受けて一般職の国家公務員の給与を引き上げるのに合わせ、首相や閣僚、副大臣ら特別職の国家公務員の給与も改定。各月額給与は、首相が201万6000円（6000円増）、閣僚が147万円（4000円増）、副大臣が141万円（同）、大臣政務官が120万3000円（同）となる。月給以外にボーナスも上がり、2023年4月にさかのぼって引き上げられる。
- 一方、政府が取りまとめる経済対策に、介護職の賃金に対し月額6000円増を盛り込む方針が、10月18日に一部で報じられていた[272]。介護事業所で働く人らでつくる労働組合「日本介護クラフトユニオン」の副会長は同日の記者会見で、「6000円ではとても追いつかない。他の産業へ人材が流出していく」と危機感を示していた[272]。
  - 介護職の賃金水準はもともと低く、2022年の賃金構造基本統計調査によると、施設勤めの介護職員の給与は月24万2200円[272]。全産業平均の31万1800円と比べて、7万円近い開きがある[272]。

同年11月8日、改正案は衆院内閣委員会で審議入りした。一般職の国家公務員の給与引き上げに合わせ、会計検査院長や人事院総裁らの給与増額とともに、首相は月給とボーナスを合わせて年間46万円、閣僚は年間32万円増やす内容だった。2022年度までの首相の給与は4015万円、閣僚の給与は2929万円だったのが、2023年度からは4061万円、閣僚は2961万円に上がる。
- 公明党の高木陽介政調会長は同日の記者会見で、「国会議員も（賃上げを）凍結する。首相や閣僚も凍結するという考え方があってもいい」と指摘した[275]。
- 立憲民主党の泉健太代表は同日、記者団に「国民の賃上げを優先すべき時に、首相や閣僚からというのはまったく順序が逆だ。国民感覚があれば、法案は取り下げるべき性質のものだ」と述べた[275]。立民は同日、首相や閣僚らの増額を凍結する修正案を国会に提出する方針を決めた[275]。

同年11月11日、日本維新の会の音喜多駿議員からの「国民からはどう見えますか？　賃上げも追い付いていない、社会保険料の負担はきつい。そのなかで国民を差し置いて、総理は給与アップで。月給だけで年間7万2000円です。なんと経済対策で給付される金額よりも多いわけです。これは到底、国民の多くの理解は得られません」という追求に対し、岸田は「これは不信を招かないようにしなければなりません。内閣として行財政改革を引き続き推進する観点から、内閣総理大臣3割、国務大臣2割を国庫へ返納する。これを申し合わせをしてきているところでありまして、例えば給与についても内閣総理大臣、年間46万円上がるとしても返納額は1218万円であります。国務大臣も引き上がりが32万円だとしても返納額は592万円であります」と述べた。
同年11月14日、岸田文雄首相や閣僚らの給与を引き上げる法案が、衆院本会議で自民、公明、国民民主の3党の賛成多数で可決された。法案が参院で成立すれば、連動して国会議員のボーナスも年37万4千円上がる。
- 立憲民主党が、閣僚の報酬アップや、国会議員のボーナスアップを凍結する修正案を提出していたが、自民、公明、国民民主党が否決した[278]。

- 立憲民主民、日本維新の会、共産党などは法案の成立に反対した[277]。国会議員のボーナス引き上げについても、野党からは立民の山岸一生らから「今の経済状況を招いた責任のある政治家は真っ先に自分たちだけ給与を上げるべきでない」などとして反対の意見が示された[277]。立民は増額分を党が議員から集め、公益性のある団体に寄付することを決めた[277]（閣僚と違って、国会議員は国庫に返納できないため[278]）。

### その他
- 日朝首脳会談については俺と金で決めると首相在職時に流出した岸田のオフレコメモに書かれていた[279]。
- 女性宮家の創設に反対[201]。
- 自民党の議員定年制見直しに反対[280]。
- 党執行部の権限が強くなりすぎたとして、自民党の役員任期を1期1年、連続3期までに制限することを主張している[281]。
- 2021年9月2日夜、BS-TBSの番組で、学校法人森友学園への国有地売却をめぐる公文書改ざん問題について、「国民が足りないと言っているので、さらなる説明をしなければならない課題だ」と指摘した。この発言を受けた前首相の安倍晋三付近などから「岸田がこの問題を再調査」するとの憶測が浮上したが[282]、岸田は「必要があれば国民に説明する」が「再調査は考えていない」と述べた[282]。
- 総裁ら執行部に就任中の者は、小泉内閣以降、公平性確保などの観点から派閥を離脱して派閥の活動（派閥の集会に参加することなども含む）を控えることが慣例的であるが、派閥活動を継続するだけでなく派閥（宏池会）の領袖を継続している。一部の議員からは批判が出ているものの福田達夫総務会長は2021年11月26日の記者会見で「公平性に疑義があるとの批判は起きておらず、問題ない」としている[283]。

## 政治姿勢

### 正姿勢

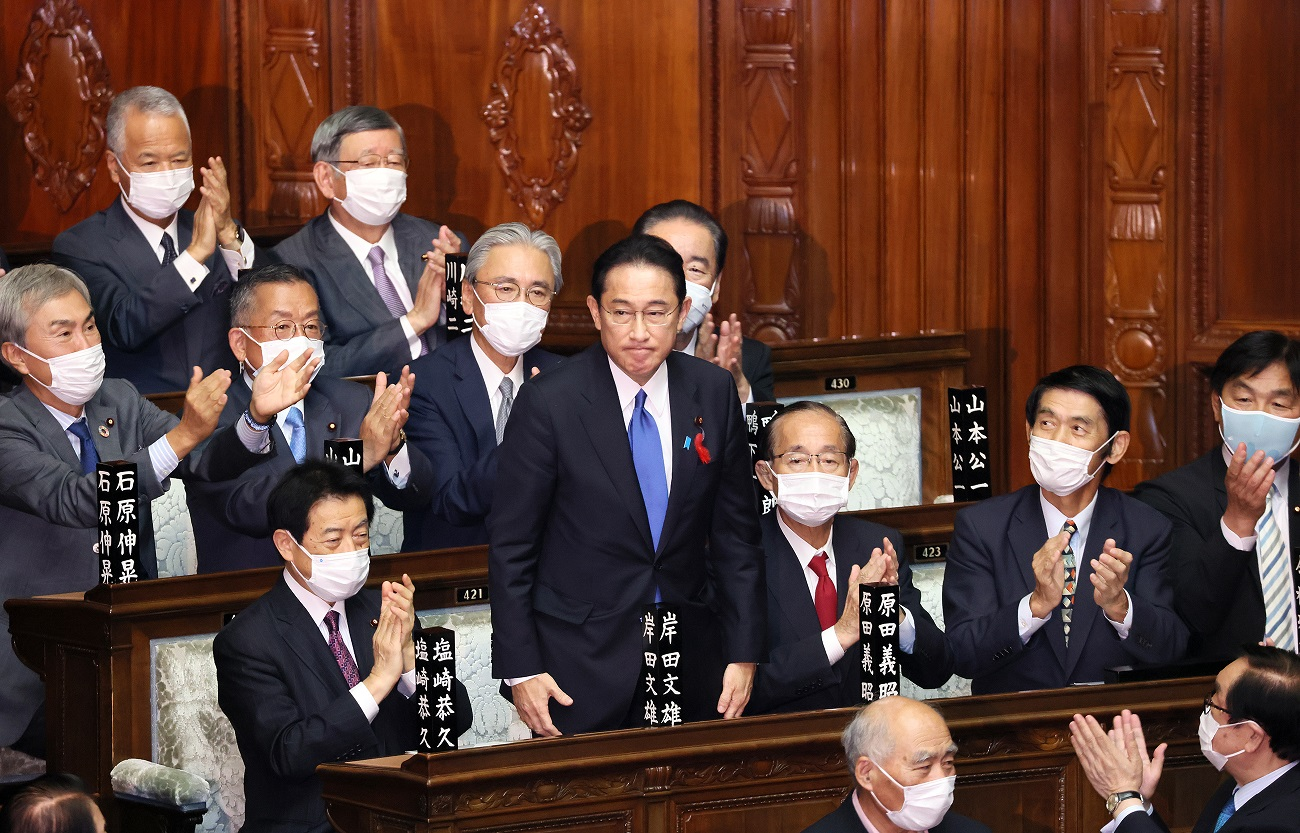
2021年10月4日、 衆議院にて内閣総理大臣の指名を受ける岸田

「正姿勢」とは、宏池会の設立者・池田勇人が陽明学者の安岡正篤から「低姿勢、高姿勢いずれも間違いだ。自分の政治哲学を持っていれば、おのずから『正姿勢』（正しい姿勢）になる」と助言された言葉である。岸田は宏池会で語り継がれてきた「正姿勢」の助言を聞き入れ、信条としている。平凡社『世界大百科事典』第2版によると、かつて正しい姿勢とは軍隊式の直立不動をいうものであったが、現代社会においては、もっと自然で安楽な姿勢で直立することが基本となっている。安岡正篤は全国師友協会から『日本の機微 低姿勢より正姿勢へ』という題名の文書を刊行している。
2017年第195回国会衆議院本会議の代表質問において、岸田は首相の安倍に「正姿勢」の話を質問の最後に演説した。与党自民党議員は岸田の質問途中から相次いで離席していた。野党は岸田へ拍手を送った。演説後、着席までの25秒間、岸田は万雷の拍手を受けた。政治評論家の杉浦正章は、岸田の演説を池田勇人の低姿勢からの脱皮と評価した。

## 人物

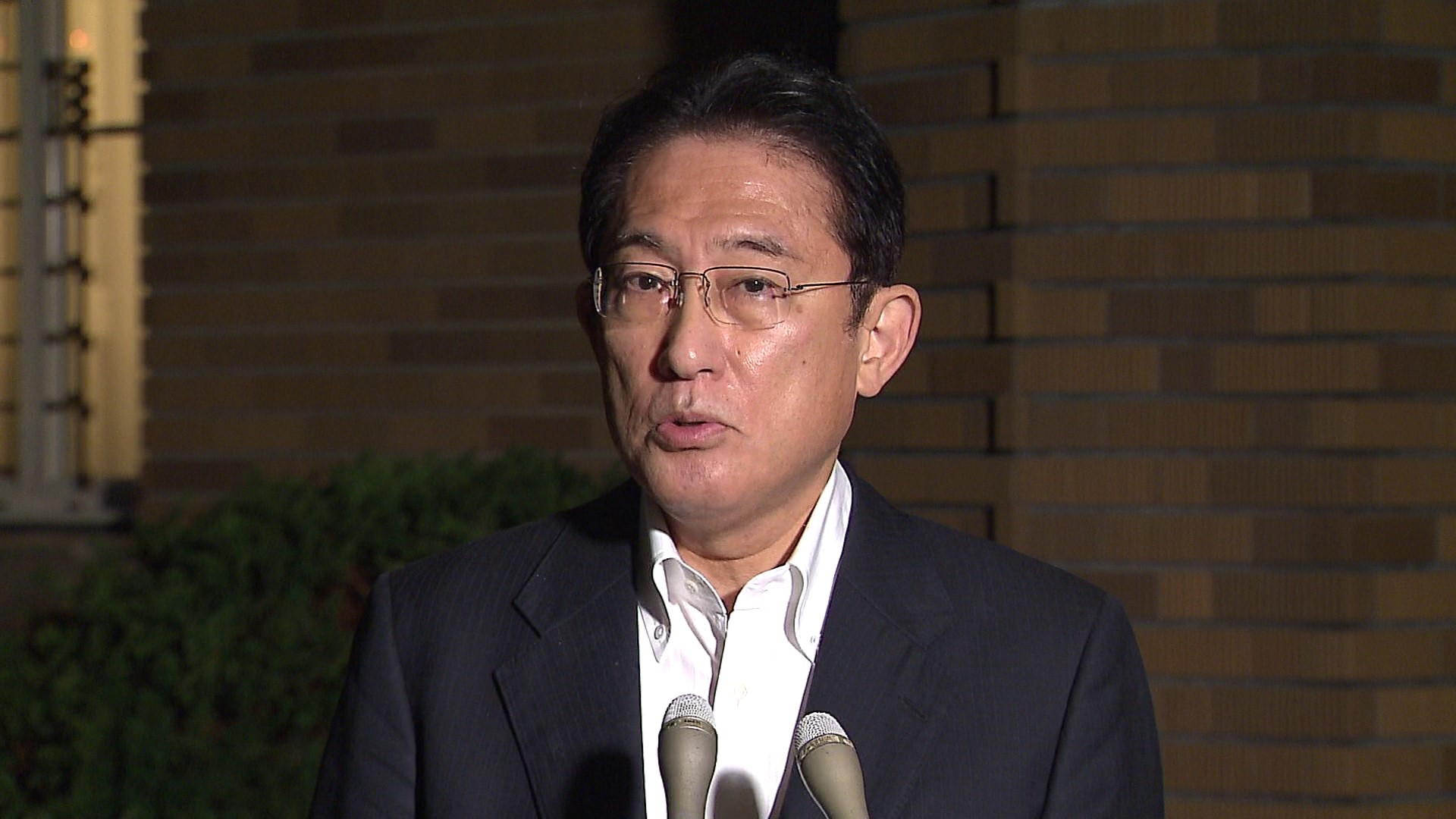
2021年12月11日、内閣総理大臣公邸に入居し、公邸前で会見を行う岸田

- 本籍地は広島県広島市[291]。自宅は同市南区の比治山神社の近辺[292]。3人の息子は広島育ちだが[293][294]、2020年自民党総裁選当時は3人とも上京して議員宿舎で共に生活しており、文雄は家庭では風呂洗いや皿洗いを担当していた[295][296]。長男は父の議員秘書を務めている[293]。首相就任後もしばらく議員宿舎で生活していたが、2021年12月11日に長男と共に首相公邸へ引越した[297][298]。なお、首相公邸に出ると噂される幽霊については「今のところまだ見ておりません」と述べている[注釈 8][300]。
- 宏池会に所属し[301][302]、派閥会長を務めた古賀誠との関係が近いが、古賀とは距離をおいているのが実態である。酒豪で知られ[5][303]、「政界随一の酒豪」ともいわれる[304][305]。おとなしい語り口で知られるが普段はべらんめえ口調といわれる[305][306]。
- 2020年自民党総裁選から「キッシー」の愛称を公認し、SNSなどで使うようになった[307][308]。もとは同期議員の間でのあだ名だったという[309]。その1年後の2021年自民党総裁選の際には「フミキュン」とも呼ばれるようになっていると明かした[310][311]。
- タレントの宮澤エマ（7親等）、反核運動家のサーロー節子（8親等）[312]、俳優のジョージ・タケイ（9親等）[313]とは遠縁にあたる。
- 座右の銘は「天衣無縫」[314]、｢春風接人｣[5]。また、アフリカを由来とする説などがあることわざ「早く行きたければ1人で進め。遠くまで行きたければ、みんなで進め」を所信表明演説などで度々引用し、自身のTwitter公式アカウントのプロフィールにも記載している[315][316][317]。
- ニューヨークの小学校に在学した際にマイノリティーとしての差別体験に遭っており、この事が政治家を志す原点になったと自身の著書や衆議院予算委員会などで語っている[318][319][320]。2021年10月31日、調布駅で衆院選の応援演説をする岸田

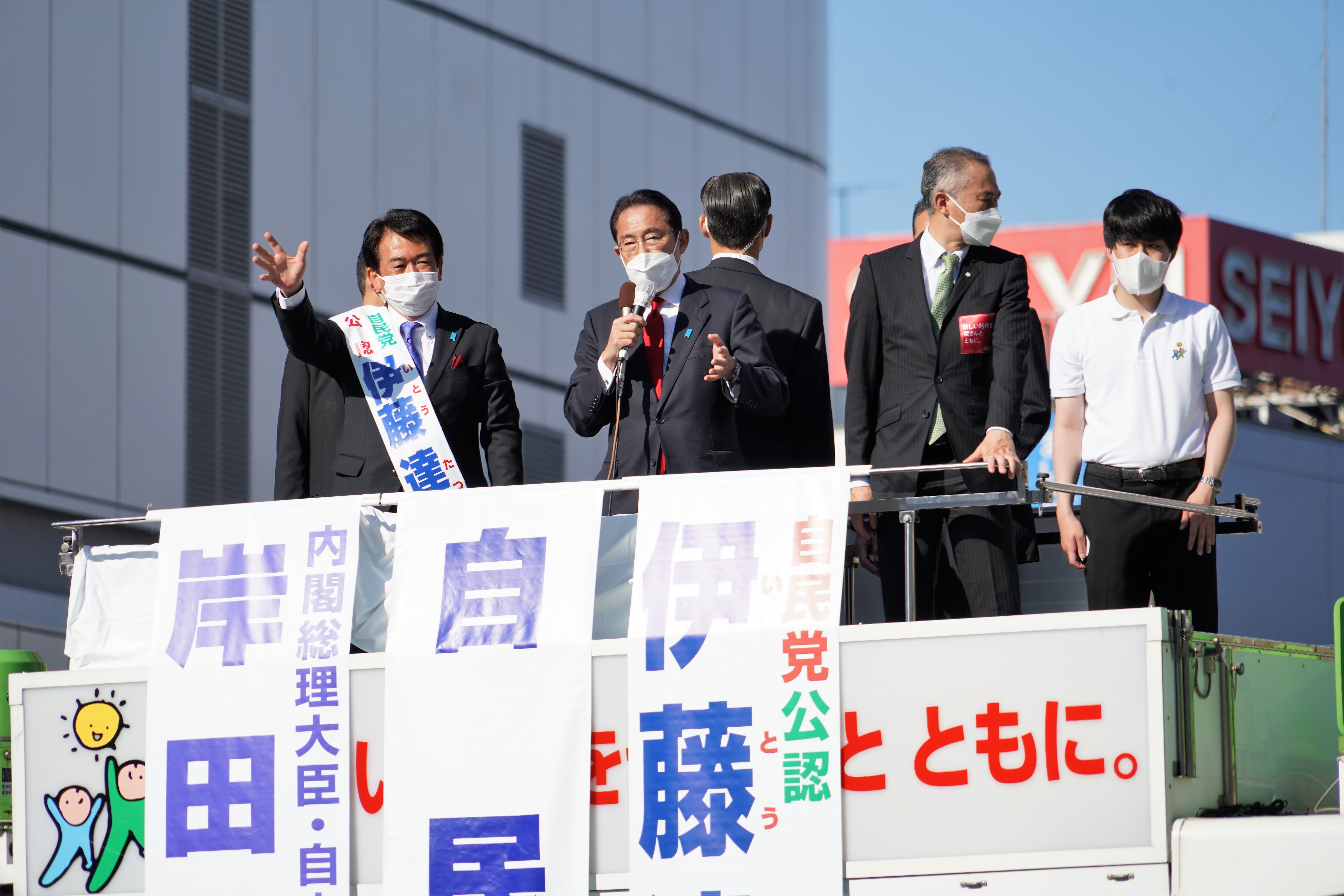
2021年10月31日、調布駅で衆院選の応援演説をする岸田

### 人物評
- 古賀篤によると、岸田は「人の意見を受け止めるタイプのリーダー」[321]。温厚で敵を作らない性格で知られているが、2020年自民党総裁選中に出演した民放番組で司会者に「敵がいない」と人柄をほめられると「実際敵だらけだからこうなってんじゃねえかな」と答えた[322]。
  - 「加藤の乱」のように政治生命を賭けた勝負もするが[31]、岸田は理念をはっきり主張しないことによって敵を作らない順応型であるから有力な地位が持てたのだとも指摘されている[46]。著書もなくビジョンがないと言われていたが、2020年9月に初めて著書を出版してビジョンを示し、立て続けに翌月、核兵器の廃絶を訴える著書を出版した。
- 何事もそつなくこなすジェネラリストと評されている[35]。他方、『デイリー新潮』には「超つまらない男」という記事を書かれたことがある[323]。
- 「政界きってのイケメン」ともいわれ[3]、『週刊女性PRIME』からは外相時代の2017年に「イケメン大臣」として言及された[324]。
- 「検討し～」というフレーズを繰り返し使うことから、「遣唐使」を揶揄し、「検討士」と呼ばれることもあった[325]。
- 2023年のインボイス制度や度重なる増税発言により岸田のトレードマークである「メガネ」と「増税」を組み合わせた「増税メガネ」という揶揄したあだ名がネットを中心に広がり[326][327][328]、それをさらに悪く言った「増税クソメガネ」というあだ名も広がった[329][330]。三省堂主催「今年の新語 2023」への投稿数は第4位だったが、侮蔑的な響きもあり、辞書に載せる言葉ではないと選考委員会で判断された[331]。自由国民社主催「2023ユーキャン新語・流行語大賞」へのノミネート入りがなかった際には、SNS上で「忖度ではないか」という見方があがった。これに対し、選考委員のやくみつるは「首相のアダ名を超えて一人歩きしてしまっている」「弱視等の理由でメガネを着用されている知人や子供たちを思ったとき、これを尻馬に乗っかって推すべきではない」と自らの見解を踏まえ反論している[332]。一方で、一般投票で決まるものについては選出されており、ガジェット通信主催「ネット流行語大賞2023」では金賞になっている[333]。日本漢字能力検定協会による「今年の漢字」も応募によって決まるものであり、2023年は「増税メガネ」も理由の一つとして「税」と予想する者がいた中で[334]、実際に「税」が1位となった[注釈 9]。
- 岸田が幼少期から首相になりたかった理由は、「日本で一番権限が大きい人なので首相を目指した」とされる[336]。
- 岸田辞任後の新総裁を決める2024年自由民主党総裁選挙において、一回目の投票結果で1位だった高市早苗と2位だった石破茂の決選投票で、岸田の事前の支持で旧岸田派のまとまった票が石破の方に流れたことで石破の逆転勝ちとなったが、その石破新総裁誕生の瞬間「石破ショック」と呼ばれる株価暴落が起ってしまったため、その原因を作った岸田を揶揄する「日本破壊クソメガネ」というあだ名がSNS上でトレンド入りしてしまった[330]。

### 趣味・嗜好

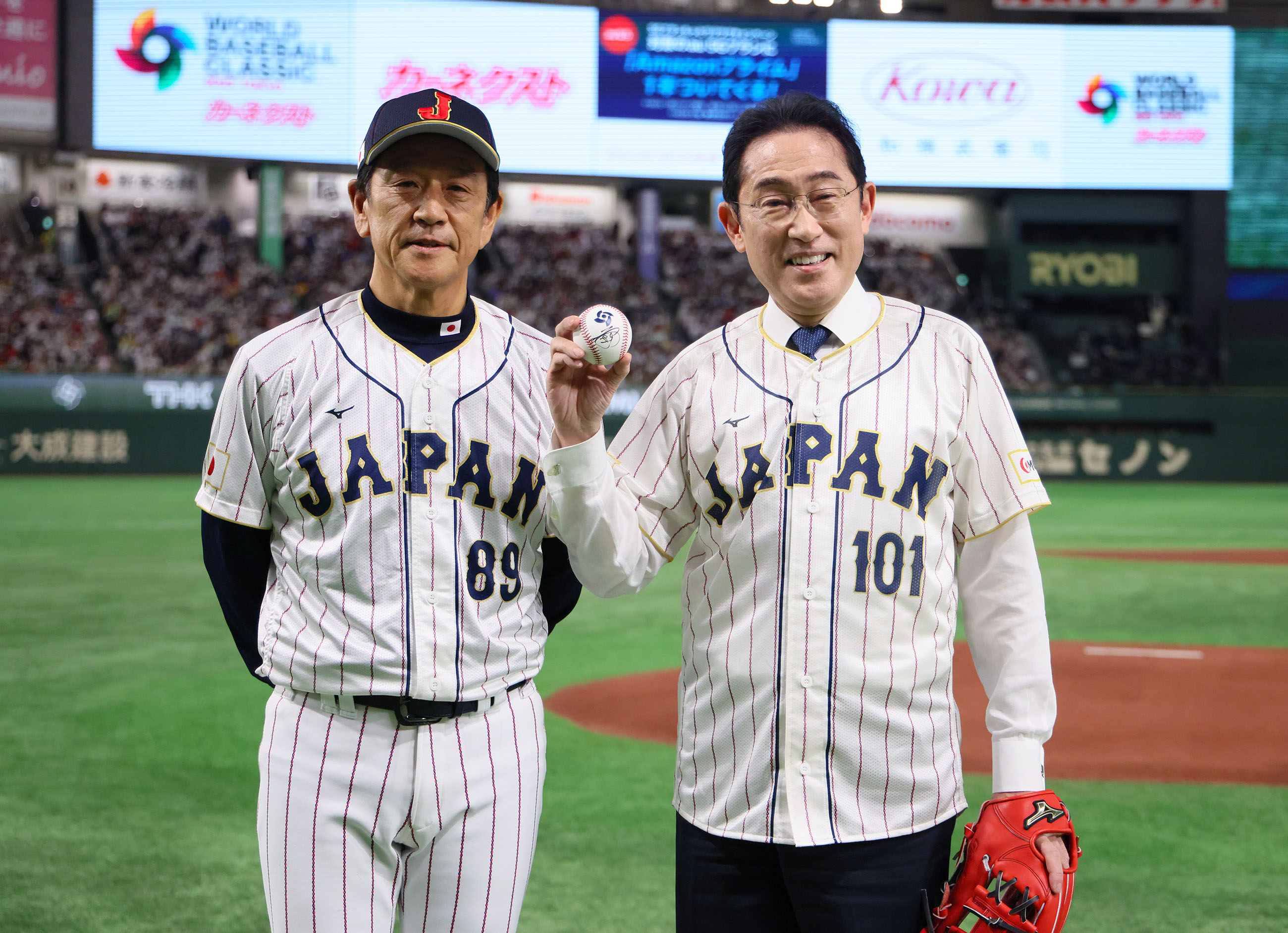
2023年3月10日、ワールドベースボールクラシック東京ラウンドにて始球式を努め、日本代表監督の栗山英樹と撮影。背番号の101は第101代総理大臣であることから。

- 東京都出身だが、父親の影響もあり生まれた時から広島東洋カープの大ファン[3][337][338]。また、開成高校野球部出身の元高校球児でもある[339]。市民球団としてこよなく愛されてきたカープの“生き様”を、自らの政治信条になぞらえている[340]。選手では衣笠祥雄のファン[341][342]。2016年3月27日には、G7外相サミットのPRのためMAZDA Zoom-Zoom スタジアム広島で行われた対横浜DeNAベイスターズ戦にて始球式を行った[343]。2023年3月10日の2023 ワールド・ベースボール・クラシック（WBC）1次リーグB組の日本－韓国戦でも始球式に登場。捕手は日本代表の栗山英樹監督が務め、ボールはワンバウンドしたものの栗山のキャッチャーミットに収まった[344]。
- 森保一とは広島繋がりで、サンフレッチェ広島時代から親交がある[345]。
- サブカルチャーにも関心があり、YouTubeでは「今話題になっている漫画も読むように努力をしております」と明かしている。人気漫画『鬼滅の刃』は全巻読破しており、好きなキャラクターは猗窩座と述べている[346][347]。また、宏池会の設立者・池田勇人を尊敬し[5][302][348]、池田勇人政治の再興を目指しているともいわれる[349]。大宏池会構想を持っているとされる[350]。好きな漫画としてその池田を主人公とする大和田秀樹の『疾風の勇人』と[351]、弘兼憲史の『課長島耕作』シリーズ[352]をあげている。
- 好きな食べ物は、広島のお好み焼き[5][14][353][354][355]、カキ（貝）[5]、納豆[5][314]、むさしの「若鶏むすび」[356]。
- カラオケで得意な歌としてサザンオールスターズ「涙のキッス」を挙げている[注釈 10][357]。
- 身だしなみに気を使うことで知られ、首相在任時は1か月間に2回以上のペースで理髪店を利用しており、記者団より利用回数の多さを尋ねられた際には2～3週間に1回のペースを守っていると答えたこともある。理髪店では主にカットや白髪染め、顔剃りを注文しており、これにヘッドスパやネイルケアを追加することもある。基本的に施術中は目を閉じて無言のまま過ごすことが多い。和歌山県で襲撃事件に遭遇した際にもその日のうちに帰京し、やはり行きつけの理髪店を訪れたという[358]。

### SNS活動
岸田は公式アカウントとしてwebサイトの他、X、Facebook、Instagram、YouTube、LINEを開設している。
2021年自由民主党総裁選挙に出馬した際には、インターネット上で意見を募る意見ボックス（通称、岸田ボックス）を開設し、ツイッター上で意見や回答を発信した他、家族とともにインスタグラムのライブ配信を実施した。岸田ボックスで、当時地上波で放送された『劇場版 鬼滅の刃 無限列車編』に関連し、『鬼滅の刃』で一番好きなキャラクターを問われ、岸田が「猗窩座」であると返答した際にはインターネット上で話題となり、猗窩座のセリフに見立てた「おまえも自民党員にならないか？」といったコメントが寄せられた。
2025年6月にはYouTubeチャンネル登録者数が10万人に達するとYouTube公式から授与される「銀の盾」が届いたことを報告した。

## エピソード

### 政界入り以前

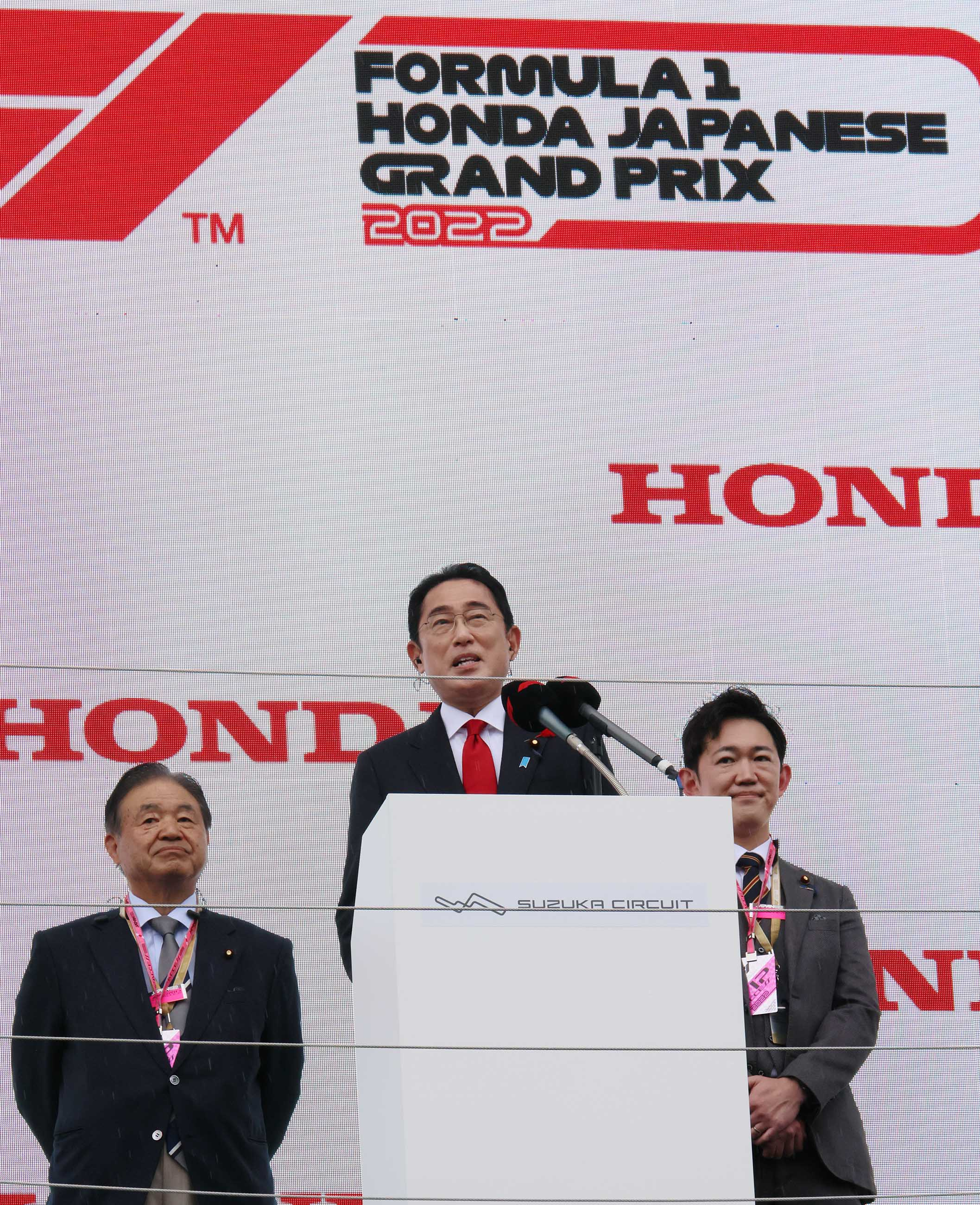
2022年10月9日、三重県・鈴鹿サーキットで開催のF1日本グランプリにてオープニング挨拶を行う岸田

- 在米時の岸田は映画を英語で理解して観賞することができた為に[16]、他の日本人児童への対応で教員から助けを求められることもあったという[18]。
- 学生時代のクラブは、中学時代は軟式テニス部、高校時代は野球部[17]。野球部時代には高橋慶彦と対戦したことがある[342]。三菱製紙上席執行役員・林康司、商工中金社長・関根正裕、東京医科歯科大学准教授・清水則夫らは岸田の開成同期で開成野球部のチームメイト[365]。誰かが失敗したら、みんなでカバーすればいいという宏池会議員としての岸田の信念は、野球のチームプレーから生まれた[366]。
- 部活が中心だった開成高校での学業の成績は中くらいを確保していたので東京大学は受かると思い、現役は東京大学のみを受験、浪人1年目も東京大学のみ、浪人2年目で東京大学の他に早稲田大学と慶応義塾大学を受験して、早稲田大学と慶応大学はどちらも合格したが、東京大学・官僚コースと思っていた人生は道を外れた[31]。
- 早稲田大学で岩屋毅と知り合い、在学中は岩屋らと繁華街を飲み歩いていた[18]。
- 日本長期信用銀行に勤務していた際、富士急行社長の堀内光一郎（宏池会第七代会長・堀内光雄の長男で宏池会所属の衆議院議員堀内詔子の夫）が一年後輩で同じ部署にいた。堀内が岸田と飲みに行った際に、通行人とぶつかりトラブルになりかけたが、岸田が間に入り広島弁で「許してやってくれんかのう」と相手に凄んだ結果、ことなきを得たという[14]。堀内はこの件を回想し、「普段は静かなスタイルだが、腹に秘めている度胸はずば抜けている」と語っている[367][368]。

### 政界入り以降

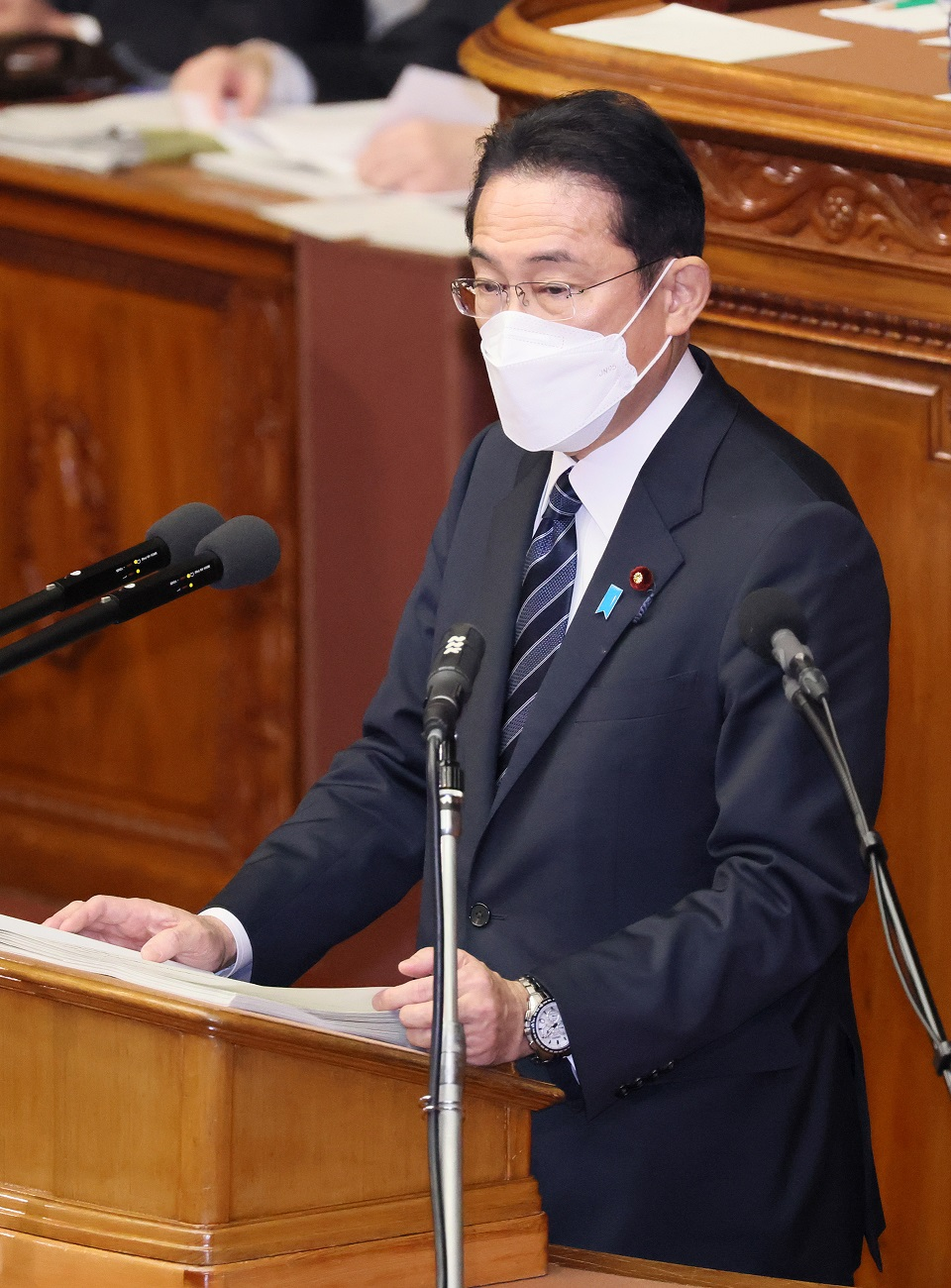
2022年1月17日、 衆議院にて施政方針演説を行う岸田

- 妻の岸田裕子とは見合い結婚と報道されるが[369]、実際は父の秘書として企業回りをしていた時に岸田が一目惚れし、儀礼的に見合いの場が設けられたもの[294]。
- 自民党青年局における台湾との交流では、酒に強い台湾の政治家らの歓迎を一手に引き受け、ビールも紹興酒もマオタイも次々に乾杯して文字通り杯を空（乾）にしたという[31][305]。これらは岸田の「酒豪伝説」として知られている[31]。2023年2月には日本ソムリエ協会から名誉ソムリエに任命された[370]。
- 2000年11月20日の「加藤の乱」には加藤派の若手として血判状をしたためて参加し、岸田は石原伸晃、根本匠、塩崎恭久と行動を共にし最後まで反乱側に与した[18]。
- 2004年4月4日、広島市南区の比治山陸軍墓地にて、岸田が会長を務める広島比治山陸軍墓地奉賛会の主催で合同追悼式が行われた[371]。戦没者の遺族や関係者ら約270人が参列し[371]、岸田は「苦難に立ち向かった人の記憶を語り継がなければならない」とあいさつした[371]。黙祷の後、遺族が祭壇に献花した[371]。
- 2007年に内閣府特命担当大臣で初入閣時、「岸田大臣室の心得」として定めた五箇条に、早稲田大学校歌に歌われる「進取の精神」という一箇条がある[31]。第2次安倍内閣の外務大臣を担当していたころの話では、年一回の早大議員同窓会「国会稲門会」には参加していない[372]。
- もともと口下手だが、父の選挙応援のころから演説は鍛えられ、街頭演説は得意としている[31]。
- 並み居る各国外相の中でも酒豪として轟くロシア外相のラブロフが2013年11月に来日した際には、夕食会で広島の地酒を相手の杯につぎ、3時間にわたって酒量を競い合った[305]。
- 2020年自民党総裁選に立候補を表明した日の未明、エプロン姿の妻が立つ傍らで食事をとる自身の写真と共に、「夜のテレビ出演の合間に、地元から上京してきてくれた妻が食事を作ってくれました。ありがたいです」と投稿した[373]。
- 特技は「人の話をしっかり聞くこと」と総裁就任会見の場で語っている[374][375]。政治家の道を歩んで以降、「岸田ノート」と呼ばれる大学ノートを持ち歩いて[376][377]、国民から聞いたことや愚痴、批評などを書き纏めた上で読み返しており、年間で3冊分、10年間で30冊近くになっている。「岸田ノート」について、2021年8月26日の会見では「聞く力の原点であり、私にとって大切な財産」と紹介している[378]。内閣総理大臣就任後は、環状に座り国民から直接意見を聞く「車座対話」を積極的に開催し、全閣僚に実施するように呼びかけている[379][380][381]。
- マスク着用を緩和すべきでないという考えを示しながら、海外の首脳と会談する際にはマスクを着けていない事から、Twitterでは「#自分だけノーマスク岸田」というハッシュタグがトレンド入りした[382]。
- 2022年6月11日、リー・シェンロン首相との日・シンガポール首脳会談及びハリマ・ヤコブ大統領との会談が行われた。蘭の命名式が行われ、シンガポール政府は二国間の友好関係を記念して、新種の蘭（デンドロビウム）に「デンドロビウム・キシダフミオ（Dendrobium Kishida Fumio）」と命名された[383]。
- 2022年8月10日19時40分ごろ、さいたま市の51歳の無職の男が110番通報で「私、岸田総理を暗殺します」などと話し、警察は現地で1時間程度聞き込みや警戒に当たった。その後、警察の業務を妨害したとして携帯電話番号から特定した男を逮捕した[384]。
- 2024年4月10日（現地時間）、ホワイトハウスで行われた米国大統領のバイデンとの共同記者会見の際、「同盟国たる米国」というべき所を「同盟国たる中国」と誤って発言した。その後、「あー、失礼。同盟国たる米国」と訂正した[385]。

## 役職

### 内閣
第1次岸田内閣・第2次岸田内閣・第2次岸田改造内閣
- 内閣総理大臣

第2次安倍内閣・第2次安倍改造内閣・第3次安倍内閣・第3次安倍第1次改造内閣・第3次安倍第2次改造内閣・第1次岸田内閣
- 外務大臣

第3次安倍第2次改造内閣
- 防衛大臣

福田康夫内閣
- 国務大臣「消費者行政を統一的・一元的に推進するための企画立案及び行政各部の所管する事務の調整担当」
- 国務大臣「宇宙開発利用に関する施策を総合的かつ計画的に推進するため企画立案及び行政各部の所管する事務の調整担当」
- 内閣府特命担当大臣（沖縄及び北方対策・規制改革・国民生活・科学技術政策）

第1次安倍改造内閣
- 内閣府特命担当大臣（沖縄及び北方対策・規制改革・国民生活・再チャレンジ・科学技術政策）

第1次小泉内閣
- 文部科学副大臣

小渕第2次改造内閣・第1次森内閣
- 建設政務次官

### 衆議院
- 厚生労働委員長[4]
- 国家基本政策委員会与党筆頭理事[4]
- 国土交通委員会与党理事[4]
- 消費問題委員会与党筆頭理事[4]
- 文部科学委員会与党筆頭理事[4]
- 議院運営委員会理事[4]
- 経済産業委員会理事[4]
- 衆議院議事進行係[4]

### 自民党
- 第27代総裁
- 政務調査会長[4]
- 国会対策委員長[4]
- 選挙対策局長代理[4]
- 副幹事長[4]
- 消費者問題調査会長[4]
- 団体総局長[4]
- 経理局長[4]
- 商工部会長[4]
- 法務部会長代理[4]
- 商工部会長代理[4]
- 内閣・商工副部会長[4]
- 財政副部会長[4]
- 青年局長[4]

## 所属団体・議員連盟
- 自民党たばこ議員連盟（顧問）[386]
- 日本会議国会議員懇談会[387]
- 神道政治連盟国会議員懇談会[387]
- 日本の前途と歴史教育を考える議員の会
- ボーイスカウト振興国会議員連盟[388]
- 公立学校施設耐震化会長代行[4]
- 航空議員連盟副会長[4]
- ソフトボール振興議員連盟幹事長[4]
- 子供の体力向上推進幹事長[4]
- 創・畜・省エネ推進議連幹事長[4]
- 臨床心理職国家資格化事務局長[4]
- まちづくり三法見直しWT主査[4]
- 公共工事品質確保議連幹事（制度検討部会長）[4]
- 著作権に関するWT座長[4]
- 消費者問題PT座長[4]
- 核燃料税等PT主査[4]
- 知的財産小委員長[4]
- 証券市場育成議連事務局長[4]
- 保険制度改善議連事務局長[4]
- 学校栄養士議員連盟事務局長[4]
- 国宝・重文を護る会事務局長[4]
- 日越友好議連事務局長[4]
- コンテンツ産業振興議連幹事長[4]
- 小規模企業税制確立議連幹事長[4]
- 外交を学ぶ会事務局長[4]
- 日傷援護議員協議会幹事[4]
- ライフサイエンス議連事務局長[4]
- アイスランド友好議連副会長[4]
- 小規模企業税制確立議員連盟
- 日朝国交正常化推進議員連盟顧問[389]
- 美ら島議連初代会長[390]
- 永霞会（永田町・霞が関開成会）初代会長[391]
- 選択的夫婦別氏制度を早期に実現する議員連盟[248]
- 半導体戦略推進議員連盟・顧問[392]
- 公益資本主義議員連盟会長[393]
- 新たな資本主義を創る議員連盟会長[394]
- 日本新体操連盟名誉顧問[395]
- 日韓議員連盟[396]
- 国産再エネに関する次世代型技術の社会実装加速化議員連盟発起人[397]
- アジア・ゼロエミッション共同体議員連盟最高顧問[398]
- 資産運用立国議員連盟 初代会長[7][399]

## 家族・親族

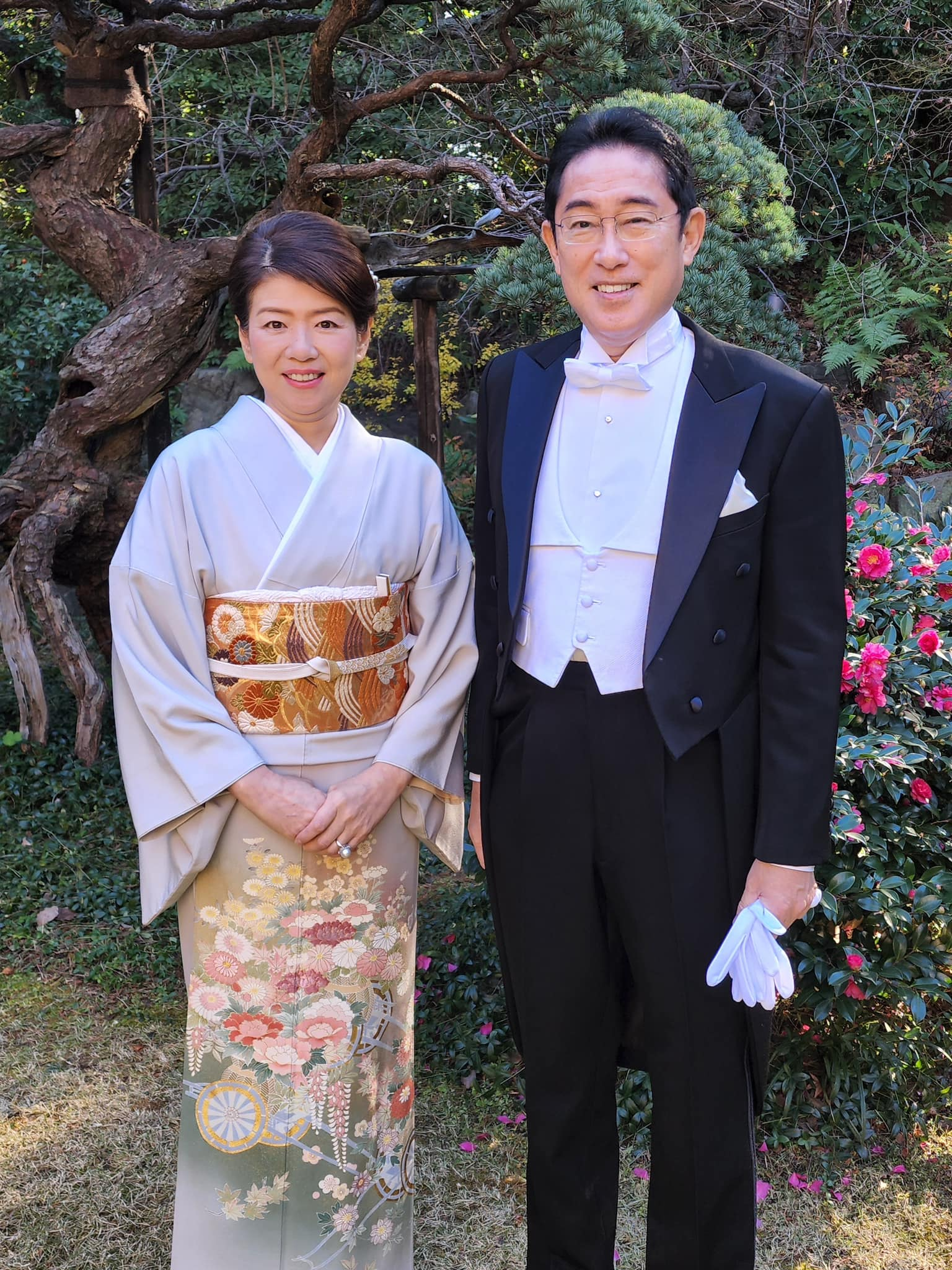
2023年（令和5年）1月1日、妻・裕子と

### 岸田家
（広島県東広島市志和、大連市、広島市南区比治山町、東京都渋谷区）
実家
- 曾祖父：幾太郎（広島県人・実業家）
1867年生 - 1908年没
- 祖父：正記（広島県人・実業家〈百貨店経営〉、政治家）
1895年生 - 1961年没
- 父：文武（広島県人・通産官僚、政治家）
1926年生 - 1992年没
- 母：澄子
1931年生 - 2020年没（佐賀県人・実業家井口良二（元日東製粉社長）の次女、津田塾大学卒）[400]
- 弟：武雄（1960年生、三菱商事勤務、株式会社フィールジャパン with K 代表取締役、慶應義塾大学法学部卒）[400]
  - 同妻：篤子（1964年生、湖池屋創業者・小池和夫の長女、青山学院大学文学部卒）[400]
    - 甥: - 愛知県内商社勤務[401]。
- 妹：純子（1963年生、慶應義塾大学文学部卒）[400]
  - 同夫：木村嘉秀（1956年生 - 2003年没、財務官僚、東京大学法学部卒）[400]
- 妹：典子（1965年生、上智大学外国語学部卒）[400]
  - 同夫：可部哲生（1962年生、第51代国税庁長官、東京大学法学部卒）[400]

自家
- 妻：裕子[402]（1964年8月15日生、和田邦二郎長女[403]、東京女子大学文理学部卒）
妻とは見合い結婚だった[17]。
- 長男：翔太郎（1991年1月14日生[403]、前内閣総理大臣秘書官（元公設秘書）[404][204]、慶應義塾大学法学部卒）
- 他に息子2人

### 親戚
- 5世祖父：山野井道澤（医師[405]）
- 高祖父：小田貫一（広島市長）
- 叔母：
玲子（夫は内務官僚、政治家宮澤弘〈元広島県知事・参議院議員、宮澤喜一元首相の弟〉[406]）
邦子（夫は元公正取引委員後藤英輔〈後藤環爾（僧・西本願寺執行長）の息子〉[407]）
- 曾祖叔父：岸田光太郎（実業家、岸田材木店創業者）
- 大叔父：岸田正次郎（実業家）
- 大伯父：井口良香（実業家、満州国協和会蛟河県本部委員）
- 大伯父：小田勝（医師、山口病院院長）
- 叔父：岸田俊輔（大蔵官僚、銀行家・元広島銀行会長[406]）
- 従兄：宮澤洋一（大蔵官僚、政治家）
- 従叔祖父：岩動道行（大蔵官僚、元科学技術庁長官）
- 遠縁：
宮澤エマ（タレント、叔母・宮澤玲子の義大姪、7親等）
サーロー節子（反核運動家、従叔祖父・岸田人見の義妹[15][408][409]、8親等）
ジョージ・タケイ（俳優、従叔祖父・岸田人見の義甥、9親等）

### 略系図
|          |          |          |          |          |          |  |  |          |          |          |          |          |          |          |          |          |          |          |          |          |          | 山野井道澤 | 山野井道澤 | 山野井道澤 | 山野井道澤 | 山野井道澤 | 山野井道澤 |      |      |  |  |      |      | 小田常吉 | 小田常吉 | 小田常吉 | 小田常吉 | 小田常吉 | 小田常吉 |          |          |          |          |          |          |          |          |          |          |          |          |      |      |      |      |      |      |      |      |          |          |          |          |          |          |            |            |            |            |            |            |      |      |        |        |        |        |        |        |    |    |            |            |            |            |            |            |        |        |        |        |        |        |      |      |                            |                            |                            |                            |                            |                            |            |            |      |      |      |      |      |      |  |  |                  |                  |                  |                  |                  |                  |  |  |          |          |          |          |          |          |  |  |              |              |              |              |              |              |  |  |  |  |  |  |  |  |  |  |  |  |
|          |          |          |          |          |          |  |  |          |          |          |          |          |          |          |          |          |          |          |          |          |          | 山野井道澤 | 山野井道澤 | 山野井道澤 | 山野井道澤 | 山野井道澤 | 山野井道澤 |      |      |  |  |      |      | 小田常吉 | 小田常吉 | 小田常吉 | 小田常吉 | 小田常吉 | 小田常吉 |          |          |          |          |          |          |          |          |          |          |          |          |      |      |      |      |      |      |      |      |          |          |          |          |          |          |            |            |            |            |            |            |      |      |        |        |        |        |        |        |    |    |            |            |            |            |            |            |        |        |        |        |        |        |      |      |                            |                            |                            |                            |                            |                            |            |            |      |      |      |      |      |      |  |  |                  |                  |                  |                  |                  |                  |  |  |          |          |          |          |          |          |  |  |              |              |              |              |              |              |  |  |  |  |  |  |  |  |  |  |  |  |
|          |          |          |          |          |          |  |  |          |          |          |          |          |          |          |          |          |          |          |          |          |          | たき       | たき       | たき       | たき       | たき       | たき       |      |      |  |  |      |      | 小田貫一 | 小田貫一 | 小田貫一 | 小田貫一 | 小田貫一 | 小田貫一 |          |          |          |          |          |          |          |          |          |          |          |          |      |      |      |      |      |      |      |      |          |          |          |          |          |          |            |            |            |            |            |            |      |      |        |        |        |        |        |        |    |    | 岸田忠次郎 | 岸田忠次郎 | 岸田忠次郎 | 岸田忠次郎 | 岸田忠次郎 | 岸田忠次郎 |        |        |        |        |        |        |      |      |                            |                            |                            |                            |                            |                            |            |            |      |      |      |      |      |      |  |  |                  |                  |                  |                  |                  |                  |  |  |          |          |          |          |          |          |  |  |              |              |              |              |              |              |  |  |  |  |  |  |  |  |  |  |  |  |
|          |          |          |          |          |          |  |  |          |          |          |          |          |          |          |          |          |          |          |          |          |          | たき       | たき       | たき       | たき       | たき       | たき       |      |      |  |  |      |      | 小田貫一 | 小田貫一 | 小田貫一 | 小田貫一 | 小田貫一 | 小田貫一 |          |          |          |          |          |          |          |          |          |          |          |          |      |      |      |      |      |      |      |      |          |          |          |          |          |          |            |            |            |            |            |            |      |      |        |        |        |        |        |        |    |    | 岸田忠次郎 | 岸田忠次郎 | 岸田忠次郎 | 岸田忠次郎 | 岸田忠次郎 | 岸田忠次郎 |        |        |        |        |        |        |      |      |                            |                            |                            |                            |                            |                            |            |            |      |      |      |      |      |      |  |  |                  |                  |                  |                  |                  |                  |  |  |          |          |          |          |          |          |  |  |              |              |              |              |              |              |  |  |  |  |  |  |  |  |  |  |  |  |
|          |          |          |          |          |          |  |  |          |          |          |          |          |          |          |          |          |          |          |          |          |          |            |            |            |            |            |            |      |      |  |  |      |      |          |          |          |          |          |          |          |          |          |          |          |          |          |          |          |          |          |          |      |      |      |      |      |      |      |      |          |          |          |          |          |          |            |            |            |            |            |            |      |      |        |        |        |        |        |        |    |    |            |            |            |            |            |            |        |        |        |        |        |        |      |      |                            |                            |                            |                            |                            |                            |            |            |      |      |      |      |      |      |  |  |                  |                  |                  |                  |                  |                  |  |  |          |          |          |          |          |          |  |  |              |              |              |              |              |              |  |  |  |  |  |  |  |  |  |  |  |  |
|          |          |          |          |          |          |  |  |          |          |          |          |          |          |          |          |          |          |          |          |          |          |            |            |            |            |            |            |      |      |  |  |      |      |          |          |          |          |          |          |          |          |          |          |          |          |          |          |          |          |          |          |      |      |      |      |      |      |      |      |          |          |          |          |          |          |            |            |            |            |            |            |      |      |        |        |        |        |        |        |    |    |            |            |            |            |            |            |        |        |        |        |        |        |      |      |                            |                            |                            |                            |                            |                            |            |            |      |      |      |      |      |      |  |  |                  |                  |                  |                  |                  |                  |  |  |          |          |          |          |          |          |  |  |              |              |              |              |              |              |  |  |  |  |  |  |  |  |  |  |  |  |
|          |          |          |          |          |          |  |  |          |          | 岩動康治 | 岩動康治 | 岩動康治 | 岩動康治 | 岩動康治 | 岩動康治 |          |          |          |          |          |          | 高子       | 高子       | 高子       | 高子       | 高子       | 高子       |      |      |  |  |      |      | をきな   | をきな   | をきな   | をきな   | をきな   | をきな   |          |          |          |          |          |          | 小田得一 | 小田得一 | 小田得一 | 小田得一 | 小田得一 | 小田得一 |      |      |      |      |      |      |      |      |          |          |          |          |          |          | 岸田幾太郎 | 岸田幾太郎 | 岸田幾太郎 | 岸田幾太郎 | 岸田幾太郎 | 岸田幾太郎 |      |      |        |        |        |        |        |        |    |    |            |            |            |            |            |            |        |        |        |        |        |        |      |      |                            |                            | 岸田光太郎                 | 岸田光太郎                 | 岸田光太郎                 | 岸田光太郎                 | 岸田光太郎 | 岸田光太郎 |      |      |      |      |      |      |  |  |                  |                  |                  |                  |                  |                  |  |  | 中村弁吉 | 中村弁吉 | 中村弁吉 | 中村弁吉 | 中村弁吉 | 中村弁吉 |  |  |              |              |              |              |              |              |  |  |  |  |  |  |  |  |  |  |  |  |
|          |          |          |          |          |          |  |  |          |          | 岩動康治 | 岩動康治 | 岩動康治 | 岩動康治 | 岩動康治 | 岩動康治 |          |          |          |          |          |          | 高子       | 高子       | 高子       | 高子       | 高子       | 高子       |      |      |  |  |      |      | をきな   | をきな   | をきな   | をきな   | をきな   | をきな   |          |          |          |          |          |          | 小田得一 | 小田得一 | 小田得一 | 小田得一 | 小田得一 | 小田得一 |      |      |      |      |      |      |      |      |          |          |          |          |          |          | 岸田幾太郎 | 岸田幾太郎 | 岸田幾太郎 | 岸田幾太郎 | 岸田幾太郎 | 岸田幾太郎 |      |      |        |        |        |        |        |        |    |    |            |            |            |            |            |            |        |        |        |        |        |        |      |      |                            |                            | 岸田光太郎                 | 岸田光太郎                 | 岸田光太郎                 | 岸田光太郎                 | 岸田光太郎 | 岸田光太郎 |      |      |      |      |      |      |  |  |                  |                  |                  |                  |                  |                  |  |  | 中村弁吉 | 中村弁吉 | 中村弁吉 | 中村弁吉 | 中村弁吉 | 中村弁吉 |  |  |              |              |              |              |              |              |  |  |  |  |  |  |  |  |  |  |  |  |
|          |          |          |          |          |          |  |  |          |          |          |          |          |          |          |          |          |          |          |          |          |          |            |            |            |            |            |            |      |      |  |  |      |      |          |          |          |          |          |          |          |          |          |          |          |          |          |          |          |          |          |          |      |      |      |      |      |      |      |      |          |          |          |          |          |          |            |            |            |            |            |            |      |      |        |        |        |        |        |        |    |    |            |            |            |            |            |            |        |        |        |        |        |        |      |      |                            |                            |                            |                            |                            |                            |            |            |      |      |      |      |      |      |  |  |                  |                  |                  |                  |                  |                  |  |  |          |          |          |          |          |          |  |  |              |              |              |              |              |              |  |  |  |  |  |  |  |  |  |  |  |  |
|          |          |          |          |          |          |  |  |          |          |          |          |          |          |          |          |          |          |          |          |          |          |            |            |            |            |            |            |      |      |  |  |      |      |          |          |          |          |          |          |          |          |          |          |          |          |          |          |          |          |          |          |      |      |      |      |      |      |      |      |          |          |          |          |          |          |            |            |            |            |            |            |      |      |        |        |        |        |        |        |    |    |            |            |            |            |            |            |        |        |        |        |        |        |      |      |                            |                            |                            |                            |                            |                            |            |            |      |      |      |      |      |      |  |  |                  |                  |                  |                  |                  |                  |  |  |          |          |          |          |          |          |  |  |              |              |              |              |              |              |  |  |  |  |  |  |  |  |  |  |  |  |
| 井口良香 | 井口良香 | 井口良香 | 井口良香 | 井口良香 | 井口良香 |  |  | 井口良二 | 井口良二 | 井口良二 | 井口良二 | 井口良二 | 井口良二 |          |          | 岩動道行 | 岩動道行 | 岩動道行 | 岩動道行 | 岩動道行 | 岩動道行 |            |            |            |            |            |            |      |      |  |  |      |      | 小田勝   | 小田勝   | 小田勝   | 小田勝   | 小田勝   | 小田勝   |          |          |          |          |          |          | 和子     | 和子     | 和子     | 和子     | 和子     | 和子     |      |      |      |      |      |      | 正記 | 正記 | 正記     | 正記     | 正記     | 正記     |          |          |            |            |            |            |            |            |      |      | 正次郎 | 正次郎 | 正次郎 | 正次郎 | 正次郎 | 正次郎 |    |    |            |            |            |            |            |            | 宮澤裕 | 宮澤裕 | 宮澤裕 | 宮澤裕 | 宮澤裕 | 宮澤裕 |      |      |                            |                            | 人見                       | 人見                       | 人見                       | 人見                       | 人見       | 人見       |      |      |      |      |      |      |  |  |                  |                  |                  |                  |                  |                  |  |  | 綾子     | 綾子     | 綾子     | 綾子     | 綾子     | 綾子     |  |  | サーロー節子 | サーロー節子 | サーロー節子 | サーロー節子 | サーロー節子 | サーロー節子 |  |  |  |  |  |  |  |  |  |  |  |  |
| 井口良香 | 井口良香 | 井口良香 | 井口良香 | 井口良香 | 井口良香 |  |  | 井口良二 | 井口良二 | 井口良二 | 井口良二 | 井口良二 | 井口良二 |          |          | 岩動道行 | 岩動道行 | 岩動道行 | 岩動道行 | 岩動道行 | 岩動道行 |            |            |            |            |            |            |      |      |  |  |      |      | 小田勝   | 小田勝   | 小田勝   | 小田勝   | 小田勝   | 小田勝   |          |          |          |          |          |          | 和子     | 和子     | 和子     | 和子     | 和子     | 和子     |      |      |      |      |      |      | 正記 | 正記 | 正記     | 正記     | 正記     | 正記     |          |          |            |            |            |            |            |            |      |      | 正次郎 | 正次郎 | 正次郎 | 正次郎 | 正次郎 | 正次郎 |    |    |            |            |            |            |            |            | 宮澤裕 | 宮澤裕 | 宮澤裕 | 宮澤裕 | 宮澤裕 | 宮澤裕 |      |      |                            |                            | 人見                       | 人見                       | 人見                       | 人見                       | 人見       | 人見       |      |      |      |      |      |      |  |  |                  |                  |                  |                  |                  |                  |  |  | 綾子     | 綾子     | 綾子     | 綾子     | 綾子     | 綾子     |  |  | サーロー節子 | サーロー節子 | サーロー節子 | サーロー節子 | サーロー節子 | サーロー節子 |  |  |  |  |  |  |  |  |  |  |  |  |
|          |          |          |          |          |          |  |  |          |          |          |          |          |          |          |          |          |          |          |          |          |          |            |            |            |            |            |            |      |      |  |  |      |      |          |          |          |          |          |          |          |          |          |          |          |          |          |          |          |          |          |          |      |      |      |      |      |      |      |      |          |          |          |          |          |          |            |            |            |            |            |            |      |      |        |        |        |        |        |        |    |    |            |            |            |            |            |            |        |        |        |        |        |        |      |      |                            |                            |                            |                            |                            |                            |            |            |      |      |      |      |      |      |  |  | フミコ・エミリー |                  |                  |                  |                  |                  |  |  |          |          |          |          |          |          |  |  |              |              |              |              |              |              |  |  |  |  |  |  |  |  |  |  |  |  |
|          |          |          |          |          |          |  |  |          |          |          |          |          |          |          |          |          |          |          |          |          |          |            |            |            |            |            |            |      |      |  |  |      |      |          |          |          |          |          |          |          |          |          |          |          |          |          |          |          |          |          |          |      |      |      |      |      |      |      |      |          |          |          |          |          |          |            |            |            |            |            |            |      |      |        |        |        |        |        |        |    |    |            |            |            |            |            |            |        |        |        |        |        |        |      |      |                            |                            |                            |                            |                            |                            |            |            |      |      |      |      |      |      |  |  |                  |                  |                  |                  |                  |                  |  |  |          |          |          |          |          |          |  |  |              |              |              |              |              |              |  |  |  |  |  |  |  |  |  |  |  |  |
|          |          |          |          |          |          |  |  |          |          |          |          |          |          |          |          |          |          |          |          |          |          |            |            |            |            |            |            |      |      |  |  |      |      |          |          |          |          |          |          |          |          |          |          |          |          |          |          |          |          |          |          |      |      |      |      |      |      |      |      |          |          |          |          |          |          |            |            |            |            |            |            |      |      |        |        |        |        |        |        |    |    |            |            |            |            |            |            |        |        |        |        |        |        |      |      |                            |                            |                            |                            |                            |                            |            |            |      |      |      |      |      |      |  |  |                  |                  |                  |                  |                  |                  |  |  |          |          |          |          |          |          |  |  |              |              |              |              |              |              |  |  |  |  |  |  |  |  |  |  |  |  |
|          |          |          |          |          |          |  |  | 澄子     | 澄子     | 澄子     | 澄子     | 澄子     | 澄子     |          |          |          |          |          |          |          |          |            |            |            |            |            |            |      |      |  |  |      |      |          |          | 文武     | 文武     | 文武     | 文武     | 文武     | 文武     |          |          | 俊輔     | 俊輔     | 俊輔     | 俊輔     | 俊輔     | 俊輔     |          |          | 邦子 | 邦子 | 邦子 | 邦子 | 邦子 | 邦子 |      |      | 後藤英輔 | 後藤英輔 | 後藤英輔 | 後藤英輔 | 後藤英輔 | 後藤英輔 |            |            | 玲子       | 玲子       | 玲子       | 玲子       | 玲子 | 玲子 |        |        |        |        |        |        | 弘 | 弘 | 弘         | 弘         | 弘         | 弘         |            |            | 喜一   | 喜一   | 喜一   | 喜一   | 喜一   | 喜一   |      |      | 泰                         | 泰                         | 泰                         | 泰                         | 泰                         | 泰                         |            |            | 英治 | 英治 | 英治 | 英治 | 英治 | 英治 |  |  | ジョージ・タケイ | ジョージ・タケイ | ジョージ・タケイ | ジョージ・タケイ | ジョージ・タケイ | ジョージ・タケイ |  |  |          |          |          |          |          |          |  |  |              |              |              |              |              |              |  |  |  |  |  |  |  |  |  |  |  |  |
|          |          |          |          |          |          |  |  | 澄子     | 澄子     | 澄子     | 澄子     | 澄子     | 澄子     |          |          |          |          |          |          |          |          |            |            |            |            |            |            |      |      |  |  |      |      |          |          | 文武     | 文武     | 文武     | 文武     | 文武     | 文武     |          |          | 俊輔     | 俊輔     | 俊輔     | 俊輔     | 俊輔     | 俊輔     |          |          | 邦子 | 邦子 | 邦子 | 邦子 | 邦子 | 邦子 |      |      | 後藤英輔 | 後藤英輔 | 後藤英輔 | 後藤英輔 | 後藤英輔 | 後藤英輔 |            |            | 玲子       | 玲子       | 玲子       | 玲子       | 玲子 | 玲子 |        |        |        |        |        |        | 弘 | 弘 | 弘         | 弘         | 弘         | 弘         |            |            | 喜一   | 喜一   | 喜一   | 喜一   | 喜一   | 喜一   |      |      | 泰                         | 泰                         | 泰                         | 泰                         | 泰                         | 泰                         |            |            | 英治 | 英治 | 英治 | 英治 | 英治 | 英治 |  |  | ジョージ・タケイ | ジョージ・タケイ | ジョージ・タケイ | ジョージ・タケイ | ジョージ・タケイ | ジョージ・タケイ |  |  |          |          |          |          |          |          |  |  |              |              |              |              |              |              |  |  |  |  |  |  |  |  |  |  |  |  |
|          |          |          |          |          |          |  |  |          |          |          |          |          |          |          |          |          |          |          |          |          |          |            |            |            |            |            |            |      |      |  |  |      |      |          |          |          |          |          |          |          |          |          |          |          |          |          |          |          |          |          |          |      |      |      |      |      |      |      |      |          |          |          |          |          |          |            |            |            |            |            |            |      |      |        |        |        |        |        |        |    |    |            |            |            |            |            |            |        |        |        |        |        |        |      |      |                            |                            |                            |                            |                            |                            |            |            |      |      |      |      |      |      |  |  |                  |                  |                  |                  |                  |                  |  |  |          |          |          |          |          |          |  |  |              |              |              |              |              |              |  |  |  |  |  |  |  |  |  |  |  |  |
|          |          |          |          |          |          |  |  |          |          |          |          |          |          |          |          |          |          |          |          |          |          |            |            |            |            |            |            |      |      |  |  |      |      |          |          |          |          |          |          |          |          |          |          |          |          |          |          |          |          |          |          |      |      |      |      |      |      |      |      |          |          |          |          |          |          |            |            |            |            |            |            |      |      |        |        |        |        |        |        |    |    |            |            |            |            |            |            |        |        |        |        |        |        |      |      |                            |                            |                            |                            |                            |                            |            |            |      |      |      |      |      |      |  |  |                  |                  |                  |                  |                  |                  |  |  |          |          |          |          |          |          |  |  |              |              |              |              |              |              |  |  |  |  |  |  |  |  |  |  |  |  |
|          |          |          |          |          |          |  |  | 裕子     | 裕子     | 裕子     | 裕子     | 裕子     | 裕子     |          |          | 岸田文雄 | 岸田文雄 | 岸田文雄 | 岸田文雄 | 岸田文雄 | 岸田文雄 |            |            | 武雄       | 武雄       | 武雄       | 武雄       | 武雄 | 武雄 |  |  | 典子 | 典子 | 典子     | 典子     | 典子     | 典子     |          |          | 可部哲生 | 可部哲生 | 可部哲生 | 可部哲生 | 可部哲生 | 可部哲生 |          |          |          |          |          |          |      |      |      |      |      |      |      |      |          |          |          |          |          |          |            |            |            |            |            |            |      |      | 洋一   | 洋一   | 洋一   | 洋一   | 洋一   | 洋一   |    |    |            |            |            |            |            |            | 啓子   | 啓子   | 啓子   | 啓子   | 啓子   | 啓子   |      |      | クリストファー・ラフルアー | クリストファー・ラフルアー | クリストファー・ラフルアー | クリストファー・ラフルアー | クリストファー・ラフルアー | クリストファー・ラフルアー |            |            |      |      |      |      |      |      |  |  |                  |                  |                  |                  |                  |                  |  |  |          |          |          |          |          |          |  |  |              |              |              |              |              |              |  |  |  |  |  |  |  |  |  |  |  |  |
|          |          |          |          |          |          |  |  | 裕子     | 裕子     | 裕子     | 裕子     | 裕子     | 裕子     |          |          | 岸田文雄 | 岸田文雄 | 岸田文雄 | 岸田文雄 | 岸田文雄 | 岸田文雄 |            |            | 武雄       | 武雄       | 武雄       | 武雄       | 武雄 | 武雄 |  |  | 典子 | 典子 | 典子     | 典子     | 典子     | 典子     |          |          | 可部哲生 | 可部哲生 | 可部哲生 | 可部哲生 | 可部哲生 | 可部哲生 |          |          |          |          |          |          |      |      |      |      |      |      |      |      |          |          |          |          |          |          |            |            |            |            |            |            |      |      | 洋一   | 洋一   | 洋一   | 洋一   | 洋一   | 洋一   |    |    |            |            |            |            |            |            | 啓子   | 啓子   | 啓子   | 啓子   | 啓子   | 啓子   |      |      | クリストファー・ラフルアー | クリストファー・ラフルアー | クリストファー・ラフルアー | クリストファー・ラフルアー | クリストファー・ラフルアー | クリストファー・ラフルアー |            |            |      |      |      |      |      |      |  |  |                  |                  |                  |                  |                  |                  |  |  |          |          |          |          |          |          |  |  |              |              |              |              |              |              |  |  |  |  |  |  |  |  |  |  |  |  |
|          |          |          |          |          |          |  |  |          |          |          |          |          |          |          |          |          |          |          |          |          |          |            |            |            |            |            |            |      |      |  |  |      |      |          |          |          |          |          |          |          |          |          |          |          |          |          |          |          |          |          |          |      |      |      |      |      |      |      |      |          |          |          |          |          |          |            |            |            |            |            |            |      |      |        |        |        |        |        |        |    |    |            |            |            |            |            |            |        |        |        |        |        |        |      |      |                            |                            |                            |                            |                            |                            |            |            |      |      |      |      |      |      |  |  |                  |                  |                  |                  |                  |                  |  |  |          |          |          |          |          |          |  |  |              |              |              |              |              |              |  |  |  |  |  |  |  |  |  |  |  |  |
|          |          |          |          |          |          |  |  |          |          |          |          | 翔太郎   | 翔太郎   | 翔太郎   | 翔太郎   | 翔太郎   | 翔太郎   |          |          |          |          |            |            |            |            |            |            |      |      |  |  |      |      |          |          |          |          |          |          |          |          |          |          |          |          |          |          |          |          |          |          |      |      |      |      |      |      |      |      |          |          |          |          |          |          |            |            |            |            |            |            |      |      |        |        |        |        |        |        |    |    |            |            |            |            |            |            |        |        |        |        | エマ   | エマ   | エマ | エマ | エマ                       | エマ                       |                            |                            |                            |                            |            |            |      |      |      |      |      |      |  |  |                  |                  |                  |                  |                  |                  |  |  |          |          |          |          |          |          |  |  |              |              |              |              |              |              |  |  |  |  |  |  |  |  |  |  |  |  |

## 選挙
| 当落 | 選挙                   | 執行日         | 年齢 | 選挙区        | 政党       | 得票数     | 得票率 | 定数 | 得票順位 /候補者数 | 政党内比例順位 /政党当選者数 |
| ---- | ---------------------- | -------------- | ---- | ------------- | ---------- | ---------- | ------ | ---- | ------------------ | ---------------------------- |
| 当   | 第40回衆議院議員総選挙 | 1993年07月18日 | 35   | 旧広島県第1区 | 自由民主党 | 12万7721票 | 20.99% | 4    | 1/8                | /                            |
| 当   | 第41回衆議院議員総選挙 | 1996年10月20日 | 39   | 広島県第1区   | 自由民主党 | 6万4709票  | 44.06% | 1    | 1/7                | /                            |
| 当   | 第42回衆議院議員総選挙 | 2000年06月25日 | 42   | 広島県第1区   | 自由民主党 | 8万5482票  | 55.14% | 1    | 1/3                | /                            |
| 当   | 第43回衆議院議員総選挙 | 2003年11月09日 | 46   | 広島県第1区   | 自由民主党 | 8万4292票  | 55.52% | 1    | 1/3                | /                            |
| 当   | 第44回衆議院議員総選挙 | 2005年09月11日 | 48   | 広島県第1区   | 自由民主党 | 10万7239票 | 57.29% | 1    | 1/4                | /                            |
| 当   | 第45回衆議院議員総選挙 | 2009年08月30日 | 52   | 広島県第1区   | 自由民主党 | 9万5475票  | 47.34% | 1    | 1/6                | /                            |
| 当   | 第46回衆議院議員総選挙 | 2012年12月16日 | 55   | 広島県第1区   | 自由民主党 | 10万3689票 | 63.51% | 1    | 1/4                | /                            |
| 当   | 第47回衆議院議員総選挙 | 2014年12月14日 | 57   | 広島県第1区   | 自由民主党 | 9万6236票  | 65.73% | 1    | 1/4                | /                            |
| 当   | 第48回衆議院議員総選挙 | 2017年10月22日 | 60   | 広島県第1区   | 自由民主党 | 11万3239票 | 77.96% | 1    | 1/2                | /                            |
| 当   | 第49回衆議院議員総選挙 | 2021年10月31日 | 64   | 広島県第1区   | 自由民主党 | 13万3704票 | 80.67% | 1    | 1/4                | /                            |
| 当   | 第50回衆議院議員総選挙 | 2024年10月27日 | 67   | 広島県第1区   | 自由民主党 | 10万740票  | 52.39% | 1    | 1/5                | /                            |

## 栄典
- オランダ：オラニエ＝ナッサウ勲章ナイト・グランド・クロス（英語版） - （2014年10月29日）[410]
- スペイン：イサベル・ラ・カトリカ勲章ナイト・グランド・クロス（英語版） - （2017年3月31日）[411]
- パラグアイ：国家功労勲章エクストラオーディナリー・グランド・クロス（英語版） - （2023年5月3日）[412]
- ウクライナ：ヤロスラフ賢公勲章ファースト・クラス（英語版） - （2024年8月23日）[413]
- - ボーイスカウト日本連盟きじ章：2022年11月26日[414]

## 出版

### 著作
- 『岸田ビジョン : 分断から協調へ』講談社、2020年9月11日。ISBN 978-4065213278。
- 『核兵器のない世界へ : 勇気ある平和国家の志』日経BP、2020年10月15日。ISBN 978-4296106974。

### 関連本
- 三橋貴明『岸田総理の大嘘 : メッキが剥がれた新しい資本主義』経営科学出版、2022年10月27日。ISBN 978-4905319924。

## 出演
- 世界一受けたい授業（日本テレビ、2023年5月13日）[415][416][417]